# Slaves
Pour les articles homonymes, voir Slave.

Les langues slaves en Europe aujourd'hui.
Occidentales
Orientales
Méridionales

Les Slaves sont un groupe ethnolinguistique indo-européen, qui parle les différentes langues slaves du groupe linguistique balto-slave, plus large. Ils sont originaires d'Europe orientale et s'étendent de l'Europe centrale, orientale et méridionale, au nord et à l'est jusqu'au nord-est de l'Europe, en Asie du Nord (Sibérie) et en Asie centrale (notamment le Kazakhstan et le Turkménistan), ainsi qu'historiquement en Europe occidentale (particulièrement en Allemagne de l'Est) et en Asie occidentale (y compris l'Anatolie). À partir du début du VIe siècle, ils s'étendent pour habiter la plupart des pays d'Europe centrale, orientale et du sud-est. En raison de l'immigration, il existe aujourd'hui une importante diaspora slave en Amérique du Nord, notamment aux États-Unis et au Canada.
Les Slaves sont le plus grand groupe ethnolinguistique en Europe,. Les Slaves d'aujourd'hui sont classés en Slaves orientaux (principalement Biélorusses, Russes, Ruthènes et Ukrainiens), Slaves occidentaux (principalement Cachoubes, Moraves, Polonais, Silésiens, Slovaques, Sorabes et Tchèques) et Slaves du sud (principalement Bosniaques, Bulgares, Croates, Gorans, Macédoniens, Monténégrins, Serbes et Slovènes),.
Les Slaves sont des immigrés médiévaux dans la péninsule balkanique, faisant en partie leur chemin à la faveur des zones dépeuplées par la peste de Justinien ayant décimé les peuples originels et autochtones des Balkans.
Les Slaves peuvent être groupés par religion. La majorité d'entre eux pratique le christianisme orthodoxe. Les Slaves orthodoxes comprennent les Biélorusses, les Bulgares, les Macédoniens, les Monténégrins, les Russes, les Rusyns, les Serbes et les Ukrainiens, et sont définis par les coutumes orthodoxes et l'écriture cyrillique, ainsi que par leur lien culturel avec l'Empire byzantin (Monténégrins et Serbes utilisent également l'écriture latine, en termes égaux). La deuxième religion chrétienne la plus répandue est le catholicisme romain. Les Slaves catholiques comprennent les Croates, les Cachoubes, les Moraves, les Polonais, les Silésiens, les Slovaques, les Slovènes, les Sorabes et les Tchèques, et sont définis par leur influence et leur héritage latins et leur lien avec l'Europe occidentale. Il existe également d'importantes minorités protestantes et luthériennes, en particulier parmi les Slaves occidentaux, tels que les hussites historiques de Bohême (Tchéquie).
La deuxième religion en importance parmi les Slaves, après le christianisme, est l'islam. Les Slaves musulmans comprennent les Bosniaques, les Pomaks (musulmans bulgares), les Gorani, les Torbèches (musulmans macédoniens) et d'autres musulmans de l'ex-Yougoslavie. Les nations slaves modernes et les groupes ethniques sont très divers sur les plans génétique et culturel, et leurs relations — même au sein de groupes individuels — vont de la solidarité ethnique à l'hostilité mutuelle.

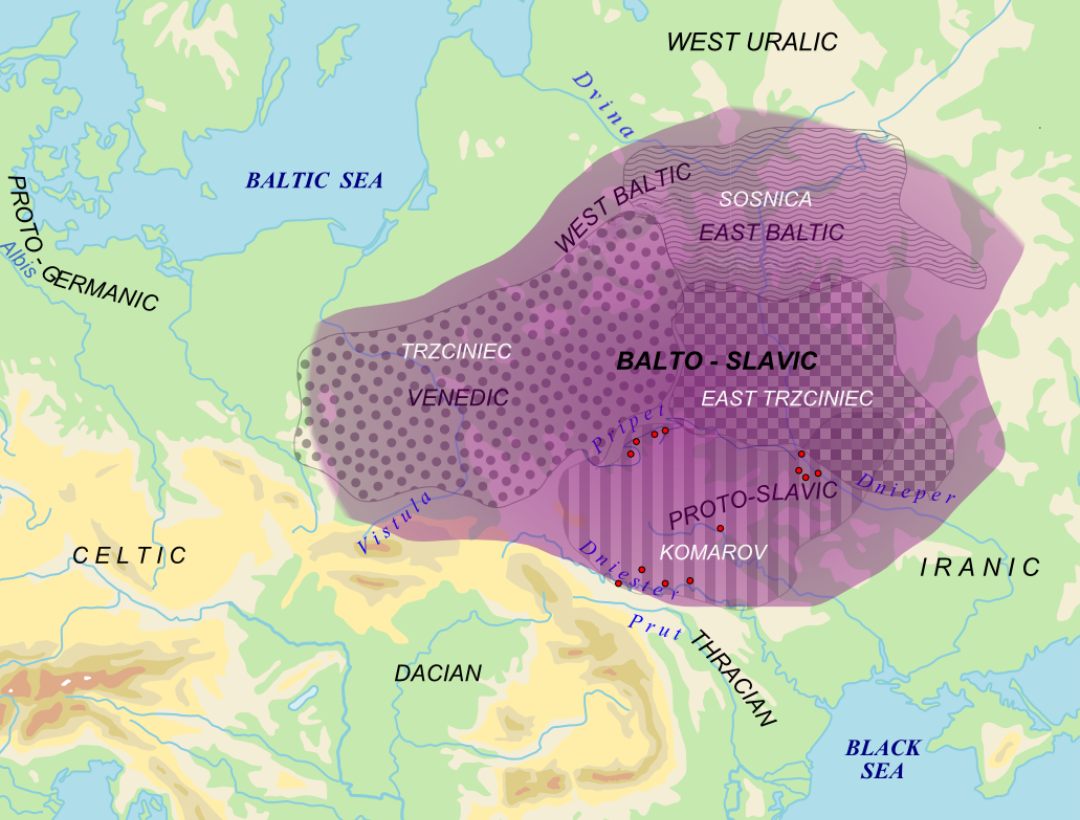
Langues balto-slaves à l'Âge du Bronze.

## Groupes linguistiques
Le proto-slave, langue supposée ancestrale de toutes les langues slaves, est un descendant du proto-indo-européen, via un stade intermédiaire dit balto-slave, au cours duquel il a développé de nombreux isoglosses lexicaux et morphophonologiques communs avec les langues baltes. Dans le cadre de l’hypothèse kourgane, « les Indo-Européens restés dans la steppe après les migrations seraient devenus locuteurs du balto-slave ».
Le proto-slave est défini comme le dernier stade de développement linguistique précédant la fragmentation géographique des langues slaves historiques. Cette langue était relativement uniforme, et l’absence de dialectes identifiables — d’après les emprunts réalisés vers et depuis d’autres langues — suggère l’existence d’un urheimat slave relativement restreint sur le plan géographique. Toutefois, d’un point de vue historique et archéologique, l’existence d’un peuple proto-slave homogène est jugée peu probable.
L’unité linguistique slave reste en partie visible dans les manuscrits en vieux-slave (ou vieux-slavon), qui, bien qu’ils soient basés sur le parler local slave de Thessalonique, ont pu servir de première langue littéraire commune aux Slaves. Les trois principaux groupes linguistiques slaves sont :
- les Slaves orientaux : Russes (150 millions), Biélorusses (15 millions) et Ukrainiens (45 millions), auxquels s'ajoutent des groupes plus petits comme les Ruthènes (2 millions), les Houtsoules et les Lipovènes (environ 500 000 chacun) ;
- les Slaves occidentaux : Polonais (38 millions), Tchèques (15 millions) et Slovaques (5 millions), auxquels s'ajoutent des groupes plus petits comme les Sorabes, les Cachoubes et les Silésiens (moins de 500 000 chacun) ;
- les Slaves méridionaux : Slovènes (3 millions), BCMS (21,8 millions, politiquement divisés en Croates (6,5 millions), Bosniaques (3,5 millions), Serbes (11,5 millions) et Monténégrins (de 233 000 à 450 000 selon les déclarations)[11]), Macédoniens (3 millions) et Bulgares (9 millions), auxquels s'ajoutent des groupes plus petits comme les Pomaques et les Carashovènes.

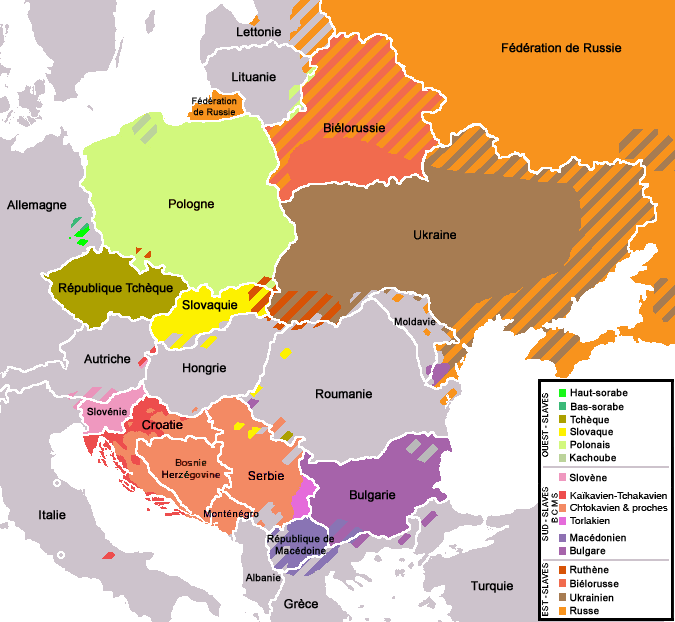
Distribution géographique des langues slaves.

Du point de vue linguistique, certaines langues slaves sont assez proches, mais cela ne veut pas dire que l'intercompréhension est facile. On distingue, :
- les langues slaves orientales (russe, ukrainien et biélorusse) ;
- les langues slaves occidentales, avec 3 sous-groupes :
  - les langues léchitiques (polonais et cachoube),
  - le sorabe,
  - le tchèque et le slovaque ;
- les langues slaves méridionales, avec deux sous-groupes :
  - occidental, formé par le diasystème slave du centre-sud (croate, bosnien, serbe et monténégrin) ainsi que le slovène,
  - oriental (bulgare et macédonien).

Les alphabets utilisés pour les langues slaves sont généralement liés à la religion prédominante des groupes ethniques concernés. Les chrétiens orthodoxes utilisent l’alphabet cyrillique, tandis que les catholiques emploient l’alphabet latin. Les Bosniaques, de tradition musulmane, utilisent également l’alphabet latin, et l’alphabet cyrillique en Serbie. Par ailleurs, certains catholiques orientaux et catholiques latins utilisent aussi l’écriture cyrillique. Le serbe et le monténégrin s’écrivent aussi bien en cyrillique qu’en latin. Il existe également un alphabet latin pour le biélorusse, appelé łacinka, ainsi qu’un pour l’ukrainien, connu sous le nom de latynka. Par le passé, les langues slaves de tradition orthodoxe ont également pu s'écrire avec l'alphabet glagolitique.
L'étude des langues slaves se nomme la slavistique.

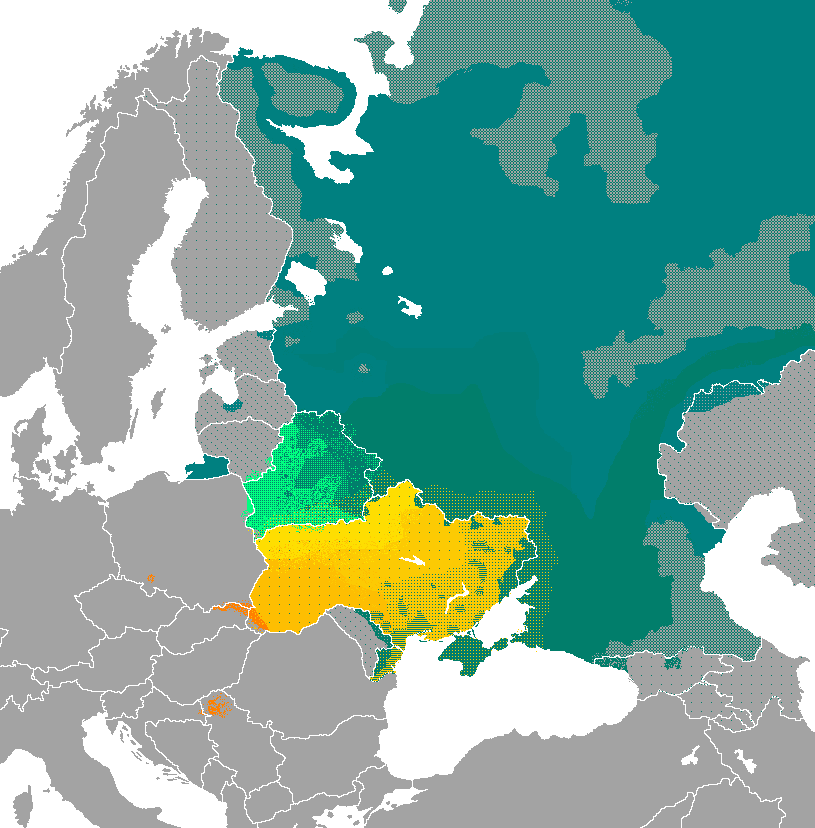
Carte de répartition des langues slaves orientales.
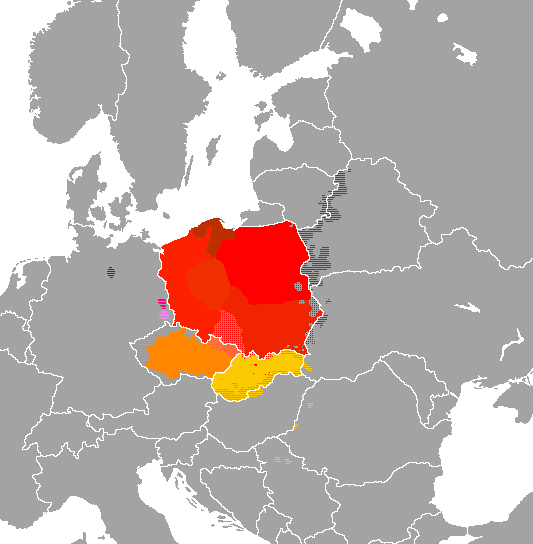
Carte de répartition des langues slaves occidentales.
Carte de répartition des langues slaves méridionales.

## La Slavie

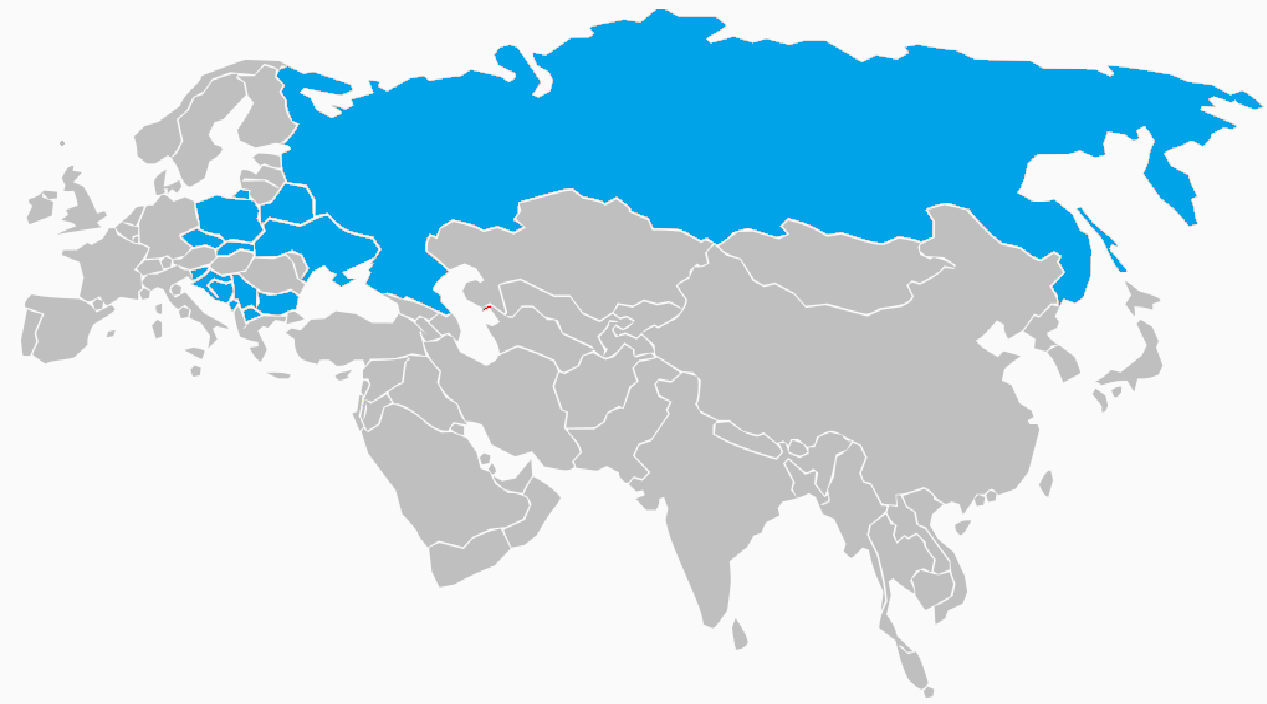
Carte du monde slave.

« Slavie », en langues slaves Slavija (pour l'orthographe bosniaque, croate, macédonienne, serbe, bulgare et slovène) ou Slavia (pour les Slaves orientaux, slovaques et tchèques), est un néologisme général pour désigner le « monde slave ».
Il a été utilisé dans le nom de la Yougoslavie (Jugoslavija dans les langues slaves, en cyrillique Југославија, signifiant « pays des Slaves du Sud », en serbo-croate).
Le néologisme Slavia peut aussi dénommer :
- le centre tribal des Slaves de l'est dans la vision protochroniste ;
- la zone de peuplement des Wendes au Moyen Âge ;
- trois principautés slaves du Moyen Âge : le duché de Poméranie, celui du Mecklembourg et la principauté de Ranie ;
- l'objectif du panslavisme de former un État slave uni ;
- Bavaria Slavica, Germania Slavica : zones de la Bavière et de l'Allemagne de l'Est peuplée par les Slaves au Moyen-Âge ;
- Slavia friulana, une petite région montagneuse du nord-est de l'Italie, peuplée de Slovènes.

Il entre par ailleurs dans la dénomination de différents clubs de sport de plusieurs pays, slaves ou non slaves :
- SK Slavia Prague, deux clubs de football tchèques (masculin et féminin) ;
- BC Slavia Prague, basket-ball ;
- DHC Slavia Prague, handball féminin ;
- HC Slavia Prague, hockey sur glace ;
- RC Slavia Prague, rugby ;
- FK Slavia Orlová-Lutyně, club de football tchèque ;
- Slavia Louňovice, club de football tchèque ;
- HK Slávia Partizánske, club de handball féminin slovaque ;
- FC Slavia Mozyr, club de football biélorusse ;
- Stade Slavia de Sofia, Bulgarie ;
- PFC Slavia Sofia, football ;
- BC Slavia Sofia, basket-ball ;
- HC Slavia Sofia, hockey sur glace ;
- Slavia Melbourne, club australien de football.

## Génétique

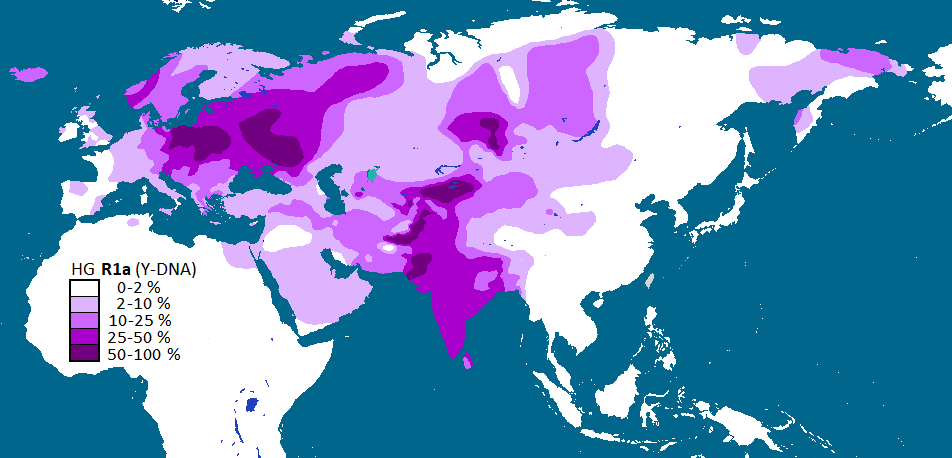
Carte de la répartition de l'haplogroupe R1a.

Les Slaves possèdent sur le chromosome Y en majorité l'haplogroupe R1a (Y-ADN) R1a-M458, sauf les Slaves du Sud, à savoir les Serbes, qui portent 41,89 % de haplogroupe I I2-P37, les Croates et les Bosniaques qui portent en majorité l'haplogroupe I I2-P37, avec une pointe de 70 % des habitants de l'Herzégovine (peuplée de Croates, Serbes et Bosniaques), tout en ayant entre 20 et 30 % de membres portant l'haplogroupe R1a (Y-ADN) R1a-M458, 25 % pour les Serbes.

## Étymologie
Trois hypothèses sont généralement retenues pour expliquer le mot « slave », bien qu'il en existe d'autres :
- la plus évidente et la plus simple consiste à rattacher le nom au vieux-slave slava, avec le sens de « renommée », « gloire ». Autrement dit, les Slaves se seraient eux-mêmes qualifiés de « glorieux » (comme les Celtes, le mot kelt ayant le sens de « noble ») ;
- une autre hypothèse part du vieux-slave slovo (« mot », « parole »), les Slaves se définissant entre eux comme ceux qui savent parler, dont le langage est compréhensible : cette hypothèse s'appuie notamment sur le fait que dans les langues slaves, le terme désignant un Allemand est dérivé d'un adjectif signifiant « non-parlant » : en ukrainien, en polonais, en bosnien, en bulgare, en croate, en serbe et en tchèque, les mots nijem, niemy, němý, nemtsi signifient « muet », et Nijemci, Niemiec, Němec signifient « Allemand » ;
- l'hypothèse protochroniste prétend que Slava serait le nom originel du fleuve Dniepr autour duquel les premières traces des Slaves en Europe sont accréditées.

Le nom de « Slaves » apparaît dans les chroniques au Ve siècle lorsque les Byzantins, et plus tard les Occidentaux, commencent à entrer en relation directe avec eux. Lorsque pour la première fois, au Ier siècle de notre ère, Pline l'Ancien et Tacite parlent des Veneti (Vénètes), « voisins orientaux des Germains », il est très probable qu'ils se réfèrent aux Slaves. On suppose que le nom de « Vénètes » est une forme latine du nom de « Wendes » que leur donnent alors les Germains. Au IIe siècle, Claude Ptolémée, énumérant les peuples d'Europe centrale et orientale, cite le nom de suovenoi proche du grec sklavenoi plus tardif ; il s'agit très probablement de la première mention de la racine du mot « slave ».
Selon l'historien byzantin Procope de Césarée, chaque année à partir du début du règne de l'empereur Justinien (VIe siècle), les Slaves attaquent l'Empire romain d'Orient, prenant de nombreux captifs et transformant les plaines des Balkans en « désert scythe ». Les chroniqueurs grecs présentent les Slaves comme ceux « qui ne peuvent pas être réduits en esclavage ni subjugués dans leur propre pays ». Dans l'Empire byzantin, les Grecs du Moyen Âge désignent les Slaves par le mot sklavènes (σϰλαϐένοι) et les esclaves par le terme ergastes (εργάστοι). Le mot grec médiéval skylevô (σκυλεύω) signifie « piller » ou « prendre du butin »[réf. souhaitée]. Ce n'est que trois siècles plus tard[Depuis quand ?] que le mot « slaves » est, en Occident et non dans le monde byzantin, à l'origine du mot « esclaves », lorsque les armées franques en capturent beaucoup pour les vendre, entre autres, aux Arabes d'Espagne qui les appellent Saqāliba.
Toujours est-il que le mot « slave » est à l'origine des noms de la Slavonie, de la Yougoslavie, de la Slovaquie et de la Slovénie. C'est également lui qui a donné le français « esclave » (latin médiéval slavus, sclavus), de nombreux Slaves des pays actuellement allemand, tchèque et polonais ayant été réduits en esclavage durant le haut Moyen Âge (et notamment dans l'Empire carolingien), tant qu'ils étaient encore polythéistes. Une fois qu'ils furent christianisés, le processus cessa.

## Historique

### Origines: les Protoslaves

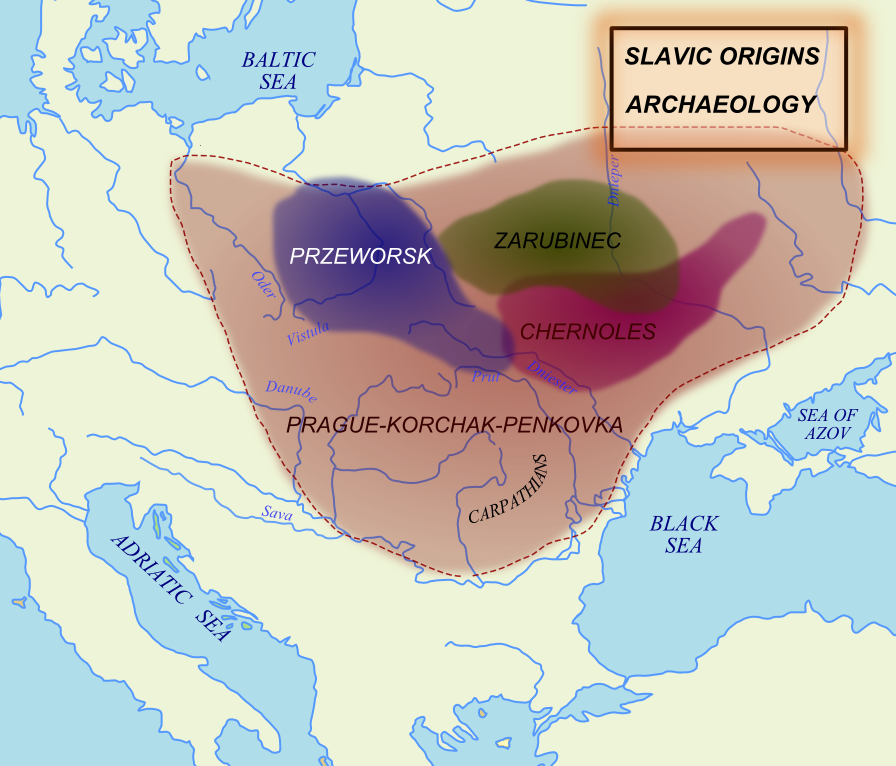
Archéologie slave, version protochroniste de 1997 incluant les Daces et Gètes parmi les Slaves.

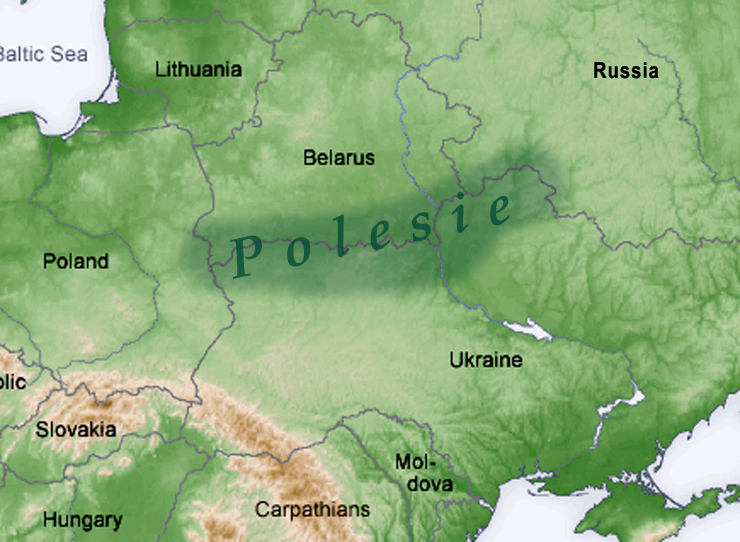
Polésie.

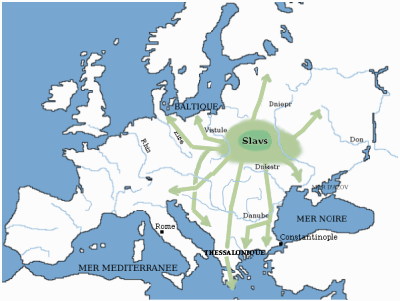
Origine et expansion des Slaves.

Les ancêtres indo-européens des Slaves, proches des Baltes sur le plan ethnolinguistique, sont connus depuis la fin du Ier millénaire av. J.-C. Ils sont situés le plus souvent au nord de l'Ukraine et au sud de la Biélorussie, dans une région située à la confluence du Dniepr et de la rivière Pripet. Mais, les auteurs anciens ne commencent réellement à les mentionner explicitement qu'à partir du VIe siècle de notre ère.
L'un des problèmes concernant l'origine et la migration préhistorique des Slaves est, selon Florin Curta, qu'il n'y a « aucune preuve de vestiges matériels des cultures de Tsaroubintsy, de Kiev ou même de Prague dans la direction sud et sud-ouest des migrations présumées des Slaves vers la frontière du Danube de l'Empire romain ». En outre, toujours selon Curta, en raison des différences fondamentales existant dans les vestiges archéologiques, « il n'existe aucune base sérieuse permettant d'attribuer aux Sklavinies [États protoslaves] (ou du moins à ceux que les premiers auteurs byzantins appelaient ainsi) un des nombreux sites mis au jour en Russie, en Biélorussie, en Pologne, en Moravie et en Bohême ».

#### Culture de Milograd
Les Balto-Slaves sont probablement les porteurs de la culture de Milograd (VIIe siècle avant notre ère au Ier siècle de notre ère) dans une région allant du sud-est de la mer Baltique aux bassins de la rivière Pripet et du haut-Dniepr et comprenant les actuels Lituanie, Pologne orientale, Biélorussie et nord-ouest de l'Ukraine.

#### Cultures de Tchernolès, Tzaroubinets et Przeworsk
On attribue aussi aux Balto-Slaves la culture de Tchernolèse (uk) (750-200 avant notre ère) de Biélorussie et du nord de l'Ukraine, et plus tard aux Protoslaves, la culture de Tsaroubintsy, (IIIe siècle avant notre ère au Ier siècle de notre ère), dans la région appelée ultérieurement Polésie, correspondant globalement au bassin de la rivière Pripet, affluent du Dniepr, ainsi que celle de Przeworsk (IIe siècle avant notre ère au IVe siècle de notre ère).

#### Hypothèse de la culture lusacienne
Les protochronistes anticipent la séparation des Balto-Slaves en Baltes et en Protoslaves à la fin du IIe millénaire av. J.-C., et attribuent à ces derniers la culture lusacienne (1300-500 avant notre ère).

#### Hypothèse de la «patrie de l'Est»
Concernant leurs ancêtres, la plupart des historiens slaves s'accordent à penser, selon la théorie de la « patrie de l'Est », qu'avant d'être connus du monde gréco-romain, certaines tribus Protoslaves ont pu s'enrôler dans les confédérations de divers autres peuples en migration vers l'Ouest par la steppe pontique, située entre les forêts tempérées russes et la mer Noire : ainsi, il a pu y avoir des Protoslaves parmi les Huns turcophones, parmi les Alains iraniens (IVe – Ve siècles), parmi les Goths germanophones (Ve siècle) et on sait avec certitude (grâce aux chroniqueurs byzantins) qu'il y en eut parmi les Avars turcophones et parmi les Bulgares (aux VIe et VIIe siècles) et surtout parmi les Varègues (aux VIIe et VIIIe siècles).
Le berceau originel des Protoslaves à la fin de l'Antiquité, si l'on en croit les témoignages archéologiques, pourrait se situer dans le bassin du haut-Dniepr, dans les régions comprises entre, au nord, la Daugava (Dvina occidentale), à l'ouest le San, au sud le Boug méridional, et à l'est le Don. Ces régions de plaine boisée, aujourd'hui situées en Ukraine nord-occidentale et en Biélorussie, sont celles qui portent les témoignages les plus anciens d'une présence slave (culture de Tcherniakhov).

### Migrations
Les Slaves apparaissent dans les chroniques aux Ve et VIe siècles lors des grandes migrations, lorsqu'ils pénètrent dans des territoires abandonnés par les tribus germaniques fuyant les Huns et leurs successeurs. Les Slaves sont alors signalés dans le pays entre l'Oder et la ligne Elbe–Saale, en Bohême et Moravie, dans la moitié orientale de l'Autriche actuelle, dans l'actuelle Hongrie et l'ensemble des Balkans (Grèce incluse jusqu'au Péloponnèse), tandis qu'à partir de leur terroir d'origine, ils occupent tout le bassin supérieur du Dniepr et de là, vers le nord-est, celui de la Volga où ils rencontrent les peuples finno-ougriens. D'autres groupes passent le Bosphore et se sédentarisent en Asie Mineure.
À partir du VIe siècle, les Slaves se pressent en grand nombre et en armes aux frontières de l'Empire romain d'Orient, dont la partie européenne était alors peuplée de Grecs sur les côtes et dans les villes, et de Proto-Albanais et Thraces latinisés dans l'intérieur. Les chroniques byzantines (Jordanès, Procope de Césarée et Théophylacte Simocatta) affirment que « l'herbe ne repoussait pas dans les endroits où les Slaves avaient défilé, tant grand était leur nombre ».
Le caractère massif et guerrier des migrations slaves explique que l'Empire romain d'Orient ait fini par perdre le contrôle des Balkans, sauf sur les côtes et dans les principales villes de la péninsule comme Andrinople ou Salonique.

#### Premières mentions
Dès le Ier siècle apr. J.-C., Pline l'Ancien et Tacite parlent de Veneti (Vénètes), voisins orientaux des Germains.
Au IIe siècle, Claude Ptolémée, tirant des informations des voisins méridionaux des Slaves, fait mention de Suovenoî, première apparition de la racine du mot « slave ».
Jordanès écrit que les trois ethnonymes Veneti, Sclavenes et Antes désignaient « un seul et même peuple ». Cela sera confirmé plus tard par entre autres Wawrzyniec Surowiecki (pl), Pavel Jozef Šafárik et d'autres historiens.
Les Slaves sous le nom d'Antes et de Sklavènes commencent à être mentionnés par les historiographes byzantins sous Justinien Ier (527–565). Au début des guerres gothiques, Procope de Césarée signale la présence de mercenaires antes parmi les troupes du général byzantin Bélisaire, chargé de reconquérir l'Italie sur les Ostrogoths.
Au début des années 500, Procope décrit les « taudis pitoyables » dispersés des Sklavènes. Ces Sklavinies sont des communautés agro-pastorales et guerrières similaires à celles des anciens Germains, Baltes, Illyriens, Thraces et Thraco-Romains. Au tournant du VIe siècle, les Sklavinies se sont tant multipliées qu'il « n'y avait pratiquement plus d'espace entre elles ». Tout comme les Tiv des temps plus récents, les Sklavènes réagissaient violemment contre toute tentative de leur imposer des dirigeants de l'extérieur. L'auteur du Strategikon savait que les Sklavènes et les Antes étaient « tous deux indépendants, refusant absolument d'être réduits en esclavage ou gouvernés, surtout sur leur propre terre ». L'empereur Léon le Sage témoigne de la même résistance obstinée.
Après avoir traversé le Danube, confrontés à l'option de la vassalité byzantine de même statut que le fœdus romain (à l'origine du mot « féodalisme »), ils ne souhaitèrent pas en être persuadés par un étranger, mais l'adopter ou le refuser à travers une méthode issue de leur propre peuple. Ceux qui le refusèrent préférèrent être menés à la destruction par un chef de leur propre tribu que d'être asservis de l'extérieur et se soumettre aux lois romaines. Ces tribus farouchement attachées à leurs libertés restèrent fidèles aux cultes pravoslaves et refusèrent le baptême chrétien proposé par les missionnaires francs ou romains d'orient.
Procope écrit en 545 que « les Antes et les Sklavènes ont eu un seul nom dans un passé lointain, car ils étaient tous appelés Spori dans les temps anciens ». Il décrit leur structure sociale et leurs croyances : « ils ne sont pas dirigés par un homme, mais vivent depuis les temps anciens dans une démocratie où tout ce qui concerne leur vie, que ce soit en bien ou en mal, est décidé par le peuple assemblé. Ces deux peuples barbares conservent depuis les temps anciens les mêmes institutions et les mêmes coutumes, car ils estiment que seul Péroun, le créateur de la foudre, est maître de tout, et on lui sacrifie des bovins et toutes sortes d'autres victimes ».
Procope mentionne aussi qu'ils étaient grands et robustes : « ils vivent dans de misérables hameaux qu'ils mettent en place de loin en loin, mais, généralement, ils sont nomades. Quand ils entrent dans la bataille, la majorité d'entre eux va à pied contre leurs ennemis, portant peu des boucliers et des javelots dans leurs mains, et jamais de cuirasse. Certains d'entre eux ne portent pas même une chemise ou un manteau, mais juste des braies. Les deux peuples ont la même langue, tout à fait barbare. En outre, ils ne diffèrent pas du tout les uns des autres en apparence : ce sont tous des gens exceptionnellement grands et vigoureux, aux cheveux clairs ou blonds, à la peau rose, mais assombrie de crasse. Pauvres, ils vivent une vie difficile, ne prêtent aucune attention au confort, ni même aux lésions corporelles… »
Les études archéologiques et palynologiques confirment ces dires : une péjoration climatique de l'hémisphère nord semble en effet être à l'origine des grandes invasions aux IIIe et VIIe siècles depuis l'Europe du Nord (où l'absence d'été provoqua des famines détectables par l'état des personnes alors inhumées) et l'Asie centrale (où sévissent des fortes sécheresses alternant avec des gels prolongés, attestés par les pollens fossiles).
Jordanès précise qu'au début, les Sklavènes s'installaient d'abord près des marécages et des forêts, qui leur rappelaient leur pays d'origine. Par la suite, en nombre croissant, ils occupèrent progressivement toutes les plaines, tandis que les populations antérieures hellénophones, latinophones ou albanophones se repliaient sur les côtes ou les piémonts et devenaient minoritaires.

#### Hypothèse sur le lieu d'origine des Slaves
Les auteurs du Moyen Âge pensaient que le lieu d'origine des Slaves se trouvait en Dalmatie et en Pannonie où ils furent signalés à leur époque. La Chronique de Dalimil mentionne : « Il nomme la plaine Sennar, où Noé et les siens s'étaient arrêtés ». Néanmoins, elle ne situe pas précisément ce lieu, mais évoque la construction de la tour de Babel et la dispersion des peuples qui s'ensuivit, abordant alors l'origine des Slaves (les « Serbes » dans son récit) qui se seraient établis « comme les Grecs, le long de la mer, et s'étendirent jusqu'à Rome », incluant la Dalmatie.
La Chronique des temps passés affirme que les Slaves seraient arrivés dans les Balkans dans l'Antiquité tardive : « ils s'établirent sur le Danube entre l'Avarie et la Bulgarie parmi les Volokhs et les Grecs qu'ils adoptèrent avec leur écriture. C'est de là que les Slaves se sont répandus sur la terre ». »

#### Controverses autour de l'installation des Slaves
La majorité des historiens s'accorde sur le fait que les langues slaves se sont diffusées en Europe au cours du VIe siècle, mais il y a des débats dans la communauté scientifique et surtout en dehors d'elle, dans la sphère protochroniste, pour savoir si cela a eu lieu à partir des Ve et VIe siècles, ou si des Slaves étaient déjà présents auparavant en Europe centrale, méridionale et orientale et si oui, depuis quand. Ce champ est spéculatif et douteux et par suite considéré comme un exemple de théorie marginale, ces allégations étant essentiellement anachroniques, reposant sur des éléments épars extrapolés et sur des interprétations, généralement dus à des chercheurs du même peuple que celui auquel ils attribuent une origine ancienne, à des fins nationalistes spécifiques et sans écho dans la production universitaire générale. De plus, ces allégations ne remplissent typiquement pas les attendus scientifiques de rigueur et de méthodologie[réf. nécessaire].
En s'appuyant sur la présence de l'autosomal et Y-DNA de l'haplogroupe R1a de la Baltique à l'Égée, l'auteur Anatole Klyoussov affirme dans son ouvrage DNA Genealogy que l'arrivée des Slaves dans les Balkans remonterait à 9 000 ans avant le présent. D'autres auteurs ont soutenu ce point de vue. Heinrich Kunstmann, un slavistique allemand, aurait affirmé que « pour les écrivains russes, polonais et bohèmes plus connus, les Slaves ne venaient pas du nord mais du sud, plus précisément du Danube des Balkans » : ces thèses ont été diffusées dans le cadre des répliques austro-hongroises aux travaux des historiens slaves qui appuyaient les revendications austroslavistes ou panslavistes. Elles font en effet des Slaves des « immigrants tardivement venus des Balkans sur les terres germaniques et hongroises », et cette thèse dite du « Désert des Avars (Avarenwüste) » est aussi appliquée aux Valaques : elle postule que les guerres des Francs contre les Avars auraient désertifié le bassin du moyen Danube jusqu'après l'arrivée des Hongrois dans cette région.
En considérant les cultures de Tchernyakov et de Zarubintsy-Przeworsk comme slaves, Paul Barford a suggéré que les groupes slaves pourraient avoir vécu dans les régions où l'on parle actuellement des langues slaves bien avant les migrations slaves documentées des VIe et XIe siècles. Il les imagine comme auxiliaires dans les armées sarmates, gothiques et hunniques : des tribus slaves aurait ainsi pu atteindre les Balkans avant le VIe siècle. Ces groupes dispersés étaient des centres pour la création d'une identité culturelle slave dans des conditions favorables, assimiler ou transmettre leur culture et leur langue, avant les Slaves des premiers écrits byzantins les sklavènes. Des démarches similaires existent pour les Magyars dont l'arrivée est anticipée de cinq siècles si on postule qu'ils faisaient partie des armées hunniques,,, pour les Proto-Bulgares et pour les Turcs avec, entre autres, la théorie de la langue-soleil,.
Pour les Slaves en Europe centrale, les protochronistes considèrent comme un élément de preuve le mot strava cité par Jordanès pour désigner le banquet funéraire d'Attila, et qui serait le strava slave actuel signifiant « menu, repas, plats »,. Dans le même ordre d'idées et toujours pour la cour d'Attila, au IVe siècle, le romain d'Orient Priscus accompagne Maximin, ambassadeur de Théodose II, et note que dans la confédération hunnique, l'une des communautés a une langue et des coutumes différentes des Huns, des Goths ou des Latins, buvant du medos et traversant les fleuves sur des monoxyles : du point de vue protochroniste, ce seraient des indices qu'il s'agissait de Slaves,.
Une dalle funéraire portant le numéro d'inventaire 6858 a été découverte au début de l'année 1965, à un kilomètre du village de Kjolmen (district de Preslav) en Bulgarie. Après avoir déchiffré les inscriptions, déchiffrement basé sur les similitudes entre les caractères d'inscription et ceux de l'alphabet grec et sur les similitudes de ses mots avec des mots dans les langues slaves actuelles et survivantes, la signification de l'inscription serait « Tombe d'Ebavo, fils de Zesasha, et d'Ilasi, ma fille, épouse de Leteda ». Pour les protochronistes, très influents en Europe centrale et orientale, cette inscription serait proto-slave et remonterait aux VIe – Ve siècles av. J.-C., bien avant le VIIe siècle, période admise par les historiens pour l'arrivée des Slaves en Europe du Sud-Est.
Une roche gravée de « caractères anciens et étranges » a été trouvée en Bulgarie, près de Parvomaï, sur le pic Elez : pour le protochroniste Paun Tachev, « les similitudes entre le nom ou les mots dans l'inscription avec un nom de dieu slave ou des mots survivants encore présents dans les langues slaves modernes indiquent que des tribus ou des peuples parlant des langues slaves étaient présents dans la région du nord-est du Rhodope à l'âge du bronze, c'est-à-dire avant même les Thraces ».

#### Relations avaro-slaves
Il est difficile d'affirmer avec certitude les relations entre les Slaves et les Avars, car certaines sources se complètent et d'autres se contredisent. Des Slaves ont pu être soumis aux Avars, alors que d'autres étaient alliés à eux, et d'autres encore ennemis des Avars.
Certains Slaves apparaissent comme vassaux ou tributaires des Avars : ils leur fournissent des femmes et des fantassins, les Avars n'engageant leur cavalerie que si la situation l'exige. À partir de 623, les Slaves wendes se révoltent contre les Avars, choisissent pour chef le Franc Samo et contribuent ainsi au début du déclin des Avars.
L'empereur d'Orient Maurice (vie siècle) rencontre, au cours d'un voyage, trois voyageurs suivant la même route en sens contraire. Ils ne portent ni casque, ni épée, ni armes d'aucune sorte, mais des cithares. L'empereur interroge ces troubadours sur leur origine et ce qu'ils venaient faire dans l'Empire. Ces hommes répondent en langue slave qu'ils appartiennent à la nation sklavène, et aux « dernières tribus de cette nation vers le couchant ». Le khagan des Avars a, disent-ils, envoyé à leurs rois des ambassadeurs avec des présents pour les engager à lui fournir des soldats ; les rois avaient reçu les présents, mais ils s'étaient excusés de ne pouvoir fournir des troupes en raison du grand éloignement de leur pays et de la difficulté des chemins.
D'autre part, les Miracles de saint Demetrios montrent que des Slaves de Thessalonique vinrent de leur propre gré demander l'aide militaire et donc la protection du khagan avar. Il arrivait également que d'autres « barbares » nomades fassent des propositions d'alliance militaire à des Slaves sédentaires établis dans des régions boisées, inaccessibles à la cavalerie steppique, pour guerroyer contre l'Empire romain d'Orient.

### Expansion slave
Aux VIe et VIIe siècles, une partie des Slaves migre vers l'ouest jusqu'à l'Elbe et, contournant les Carpates, arrive au sud au Danube, à la place des Germains (Goths, Vandales, Gépides, Lombards…) partis à la conquête de l'Empire romain d'Occident. Après le règne de Justinien, entre 586 et 610, les Slaves du Danube, alliés aux Avars arrivés en 567, font irruption au sud du fleuve, envahissant l'Empire romain d'Orient. Ils pénètrent dans les Balkans et atteignent l'Adriatique. Vers 548, ils sont en Illyrie (en Carinthie, en Istrie et en Albanie), provoquant l'abandon du limes oriental. Dans les Balkans, certains Slaves s'installent jusqu'au cœur de la Grèce et de petits groupes sont arrivés jusqu'en Anatolie, dans certaines îles grecques et en Italie (ou ils ont laissé des patronymes comme Schiavenno ou Schiano).
L'expansion des Slaves vers le sud est assez bien documentée, puisqu'elle a fait vaciller l'autorité de l'Empire byzantin sur les Balkans, au profit des Avars et des Bulgares. Des chroniqueurs comme Jean d'Éphèse en ont fait le récit : « Trois ans après la mort de Justin, en 581, le maudit peuple des Sclavènes parcourut toute l'Hellade, les provinces de Thessalonique et de Thrace, ravagea quantité de villes, prit d'assaut de nombreuses forteresses, dévasta et brûla, réduisit la population en esclavage et se rendit maître du pays tout entier. »
La poussée des Slaves vers l'ouest, à partir du VIe siècle, leur permet de peupler des territoires qui étaient auparavant peuplés par les Germains. La toponymie révèle l'emprise des Slaves sur l'est de l'actuelle Allemagne orientale. Les Slaves habitant cette région sont les Obodrites et les Sorabes. Beaucoup de noms de lieux ont ici des étymologies slaves, à commencer par le nom de la ville de Berlin, qui, selon les étymologues slavisants, ne viendrait pas de l'allemand Bär (« ours ») mais du slave berlo (« bâton, pieu »). Berlin était donc la « ville entourée de pieux ». Cette étymologie est d'autant plus probable que, pour les Slaves, les pieux constituent non seulement les éléments de base des remparts, mais aussi les fondations des habitations en zone marécageuse (et Berlin en est une). Quant à Leipzig, c'est la « ville des tilleuls », Lipsk en slave.

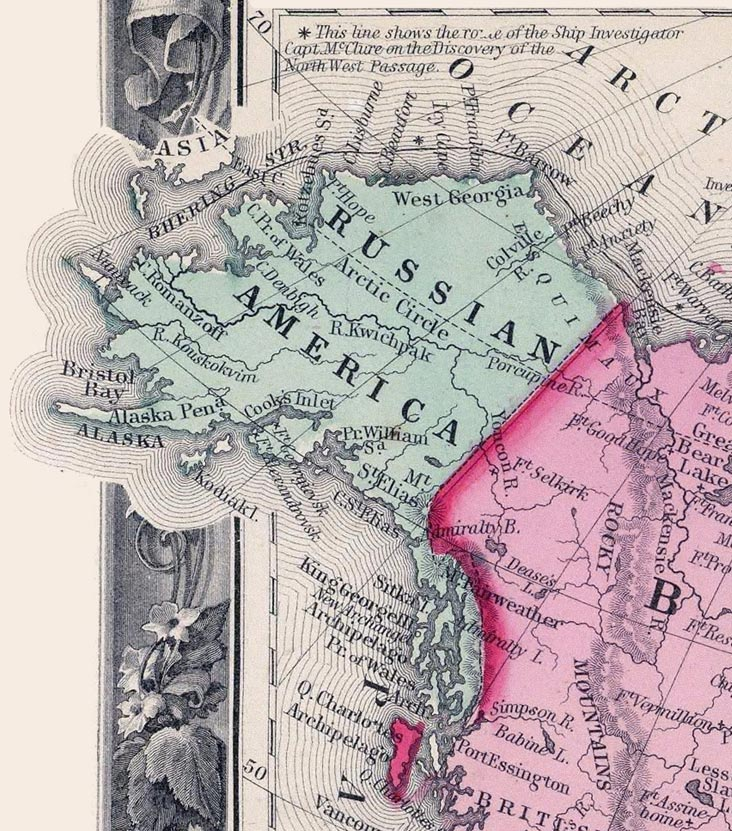
Alaska Russe.

L'expansion des Slaves jusqu'en Amérique a lieu au XIXe siècle. À cette époque, le territoire des Slaves s'étend sur trois continents (Europe, Asie et Amérique du Nord). L'Alaska est la version slavisée (Аляска) du mot aléoute Alakshak signifiant « terres » ou « grande péninsule », avant la vente de cette dernière aux États-Unis en 1867. Les Slaves touchent également le nord de la Californie, entrant ainsi en compétition avec les Espagnols établis au sud.

### Arrêt de l'expansion slave en Europe de l'Ouest
À partir du IXe siècle, les Germains empêchent l'expansion des Slaves à l'ouest.

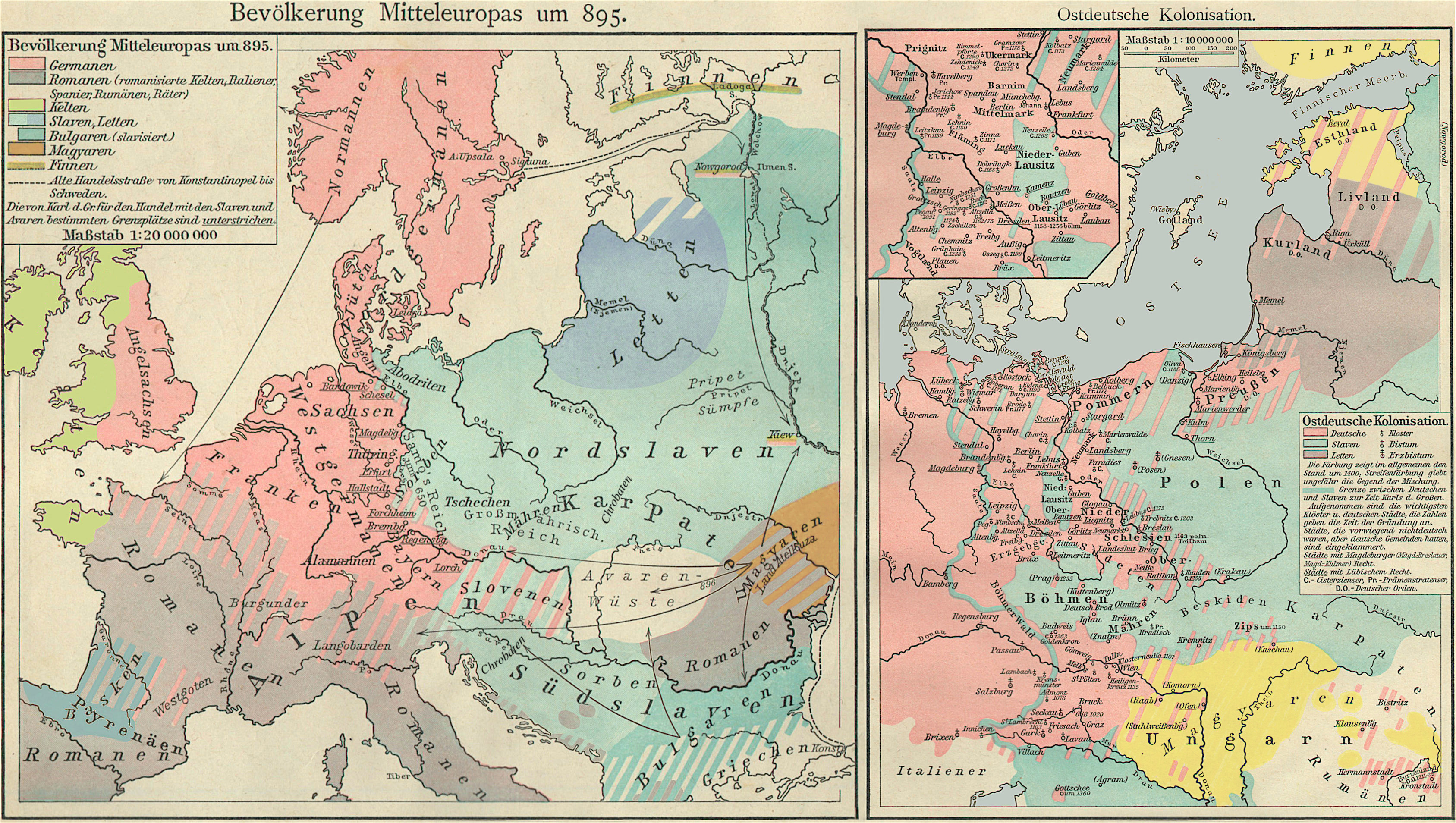
L'expansion maximale des Slaves vers l'Ouest et la marche Sorabe au Haut Moyen Âge.

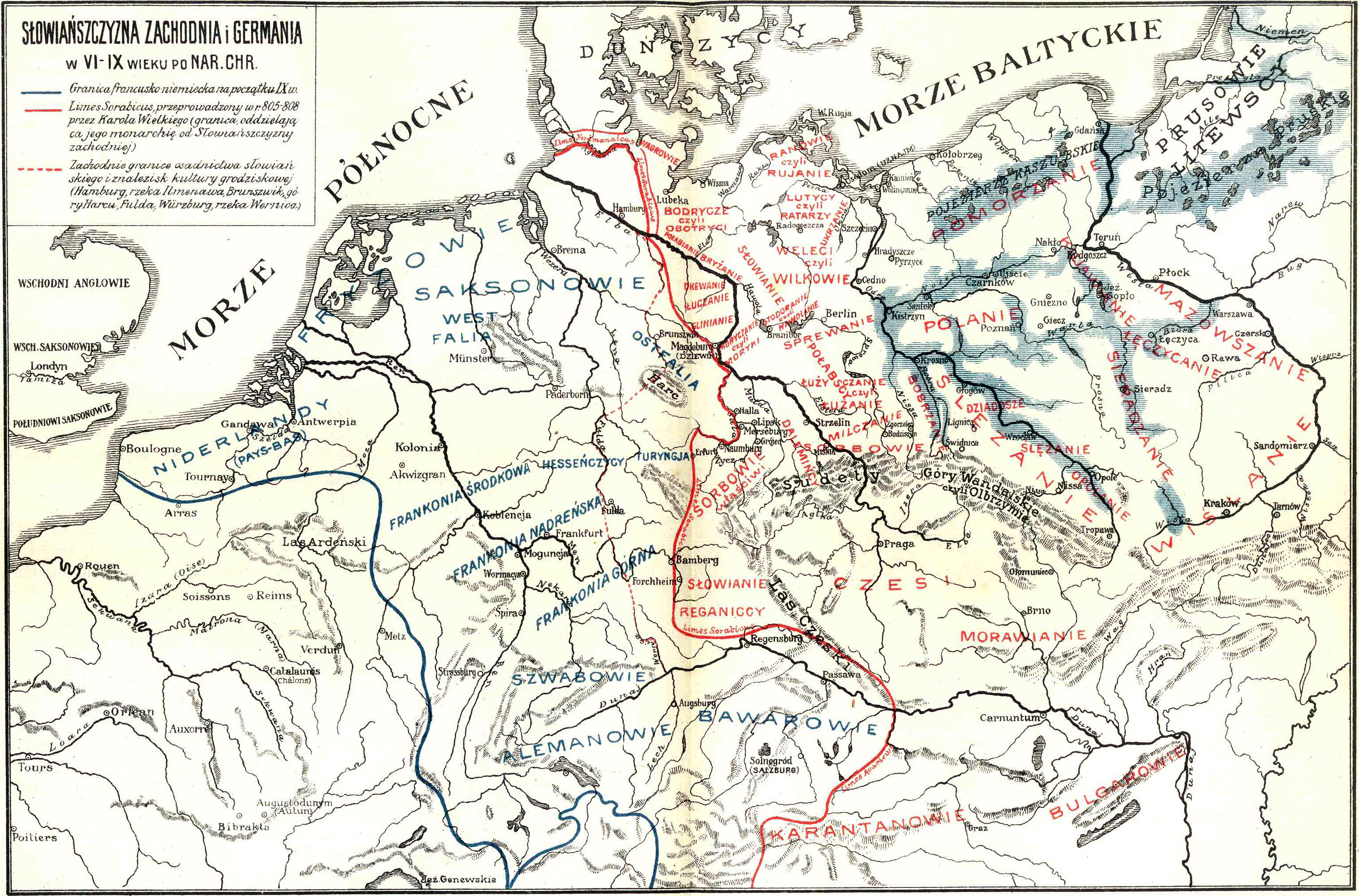
La marche Sorabe.

Louis le germanique commence ce travail de renforcement des frontières — la marche Sorabe — qui contribue au fil du temps à stopper l'avancée des Slaves sur les territoires germaniques,.
Le commerce d'esclaves — nom dérivé de Slaves — en a amené certains loin de leurs terres d'origine, jusqu'en Espagne musulmane où des esclaves de cour ont fondé des dynasties : dans le monde arabe médiéval, Saqaliba désigne les Slaves, en particulier les esclaves et les mercenaires.
Le Saqālib avait la réputation d'être « le plus courageux et violent des guerriers ». À Cordoue en Espagne, quatre mille guerriers slaves formaient la garde personnelle du calife Abd al-Rahman III. Dans le monde musulman, les Saqālib, très prisés notamment en raison de leur blondeur, ont servi ou ont été forcés de servir d'une multitude de façons : fonctionnaires, harem, eunuques, artisans, soldats, et même gardes personnelles du calife de Cordoue. Convertis à l'islam, certains Saqālib sont devenus dirigeants des taïfas (principautés) dans la péninsule Ibérique, après l'effondrement du califat.

### Histoire et culture des anciens Slaves

#### Vie sociale et organisation des anciens Slaves
Selon des auteurs antiques grecs et des chroniqueurs germaniques, les anciens Slaves étaient décrits comme un peuple pacifique, laborieux, attaché aux traditions ancestrales, pratiquant avec ardeur l’agriculture et l’élevage, et s’adonnant également au commerce, comme en témoignent la linguistique historique et les découvertes archéologiques. Leur hospitalité est fréquemment mentionnée : les malades et les pauvres y étaient soignés avec soin, tandis que les individus jugés nuisibles étaient exclus de la communauté.
La polygamie était permise, bien qu’elle ait été pratiquée principalement parmi les élites.
L’organisation sociale et politique des anciens Slaves reposait sur des fondements démocratiques. À l’origine, il n’existait ni castes sociales ni titres de noblesse héréditaires. La cohésion de la communauté familiale constituait le lien principal entre les individus. Le chef, ou staroste (« ancien »), n’était que l’administrateur des biens collectifs. Cette structure excluait la notion d’hérédité successorale, ce qui différenciait notablement les Slaves des Germains et des Romains.
Les distinctions sociales, la noblesse héréditaire, la servitude et l’esclavage ne furent introduits chez les Slaves que plus tard, sous l’influence de civilisations étrangères. Les termes utilisés pour désigner le pouvoir princier (knèze, kralj, chrabia, cjesar) ainsi que la noblesse (szlachta) sont d’origine étrangère.

#### Architecture et industrie

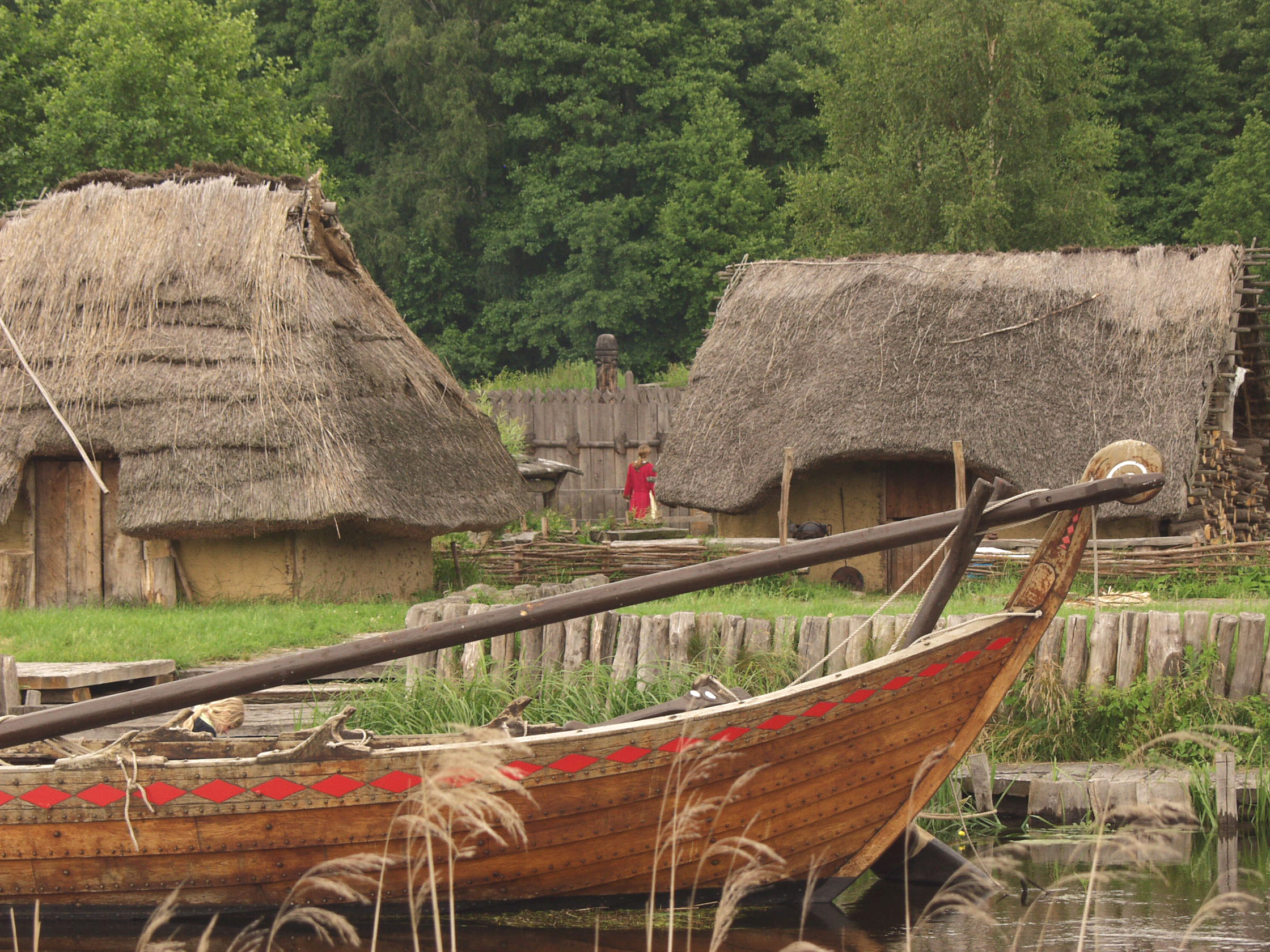
Reconstitution d’un village slave ukrane (Torgelow, Allemagne).

Au VIIe siècle, la céramique slave était largement répandue en Europe centrale. L’économie agricole des Slaves reposait principalement sur la céréaliculture, bien plus que sur l’élevage. Ils cultivaient le seigle, le blé, l’orge, l’avoine et le millet sur environ deux tiers des terres arables. La moisson se faisait d’abord à la faucille, puis à la faux.
Les habitations étaient légèrement excavées, avec une surface de 16 à 30 m2. Les villages prenaient souvent une forme circulaire ou semi-circulaire. Une bourgade fortifiée pouvait abriter une population plus nombreuse et évoluer en centre urbain. Ces établissements regroupaient des activités artisanales spécialisées, stockaient des denrées alimentaires, pratiquaient le commerce à longue distance, et comportaient parfois des bâtiments à vocation religieuse ou culturelle. Les maisons y étaient protégées par des palissades en bois et des murs de terre renforcés par du bois.
Vers l’an 700, une importante fortification slave fut érigée à Spandau (aujourd’hui un arrondissement de Berlin). Les Slaves installaient souvent leurs implantations dans des endroits stratégiques, notamment au bord de lacs ou dans des zones humides. Leurs forteresses étaient fréquemment construites sur des îlots ou dans des marécages, rendant leur accès difficile. Celui-ci se faisait par des passerelles de planches de bois, démontables en cas d’attaque. Les châteaux sur hauteurs étaient plus rares, mais présents, comme la forteresse de Starigard (de) (actuelle Oldenbourg en Holstein).
Dans les régions riches en cours d’eau du nord-est de l’Europe centrale, les Slaves construisirent aussi d’impressionnants ponts en bois, dont quatre traversant la Havel, et un long de 2 km enjambant le lac de l'Ucker supérieur.

#### Art de la guerre
Le Strategikon ou Strategicon (en grec Στρατηγικόν) est un traité de stratégie militaire qui aurait été rédigé pendant le VIe siècle et le plus souvent attribué à l'empereur byzantin Maurice Ier et qui est certainement la source la plus importante pour la stratégie militaire slave. Il est d'une telle importance parce qu'il a été écrit par des soldats, pour les soldats, comme un livre de référence pratique. C'est pourquoi on peut le considérer comme fiable. Tout le chapitre de ce livre est dédié aux Slaves. Au tout début, l'auteur souligne que les Slaves sont très durs. Il dit aussi que l'une des stratégies militaires slaves consiste à se cacher sous l'eau, en utilisant la paille pour respirer. C'était une sorte de camouflage sous-marin, puisque l'observateur de la rive ne pouvait voir les pailles. Maurice a également décrit le comportement slave pendant la bataille : ils exécutaient leurs mouvements de manière désordonnée et cherchaient à éviter les plaines et les terrains plats. Il confirme Procope de Césarée et Simocatta. Maurice affirme clairement que les Slaves, lors de l'entrée dans la bataille, « avancent en faisant beaucoup de bruit ». S'ils réussissaient à effrayer l'ennemi, ils attaquaient, mais sinon, ils se repliaient immédiatement. Les tactiques d'intimidation de l'ennemi étaient donc connues des Slaves.
En l'an 586, Slaves et Avars attaquent Thessalonique. Cet événement est connu par le Miraculi Sancti Demetrii (Miracles de saint Demetrios) qui apporte des informations très importantes sur l'utilisation par les Slaves d'engins de siège. Les dispositifs mentionnés sont l'hélépole, le bélier, les catapultes et prétendument les tortues. « Contrairement aux exemples précédents, nous voyons maintenant que les Slaves et les Avars utilisaient des outils de combat avancé pour assiéger. Et ce n'est pas tout, nous avons également lu que les Slaves et Avars ont tenté de traverser l'eau en utilisant des échafaudages, afin d'envahir le port de la ville. » Cependant, il semble que les Slaves n'étaient pas habiles dans la manipulation des engins de siège. Selon l'auteur des Miracles, ils ont continué à jeter des pierres énormes de l'aube jusqu'au soir, mais pas une pierre n'a frappé le mur de la ville. Il est évident que cette technologie était encore nouvelle pour les Slaves, qui avaient été habitués à une manière différente de conquérir les villes.
Une autre façon dont les Slaves ont atteint les villes entourées d'eau a été l'utilisation de bateaux fabriqués à partir d'un tronc de bois monoxyle. Ils ont été utilisés lors de l'attaque de Constantinople en 626, et plus tôt, dans l'invasion de Thessalonique (614-616). Dans ce dernier cas, les Slaves ont même protégé leurs bateaux par le cuir cru, pour les rendre résistants aux flèches et aux pierres.
Les Miracles de saint Demetrios mentionnent un certain artisanat slave habile à façonner des engins de combat en bois. Cette information se réfère à l'année 677. Ainsi, en moins d'un siècle, les Slaves ont appris à produire des engins de siège de leur propre chef, et sans doute à les utiliser d'une manière plus efficace. Cela ne veut certainement pas dire que cette nouvelle technologie a mis un terme à leur stratégie d'embuscade préférée, qui devait encore être utilisée pendant une longue période comme un système de guerre efficace.
La tactique militaire principale des Slaves était une attaque sournoise. Selon les sources, les Slaves étaient très habiles dans la clandestinité, au cours de laquelle ils pouvaient également utiliser différents types de camouflage. Celui-ci leur permettait de vaincre les ennemis mieux équipés et formés. Les Slaves étaient également en mesure d'utiliser des éléments psychologiques durant les batailles, en faisant des efforts pour effrayer l'ennemi. Le camouflage donnait un avantage psychologique aux Slaves. L'ennemi ignorait d'où l'attaque pouvait venir. Le camouflage diminuait ses chances de regrouper les forces efficacement, surtout étant donné que les attaques slaves étaient organisées comme des raids.

#### Structures politiques

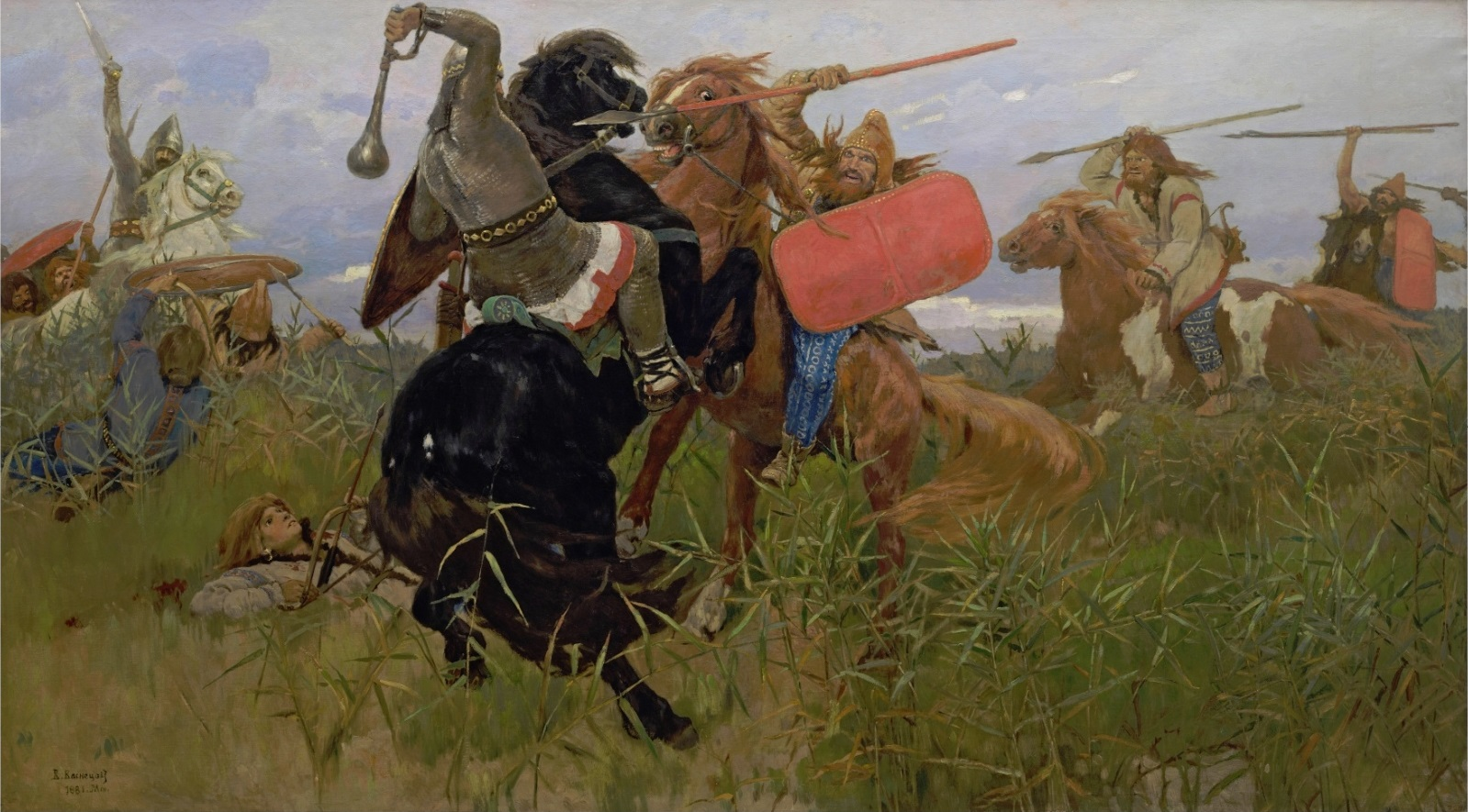
Allégorie : combat des Slaves contre les Scythes (Viktor Vasnetsov, 1881).

Grossissant les rangs d'autres peuples d'origine iranienne (les Sarmates), turco-iranienne, ou encore germanique (les Goths), les anciens Slaves ne formaient pas encore, au départ, des « nations » (au sens actuel du terme).
À l'origine répartis en de nombreuses tribus, sans doute de taille modeste, les Slaves n'avaient pas d'organisation politique ou militaire à grande échelle durant les invasions barbares. L'unité de base était probablement la famille, et au-delà de celle-ci, le regroupement en communautés villageoises : les Sklavinies, structures sociales agro-pastorales similaires à celles des anciens Baltes, Germains et Volokhs. La communauté familiale, fortement solidaire, est intégrée dans le cadre de l'assemblée villageoise et dans celui, plus vaste, de l'assemblée tribale autour d'un sanctuaire commun. Les décisions se prennent à l'unanimité par acclamations, en l'absence d'un appareil étatique permanent.
La tactique des Slaves, décrite par l'empereur byzantin Maurice, relève de la guérilla : ils s'abritent dans les forêts et les marécages, et évitent la bataille rangée. Un auteur carolingien les qualifie de « grenouilles ». En tout cas, la méthode s'avère efficace contre des États aux ressources limitées, qui ne peuvent maintenir leur armée en campagne pour de longues périodes.

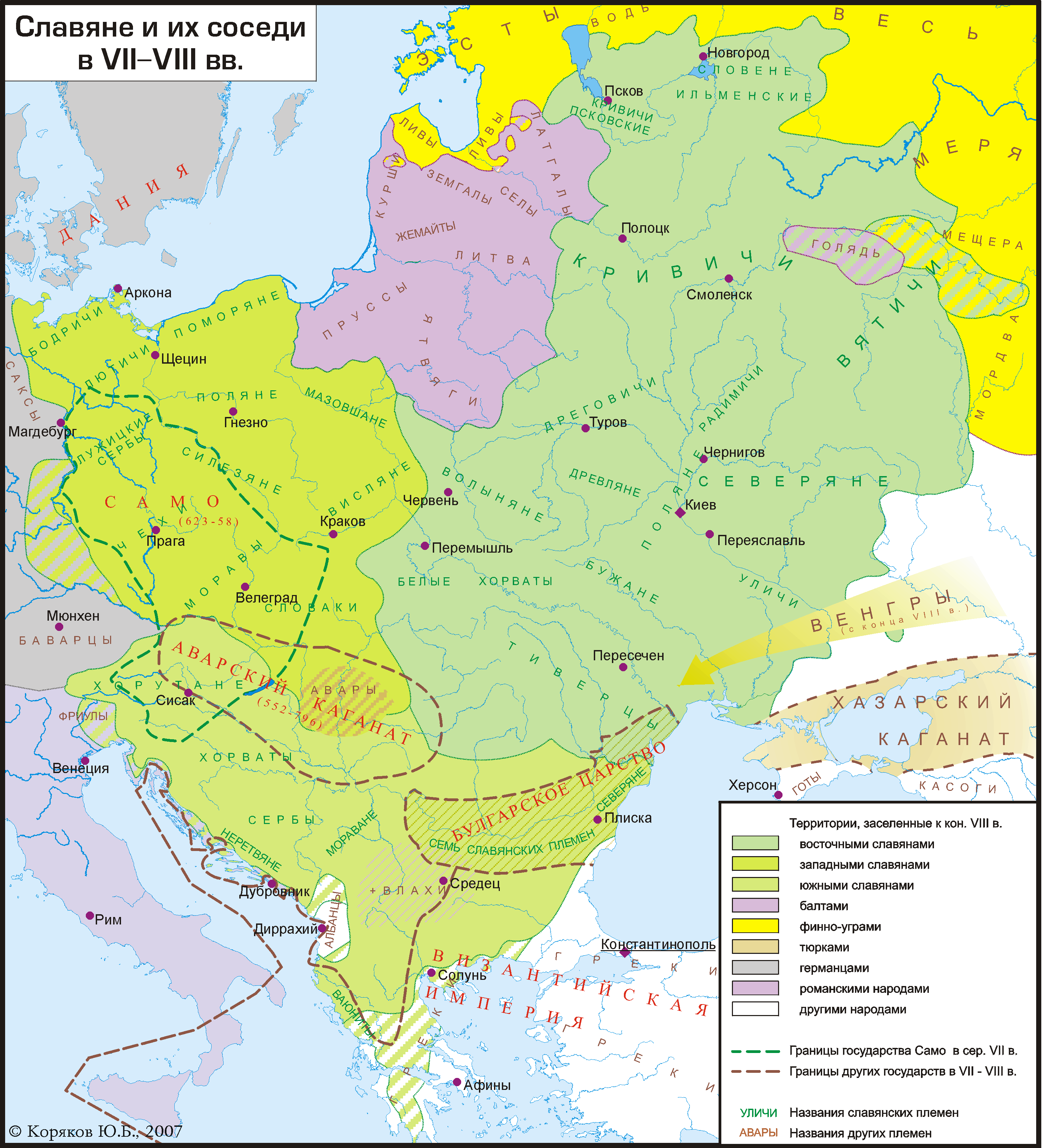
Les peuples slaves et leurs voisins aux, une distribution conforme aux sources primaires d’époque (comme la Chronique des temps passés) mais contestée aux en raison des réécritures nationalistes et protochronistes de l'histoire, dominantes dans les sources secondaires.

#### Religion

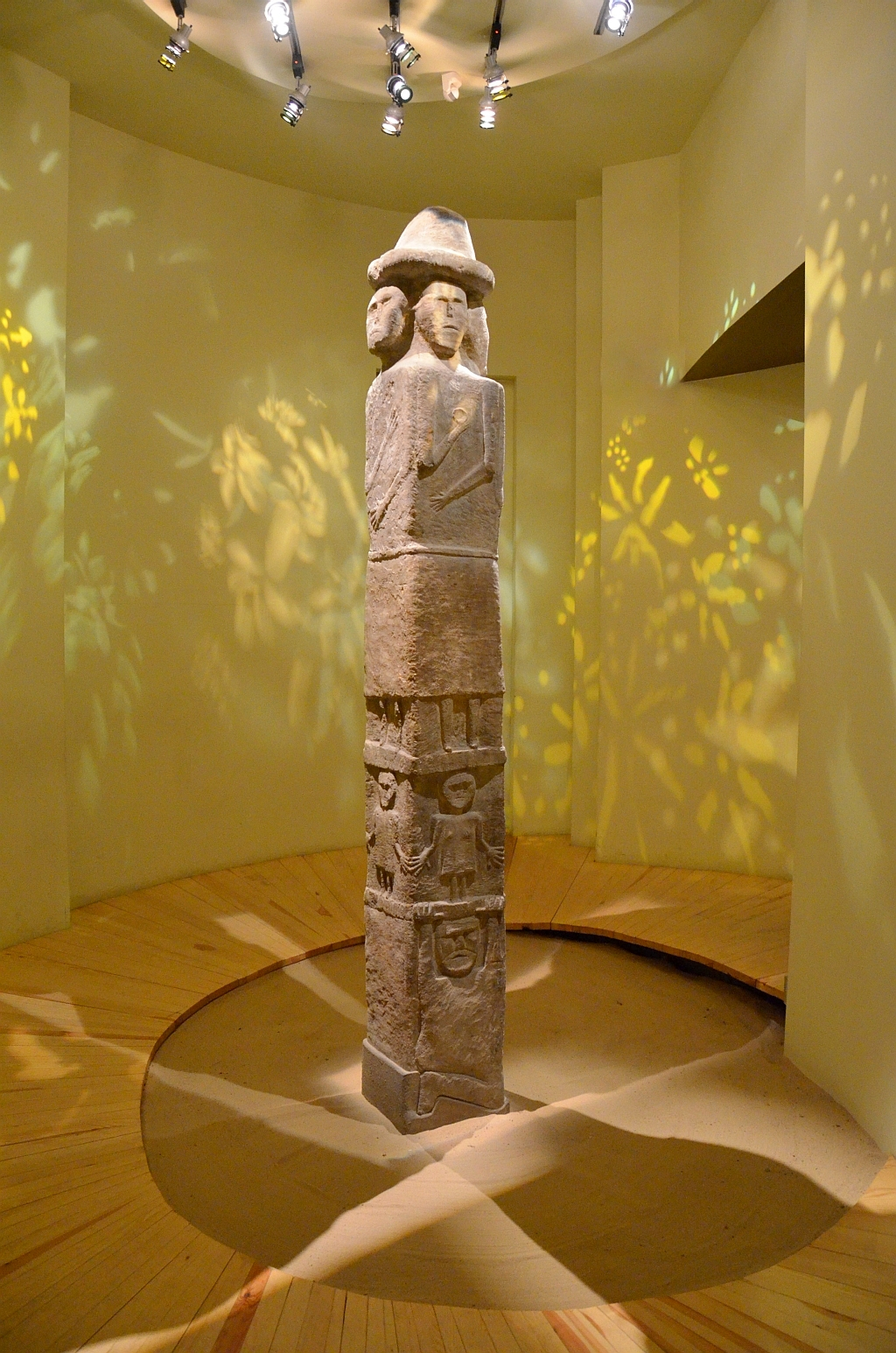
L'Idole du Zbroutch conservé au Musée archéologique de Cracovie.

Les populations slaves païennes ont été christianisées (en) entre le VIIe siècle et le XIIe siècle. Le christianisme orthodoxe est devenu prédominant parmi les Slaves orientaux et méridionaux, tandis que le catholicisme s’est imposé chez les Slaves occidentaux ainsi que chez une partie des Slaves du Sud, notamment dans les régions les plus proches de l’Occident. Ces clivages religieux correspondent en grande partie à ceux issus du schisme entre l'Église d'Orient et l'Église d'Occident au XIe siècle.

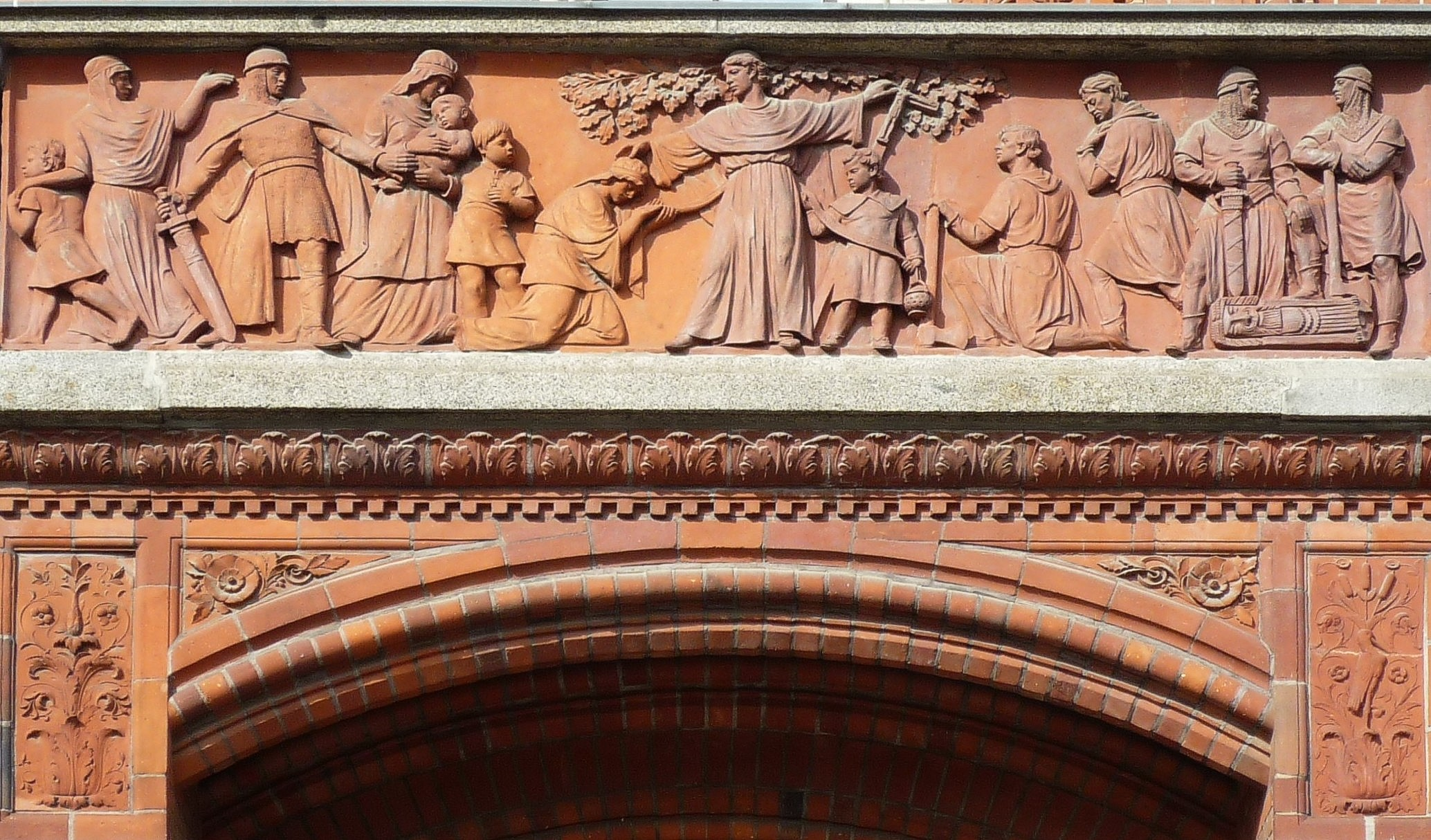
L'évangélisation des Slaves (bas-relief en céramique, Berlin).

Initiée à la fois depuis Constantinople au sud, et depuis Rome à l'ouest, l'évangélisation des Slaves s'étend également du début du IXe siècle jusque vers la fin du XIe siècle pour l'essentiel d'entre eux, du moins.
L'action de Cyrille et Méthode — le premier ayant achevé d'apporter aux Slaves une écriture : l'alphabet glagolitique — fut celle qui eut le plus de conséquences. À cause de son caractère graphique assez difficile et compliqué, au cours du Xe siècle, l'alphabet glagolitique sera progressivement remplacé par l'alphabet cyrillique, dérivé de l'alphabet grec.
Dès lors, les Slaves de l'Ouest et une partie des Slaves du Sud (les Croates, les Slovènes et les Dalmates), qui avaient embrassé la religion chrétienne catholique définie par Rome, eurent un destin politique distinct des autres Slaves (de l'Est ou du Sud) qui avaient embrassé le christianisme de rite grec, dit « orthodoxe », défini par les quatre autres patriarches (de Jérusalem, Constantinople, Antioche et Alexandrie, bientôt rejoints par Moscou). La division religieuse se doublait d'une division politique, puisque les Slaves de rite latin se définissaient par rapport au Saint-Empire romain germanique, qui pouvait leur reconnaître ou non le titre royal, et ceux de l'Est par rapport à l'Empire byzantin : les Bulgares, puis les Serbes et enfin les Russes s'efforceront d'obtenir le titre de « tsar » (césar) par délégation ou succession de Byzance.
L’islam a fait son apparition dès le VIIe siècle lors des premières conquêtes musulmanes et a été progressivement adopté par certains groupes ethniques slaves, notamment dans les Balkans, au fil des siècles.
Parmi les Slaves contemporains qui se réclament d’une religion, la majorité se rattache au christianisme orthodoxe, suivi du catholicisme. La plupart des Slaves musulmans suivent l’école hanafite de la branche sunnite de l’islam. Certains tentent également de faire revivre la foi païenne des anciens Slaves : c'est le cas du mouvement reconstructionniste néopaïen de la « Rodnovérie ».

### Formation des premiers «États» slaves (VIIe–XIesiècle)
La formation des premiers États slaves est étroitement liée aux contacts avec les peuples voisins comme les Baltes, les Varègues, mais aussi les empires germanique, byzantin et khazar.
Au Xe siècle, le « domaine slave » atteint son extension historique (et maximale vers l'ouest) : les langues slaves commencent alors à diverger, développant des caractères linguistiques différents selon les influences occidentales germaniques, les influences méridionales grecques et romanes et les influences orientales baltes, finnoises et varègues.
La pression des peuples germaniques au nord et à l'ouest (à l'époque carolingienne, les Francs les arrêtent sur l'Elbe ; à l'époque ottonienne, les Saxons commencent à s'étendre vers l'est) et celle des peuples des steppes à l'est et au sud semblent avoir mis un terme à l'expansion des Slaves et les avoir fixés dans l'espace.

### Les établissements et les «États» slaves du haut Moyen Âge
Les structures politiques mises en place au haut Moyen Âge par les Slaves, ou par les peuples qui les encadraient, ne durèrent pas longtemps et sont assez peu connues. Ces Sklavinies (grec : Σκλαβινίαι, latin : Sclaviniæ), intercalées entre les « valachies » du bassin du bas-Danube et dans l'Empire byzantin aux VIIe et IXe siècles, étaient le plus souvent de petites communautés appelées Kniazats (ou Canesats dans les chroniques en latin), mais parfois aussi Banats (« duchés autonomes » en hongrois) ou encore voïvodies (« provinces autonomes » au sein d'autres États, distinctes des Voévodats roumains, dont le nom est également d'origine slave, mais qui sont des principautés).
Comme pour la majorité des peuples qui participèrent aux invasions, le terme d'État parfois conféré à ces structures est contestable dans la mesure où les khanats, royaumes ou principautés de cette période, étaient bien éloignées de la res publica antique, confondant sous un même terme les territoires, la dépendance des hommes à l'égard d'un pouvoir personnel et les biens de ce pouvoir.

#### La Carantanie (631-828)
La Carantanie a été probablement la plus ancienne formation d'État slave connu à avoir été créée. La capitale était située à Karnburg, près de Klagenfurt dans l'actuelle Autriche.

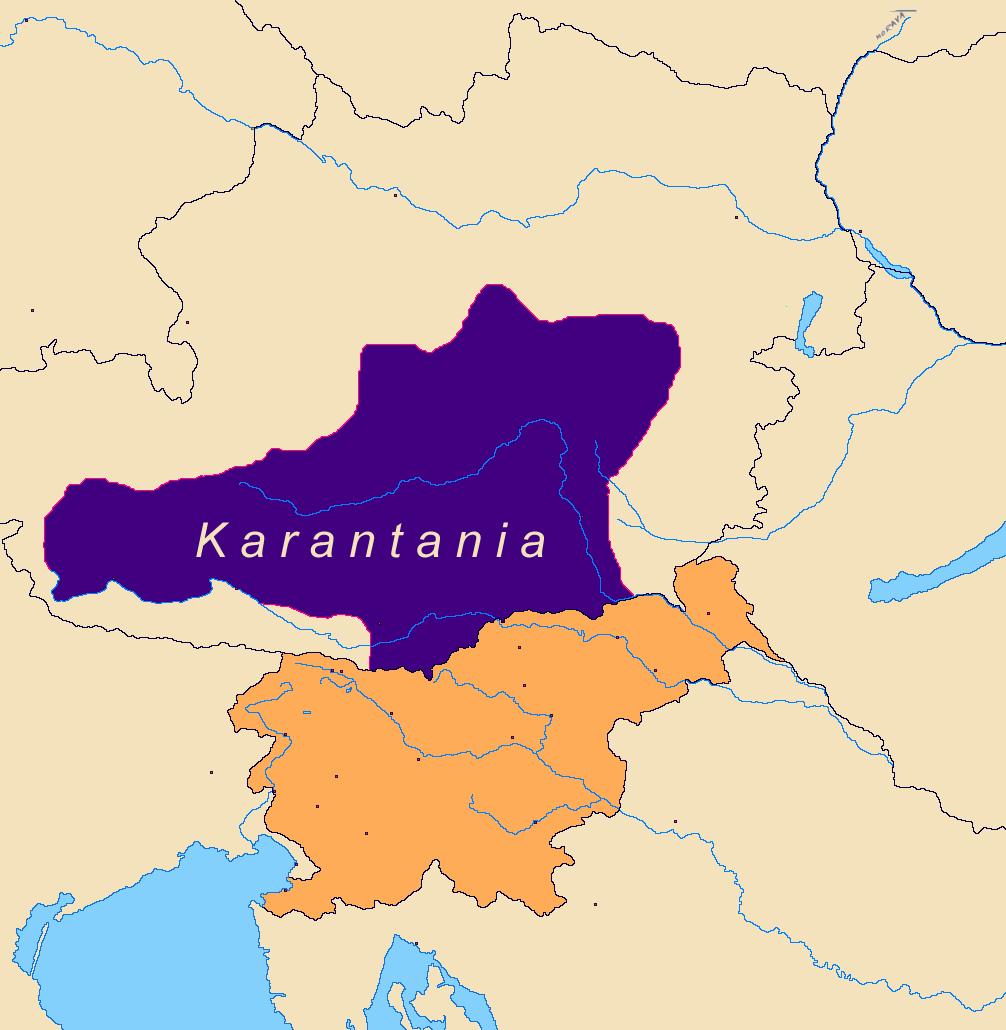
Du milieu du VIIe siècle à env. 820/828, État slave, puis en tant que comté franc, et plus tard en tant que duché au sein du Saint-Empire romain germanique progressivement transformé en Carinthie classique.

Des Avars se tournèrent vers l'ouest et attaquèrent le territoire habité par les Slaves.
Les Slaves s'unirent alors sous leur chef Valuk et s'associèrent à Samo (le chef d'une confédération slave de Tchèques, Moraves, Slovaques et Sorabes) pour se défendre contre les Avars. On ne sait pas si la lignée de Valuk s'est poursuivie dans celle des derniers ducs ou princes de Carantanie.

#### Le royaume des Antes sur le Don: un «État» protoslave
Selon Procope de Césarée, Jordanès et Maurice le Stratège, les premiers Slaves comptaient les Vénètes, les Wendes (deux formes du même mot), les Sklavènes et les Antes. Ces derniers, échappant à la domination des Goths aux IIIe et IVe siècles grâce à l'arrivée des Huns, auraient finalement constitué un premier État entre le Dniepr et le Don de 523 à 602. Celui-ci fut écrasé par les Avars, peuple turcophone des steppes, nouveau venu dans les invasions « barbares ».

#### Les Slaves de l'Ouest en Europe centrale
Les Slaves occidentaux atteignirent la région de Dresde avec les Sorabes sans doute au VIe siècle : ils disposent aujourd'hui encore d'une autonomie locale en Lusace, dans l'Allemagne orientale.
À leurs côtés se trouvaient alors les Obodrites, les Wendes, les Tchèques, les Moraves et les Slovaques.
Les Polanes suivaient vers l'est, eux-mêmes voisins des Drezvlianes proches des Vyatiches, établis autour de Moscou.
Des agglomérations modestes, nommées gorods, grods ou grads, furent fondées en grand nombre partout où ils se trouvaient et sont connues pour la période kiévienne.

##### Le royaume de Samo (623-658)
Si l'origine de Samo reste incertaine, il fut le premier souverain des Slaves (623–658) dont le nom est connu ; il a fondé l'un des premiers États slaves, une confédération supra-tribale généralement appelée : « royaume, empire » ou « union des tribus de Samo ».
Les Slaves s'établissent sur des territoires qui correspondent aujourd'hui à la partie orientale de l'Allemagne, à la Tchéquie, à la Slovaquie et à l'Autriche orientale. Au VIIe siècle, étant encore adeptes de la religion slave et, comme tels, victimes des razzias esclavagistes des Avars à l'est et des Francs à l'ouest (d'où l'étymologie même du mot « esclave »), les Slaves de cette région se révoltent en 623 et élisent comme chef un commerçant franc nommé Samo.

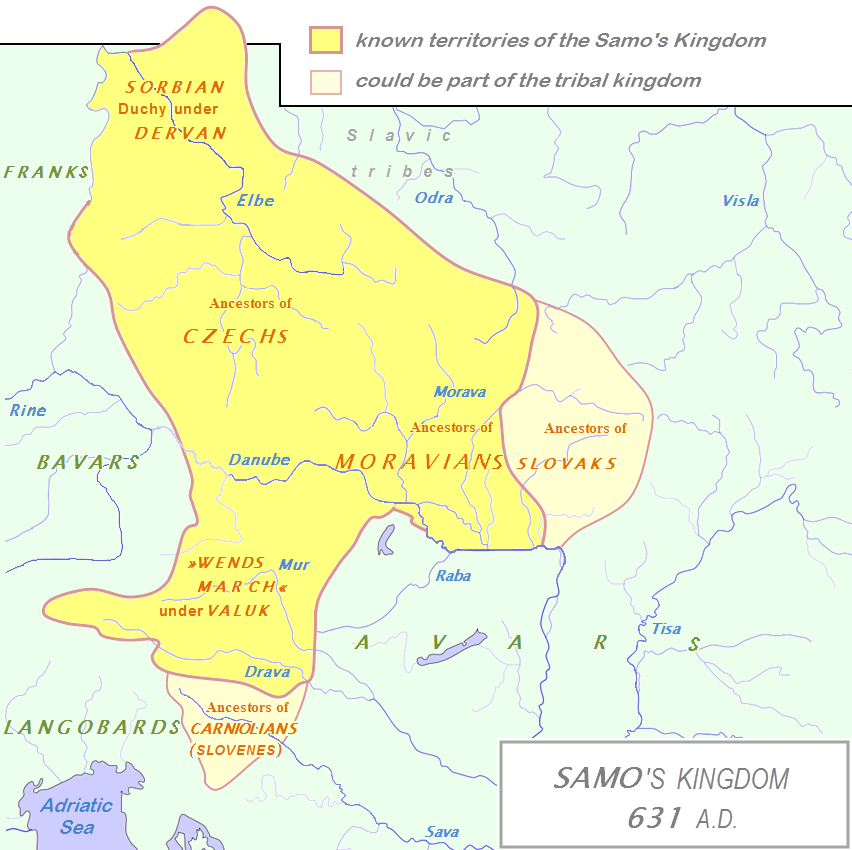
Royaume de Samo.

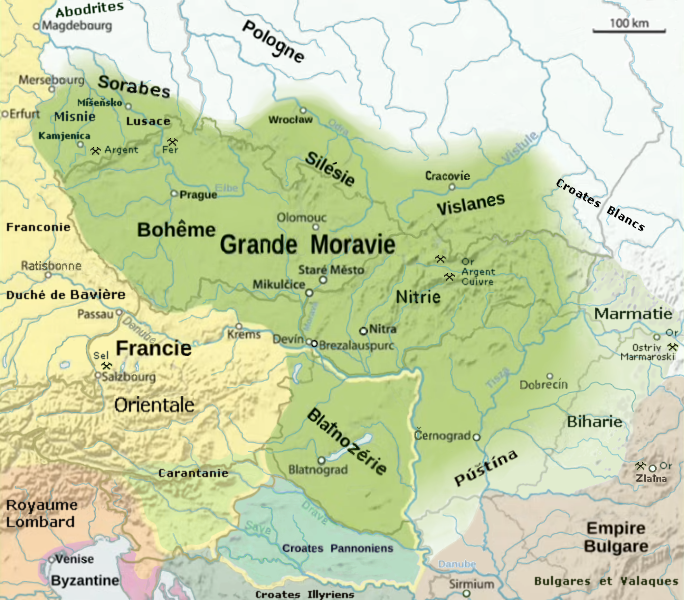
Grande Moravie sous le règne de Svatopluk Ier.

L'événement le mieux connu de la carrière de Samo est sa victoire sur l'armée royale franque de Dagobert Ier en 631 ou 632. Dans la neuvième année de son règne, Dagobert, profitant d'une « violente dispute dans la marche de Pannonie (en) entre des Avars, des Huns et des Wendes », y mène trois armées, la plus importante étant composée d'Austrasiens. Mais les Francs sont mis en déroute près de Wogastisburg (castrum Wogastisburc), un lieu non identifié qui signifie « forteresse / château de Vogast ». Au lendemain de la victoire des Wendes, le prince sorabe Dervan abandonne les Francs et « se place lui-même et son peuple sous la protection de Samo » ». Samo aurait même envahi la Thuringe franque à plusieurs reprises et y aurait entrepris des pillages.
Selon les récits de l'époque, il aurait vécu avec douze femmes, dont il aurait eu 32 garçons et 15 filles ou, selon d'autres versions, 22 fils et 15 filles. La légende raconte que sur son lit de mort, il « appela trois de ses fils auxquels il ordonna d'amener chacun plusieurs flèches. Il prit à chacun une flèche et rompit les trois flèches une par une sous leurs yeux. Puis il essaya vainement de rompre les faisceaux de flèches ensemble. Vous voyez, conclut-il, si vous restez ensemble, unis pour lutter contre l'ennemi, vous ne serez pas brisés : dites-le à vos autres frères et sœurs ! »

##### La Grande-Moravie (833-907)
Après que les Avars ont été écrasés par les Francs (à l'ouest), par les Bulgares (à l'est) et par les Moraves et les Slovaques (au nord), la principauté de Moravie (en Tchéquie orientale et Slovaquie occidentale actuelles) s'agrandit d'abord de la principauté de Nitra (qui comprenait la Slovaquie, la Hongrie du Nord, et l'Ukraine subcarpathique), plus tard de la Bohême (890–894) et du Sud de la Pologne actuelle. C'est ainsi que se forma la Grande-Moravie en 833. Cet État « hérissé de villes fortifiées et de châteaux forts » (Denise Eckaute) dut combattre les Saxons au nord et les Bavarois au sud : il dura moins d'un siècle sous cette forme. L'empire, dirigé par Mojmir I, Rastislav, Slavomir (en), Svatopluk (871–894) et Mojmir II, disparut en effet en 907, pour cause de querelles internes et sous les coups des tribus hongroises, les Magyars, récemment arrivés dans la région depuis la steppe ukrainienne (Etelköz) située à l'est des Carpates.
C'est notamment à l'initiative de Ratislav que les missionnaires Cyrille et Méthode furent dépêchés en 863 par l'empereur Michel III pour évangéliser les Slaves.

##### Les Polabes
Les Polabes étaient les peuples slaves vivant entre l'Elbe et l'Oder. Ils formèrent des petits royaumes en conflit avec le Saint-Empire romain germanique et le Danemark. Une révolte contre le Saint-Empire en 983 assura leur indépendance jusqu'au XIIe siècle.

##### La principauté de Bohême (fin duIXe–XIesiècle)
Le royaume de Bohême se constitua autour de Prague à la fin du IXe siècle. La région, qui avait été rattachée à la Grande-Moravie en 888/890–894 sous le règne de Svatopluk, devint un État tributaire de la Francie orientale en 895.
Au Xe siècle, la dynastie des Premyslides y affirma son pouvoir sous le règne de Venceslas Ier de Bohême (921–935). Venceslas, confronté à la puissante Saxe, devint le vassal d'Henri l'Oiseleur et se plaça sous la protection du pape afin de consolider son pouvoir. Se heurtant à l'opposition des nobles et de son frère en raison de cette politique qui renforçait l'autorité centrale, il fut tué par ce dernier en 935 et devint martyr à la fin du siècle.
Le fratricide Boleslav et ses successeurs, notamment Boleslav II (972-999), continuèrent avec moins de succès l'œuvre de Venceslas, limités par le Saint-Empire romain, auquel la principauté appartenait, et par la puissance polonaise. Prague devint un évêché en 973, la Moravie actuelle fut conquise en 1019 et c'est finalement sous le règne de Vratislav II (1061–1092) que la dynastie obtint en 1089 la couronne des mains de l'empereur Henri IV pour avoir pris son parti au moment de la querelle des Investitures (1075–1122) avec le pape.

##### Le royaume de Gniezno (Xesiècle)
Peu après le milieu du Xe siècle se forma également le premier « État » polonais autour de Gniezno, sous le règne de Miesko Ier (ou Mieszko, 920–992), qui prit le titre de roi, reçut le baptême et épousa la sœur du duc de Bohême, Boleslas Ier, en 966. Ainsi, il choisit d'épouser le christianisme directement de Rome pour éviter de tomber sous la domination saxonne.
Miezko s'était entendu avec le margrave saxon Gero (mort en 965) pour soumettre les Slaves de la Baltique. Ayant unifié les Slaves de la Vistule, il sut profiter successivement de l'écrasement des Magyars par Otton Ier au Lechfeld (955), puis de la défaite italienne d'Otton II au cap Colonne (982), tout comme ses successeurs profiteraient de l'affaiblissement des Hohenstaufen au XIe siècle, pour faire reconnaître sa royauté par l'empereur et pour constituer un royaume polonais qui allait s'étendre de Gdańsk à Cracovie.

##### Le recul des Slaves occidentaux
À la fin du Moyen Âge et durant l’époque moderne, les Slaves occidentaux vivant entre l’Elbe et l’Oder — notamment les Polabes, les Obodrites, les Vélètes (ou Lutici) et les Sorabes — disparaissent progressivement en tant que groupes ethniques et culturels distincts. Ce processus s’inscrit dans la politique d’Ostsiedlung (colonisation vers l’est) menée à partir du XIIe siècle par les principautés germaniques, en particulier les margraves de Brandebourg et les ducs de Saxe.
Dès le XIIIe siècle, la germanisation s’intensifie : fondation de villes allemandes, immigration de colons germaniques, christianisation et remplacement des structures sociales slaves. Les langues slaves locales, comme le polabe, s’éteignent progressivement, le polabe étant attesté pour la dernière fois au XVIIIe siècle ; le slovince s'éteint au début du XXe siècle. Seuls les Sorabes (ou Wendes) de Lusace (actuelle Allemagne orientale) ont réussi à conserver une identité culturelle et linguistique jusqu’à aujourd’hui.
La germanisation ne se limite pas aux territoires situés entre l’Elbe et l’Oder ; elle s’étend également plus à l’est, notamment en Poméranie, en Silésie et en Bohême. Dès le XIIIe siècle, ces régions connaissent un afflux massif de colons germanophones. En Silésie, les ducs Piast favorisent activement l’installation de villes de droit allemand, comme Breslau (aujourd’hui Wrocław), et encouragent l’intégration de marchands et artisans germaniques. De même, en Bohême, les rois Přemyslides puis luxembourgeois accueillent des colons allemands, notamment dans les Sudètes et les villes minières, entraînant un recul progressif des populations tchèques dans certaines zones.
En Poméranie, bien que les ducs locaux soient d'origine slave, la langue allemande devient progressivement dominante dans les villes et l’administration dès le XIVe siècle, accélérant l’assimilation culturelle. Ce processus, bien qu’inégal selon les régions, contribue à l’essor d’une culture urbaine germanophone à l’est de l’Oder, préparant les transformations politiques des siècles suivants.

#### Les Slaves du Sud dans les Balkans
Au Ve siècle, Procope et Théophylacte Simocatta mentionnent qu'« en 577, une horde de 100 000 Slaves envahit la Thrace et l'Illyrie : Sirmium [actuelle Sremska Mitrovica, la cité byzantine la plus importante sur le Danube] est perdue » en 582. Les débuts de la présence slave dans l'empire d'Orient sont contemporains de l'arrivée des Antes aux bouches du Danube, et des Sklavènes dans l'Illyrie, la Dalmatie, la Mésie et la Thrace. Auparavant, les Slaves avaient déjà ravagé ces parties de l'Empire byzantin en 545–546 (Thrace), en 548 (Dyrrachium, Illyricum), en 550 (Thrace, Illyricum), en 551 (Illyricum), ce qui leur avait donné une connaissance du terrain et avait affaibli les défenses impériales. Entre la fin du VIe siècle et le début du VIIe siècle, l'irruption des Avars vient bouleverser cette relative stabilité, mais il semble que les Slaves avaient recommencé leurs mouvements auparavant : les chroniques syriennes, qui datent de 551, mentionnent une seconde vague d'invasion qui atteint la mer Égée. À la fin du VIe siècle, Jean d'Éphèse écrit que « toute la Grèce est occupée par les Slaves ». En tout cas, c'est sans doute à cause de l'invasion des Avars que le limes danubien est franchi à nouveau par les Slaves au début du VIIe siècle : en 609, 617 et 619. En 617, les faubourgs mêmes de Constantinople sont menacés.
Une fois installés en « sklavinies », intercalées entre les « valachies » existantes, l'empire leur accorde finalement le statut de « fédérés » (fœderati), mais concrètement, il ne contrôle plus que les côtes de la péninsule balkanique, où les Slaves deviendront progressivement majoritaires dans l'intérieur : ils y laissent une empreinte particulière qui persiste jusqu'à nos jours. Une fois majoritaires sur le plan démographique (si l'on excepte l'Albanie, les côtes grecques et les terroirs montagneux valaques comme la Romania Planina ou le Stari Vlah près de Sarajevo), les Slaves du Sud, d'origines diverses, vont se différencier aux IXe et XIe siècles.
Les plus occidentaux d'entre eux, les Carentanes (du slave Korǫtanъ désignant alors le pays où s'installèrent les ancêtres des Slovènes, dont l'actuelle Carinthie), furent confrontés aux Bavarois. Ces derniers ont arrêté l'expansion slave vers l'ouest. Les mêmes Slovènes tombèrent ensuite sous la domination des Avars au VIIe siècle. Leur aire de répartition initiale couvrait tout l'Ouest de l'actuelle Hongrie (principautés de Pribina et Kozel). L'indépendance des Slovènes fut de courte durée, puisqu'ils ne tardèrent pas à passer sous la domination de l'aristocratie allemande dans les duchés de Carinthie et Carniole.
Les Croates, qui apparaissent initialement en Pologne (« Croates blancs »), s'étaient établis au sud de la Save, et avaient transformé l'Illyrie et la Dalmatie antiques au VIe siècle en pays à majorité slave. Ils constituèrent un État portant leur nom au IXe siècle, mais qui très vite sera réuni à la Hongrie.
Les Serbes, qui apparaissent initialement dans l'actuelle Allemagne orientale, en Serbie blanche, se sont ensuite établis au centre et à l'est des Balkans sous la conduite du prince de Serbie blanche, formant en outre des enclaves jusqu'en Grèce orientale. Par la suite, ils établirent un État puissant sous la dynastie des Nemanjic.
D'autres peuples slavophones, aujourd'hui disparus, se partagèrent le reste des anciennes provinces romaines puis byzantines de l'Adriatique : ainsi, les Doukliens et les Narentins remplacèrent petit-à-petit les Dalmatiens et les Morlaques en Dalmatie ; ils s'intégrèrent ultérieurement aux Serbes et Croates.
Les plus orientaux d'entre eux, les Slavons, apparaissent d'abord dans le bassin du bas-Danube, en connexion avec la confédération irano-turcophone des Bulgares, dont ils prennent le nom et à laquelle ils donnent leur langue. Les Slavons/Bulgares s'étendent ensuite progressivement vers la mer Égée, absorbent la plupart des Thraces latinisés (le restant donnera naissance aux minorités aroumaines) et se différencient tardivement (aux XIXe et XXe siècles) en Macédoniens et en Bulgares, aux langues encore très proches.

##### Les Slaves dans l'Adriatique
Comme la Baltique, l'Adriatique connaît la piraterie des Slaves qui commencent à améliorer leurs connaissances en construction navale au contact des Dalmates et au moment où les Arabes se mettent à attaquer les eaux de l'Empire romain d'Orient. Vers le milieu du VIIe siècle, en 642, les Slaves montent une expédition navale à partir de la côte dalmate vers l'Italie et envahissent Manfredonia (Siponto) dans le golfe du mont Gargan. Par la suite, leurs raids à travers l'Adriatique s'accentuent rapidement, ainsi que leur piraterie contre le commerce naval byzantin avec Venise.
En 827–828, les Slaves narentins sont de plus en plus présents dans la sphère d'influence de la future république de Venise. Un chef narentin y est baptisé en 829, marquant un traité entre Méranie et Venise. Cependant, quand Venise s'affaiblit, les Narentins reprenaient leurs raids de pirates, comme en 834/835 lorsqu'ils pillent et massacrent plusieurs marchands vénitiens qui revenaient du duché de Bénévent dans le Sud de l'Italie, ou en 846, lorsqu'ils attaquent Venise elle-même, s'emparant de la ville voisine de la lagune de Caorle. Après de nombreuses réussites militaires, l'auto-détermination, la liberté et le tribalisme gagnent en force dans le bassin de la Neretva et chez les Méraniens.
Au IXe siècle, les pirates slaves du Sud détruisent le village fortifié de Sipar (en Istrie).
Dès la seconde moitié du IXe siècle, les Narentins commencent à changer leur mode de vie de pirates, ce qui ne les empêche pas d'enlever contre rançon l'émissaire de l'évêque romain qui revenait du Conseil ecclésiastique de Constantinople dans le milieu de mars 870. Les païens slaves ont longtemps résisté à l'influence du christianisme, jusqu'à ce que l'empereur romain oriental Basile Ier de la dynastie macédonienne réussisse à les pacifier. Il réunifie ensuite l'ensemble de la Dalmatie sous la domination byzantine impériale. Ils sont baptisés en 870.
Dès que la marine impériale se retire des eaux de l'Adriatique, les païens reprennent leurs vieilles habitudes de pirates, menant une offensive militaire contre les Vénitiens en 886.
Le doge vénitien Pietro Ier Candiano va lui-même avec douze galères dans les eaux de Neretva en 887 et y coule cinq navires narentins dans le port de Mokro ou Makarska. Après avoir débarqué ses troupes près de Mokro, il en chasse les Méraniens, en avançant à l'intérieur des terres. Le 18 septembre 887, les Narentins se précipitent contre lui et le vainquent de manière décisive. Dans la bataille, le doge Pietro Ier lui-même perd la vie.
Cela incite la république de Venise à renouveler son alliance anti-slave avec le roi Bérenger Ier d'Italie le 7 mai 888.

##### Le premier Empire bulgare (681–1018)
En 649, les Bulgares, confédération initialement iranophone et turcophone établie dans la boucle du Don, furent attaqués à l'est par les Khazars, peuple turcophone converti au judaïsme, établi le long de la Volga. Ils se scindèrent alors en deux groupes : l'un partit vers le nord et s'établit sur la moyenne-Volga (Bulgarie de la Volga), l'autre partit vers l'ouest et s'établit dans l'actuelle Ukraine (empire de Koubrat). De là, les Bulgares, déjà mélangés à des Slaves, affrontèrent l'empire d'Orient et, après avoir vaincu l'empereur Constantin IV Porphyrogénète, s'installèrent en Mésie orientale, sur la mer Noire (autour de Varna, en Bulgarie). Là, ils soumirent la population déjà majoritairement formée de Slavons, dont ils finiront par adopter la langue.
Sous le règne de leur khan, Asparoukh, les Bulgares, tengristes, constituèrent en 681 un premier empire, mi-slavon, mi-valaque par sa population, déjà chrétienne. Il s'étendit progressivement, regroupant un grand territoire recouvrant les États actuels de Bulgarie, Grèce septentrionale, Macédoine du Nord, Moldavie, Roumanie et Serbie orientale. Linguistiquement et culturellement, la fusion qui s'opéra entre Slavons des plaines, Valaques des montagnes, Bulgares de l'aristocratie du Khân et Grecs des côtes se fit au profit de la langue des Slavons, même si des témoignages épigraphiques montrent que de nombreux éléments culturels bulgares, latins ou grecs survécurent au moins jusqu'au Xe siècle. Sur le plan religieux, les boyards bulgares tengristes finirent par adopter la religion chrétienne de leurs sujets en 865, sous le règne de Boris Ier de Bulgarie.
Ce nouvel Empire devint un redoutable rival de Byzance. Au IXe siècle, deux de ses souverains, Boris Ier de Bulgarie, qui reçut le baptême sous le nom de Michel, puis Siméon le Grand, tentèrent même de prendre le titre de Basileus. Ils échouèrent à prendre Constantinople, mais possédaient la majeure partie de la péninsule balkanique. Bien plus tard, l'empereur byzantin Basile II réussit à abattre cet empire malgré les efforts de son dernier souverain, le tsar Samuel, et prit le titre de Bulgaroctone (« massacreur de Bulgares ») en 1018.

##### Les Slaves des Balkans et de l'Empire byzantin
Depuis le début du VIe siècle, les Slaves qui ont commencé à passer le Danube dévastent et pillent les riches villes byzantines, les forteresses et les villages thraco-romains de l'intérieur. En 517, sous le règne du basileus Anastase Ier (419–518), la Macédoine, l'Épire et la Thessalie sont dévastées par les Slaves qui, vers la fin du VIe siècle, commencent à s'établir dans région d'Ohrid où sont mentionnées les tribus des Berzites, Dragovites, Rhynchines (en), Sagoudates et Bélégézites formant une alliance conduite par le chef Hatskon, selon le récit des Miracles de saint Demetrios.
Les « Sklavinies » se multiplient dans le périmètre compris entre les villes contemporaines de Vélès, Kavadarci, Prilep, Monastir et Debar, mais il y en eut jusque dans le sud du Péloponnèse, dans le massif du Taygète (Ézérites et Mélinges). La ville grecque dévastée de Lychnidos prit, au Xe siècle, à l'époque du tsar Samuel Ier de Bulgarie, le nom slave d'Ohrid peut-être dérivé du substantif Hrid, colline.
Face aux Sklavinies, l'Empire byzantin réagit selon les circonstances : parfois il tenta d'en faire ses vassales, de les christianiser et de les helléniser à partir des évêchés grecs locaux, mais parfois il les combattit. Il réussit dans certains cas et notamment sur les côtes et autour des grandes villes, plus facilement accessibles à ses forces terrestres et navales ; il échoua dans d'autres cas et perdit progressivement le contrôle de l'intérieur des Balkans, surtout au nord de la péninsule. C'est pourquoi tant les cartes qui figurent l'Empire comme contrôlant encore toute la péninsule au VIIe siècle que celles qui figurent son contrôle comme se limitant dès le VIe siècle aux seuls abords de Constantinople, de Thessalonique et d'Athènes sont des simplifications erronées. En fait, la péninsule des Balkans, comme en témoignent la toponymie et l'anthroponymie ainsi que la linguistique balkanique, était au Xe siècle une mosaïque de populations slaves (Σκλαβινίαι, Склавинии, « sklavinies »), romanes (Βλαχίες, Влахии, « valachies ») et grecques (κεφαλίες, кефалии, « céphalies ») : ces dernières, surtout urbaines, marchandes et maritimes, dominaient les grandes villes et les côtes,,,.
Sous Justinien II, puis sous ses successeurs de la dynastie isaurienne (717–775), les Byzantins regagnèrent politiquement le terrain perdu en soumettant les uns après les autres les Slaves des Balkans, mais ceux-ci formaient désormais la majorité de la population dans la péninsule. Les populations qui résistèrent furent chassées au nord du Danube (notamment des Valaques) et en Asie Mineure (notamment des Slaves). Ces mesures s'accompagnèrent de la mise en place de nouvelles structures administratives à caractère défensif : les « thèmes », circonscriptions à la fois militaires et civiles gouvernées par des « stratèges ». Mais les résultats des fouilles archéologiques nous indiquent que les Slaves installés dans les Balkans ont progressivement absorbé les cultures antérieures (hellénique, albanaise et romane) : à partir du VIIe siècle, une culture slave médiévale aux caractéristiques spécifiques (langue slave, christianisme orthodoxe, et aux traditions balkaniques communes avec les Grecs, les Albanais et les Valaques) émerge à partir de la région d'Ohrid et dans d'autres parties de la Macédoine, puis se diffuse au IXe siècle de la Macédoine à l'ensemble du Premier Empire bulgare.
Ainsi, en partie sous l'action indirecte des Slaves et parce qu'il a fini par perdre la plupart de ses populations romanophones, l'Empire romain d'Orient évolua en « Empire byzantin » (comme l'a nommé Hieronymus Wolf en 1557), c'est-à-dire de culture essentiellement grecque. À partir du milieu du VIIIe siècle, les Slaves d'Épire, de Thessalie, du Péloponnèse, de Macédoine méridionale, des rives de l'Égée et des abords d'Andrinople et de Constantinople (en slave Tzarigrad, la « ville des Césars ») sont progressivement hellénisés, et au Xe siècle, l'Empire regagne ainsi, sur le plan culturel également, le terrain qu'il avait perdu depuis trois siècles. Cela lui permet, à la fin du Xe siècle, de mettre fin à l'existence de l'État macédonien médiéval et de reconquérir toute la péninsule des Balkans (reconquête achevée en 1020).

#### Les Slaves de l'Est en Europe orientale

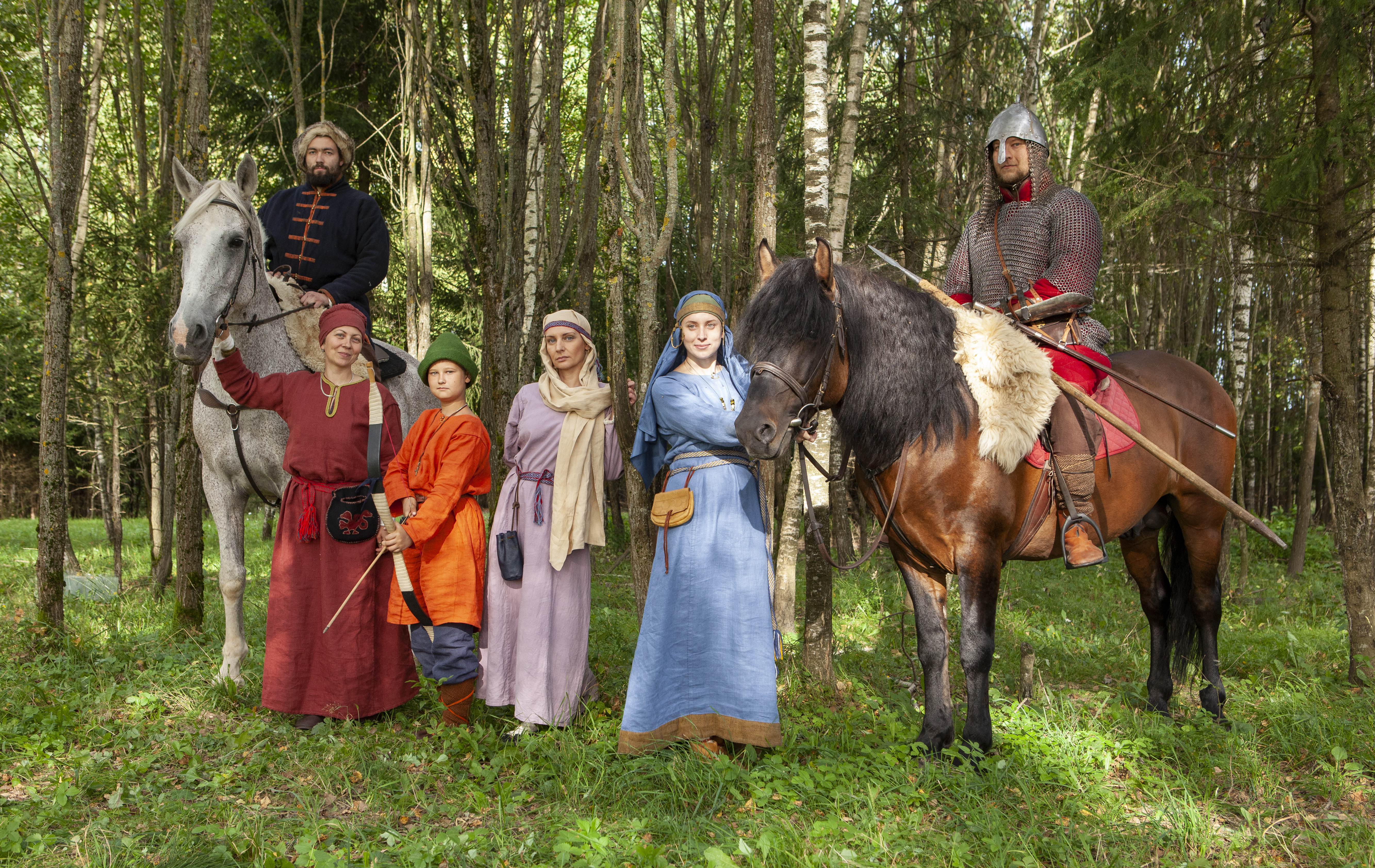
Reconstitution historique de postures slaves aux. En partant de la gauche : un citoyen de Novgorod, une mariée, un garçon équipé d'arc et flèches, une mariée du peuple Viatitches, une mariée de Novgorod, enfin tout à droite un cavalier d'une droujina. Cette reconstitution s'est déroulée dans l'oblast de Moscou en 08 2020.

En mer Baltique, des groupes de pirates slaves ont sévi du VIIIe au XIVe siècle.
Les Slaves de la Baltique, dont l'agriculture n'est pas très développée au début de 800, ont un besoin urgent de ressources. Les îlots secs étaient les seuls capables de produire des cultures et le bétail était rare. Le lin a pu être cultivé. Il a été transformé en lin ou en toile pour les vêtements et utilisé comme une forme de monnaie. À cette époque, les Slaves baltes ont été également connus pour l'apiculture, échangeant leur miel et la cire avec les Allemands pour confectionner des cierges et pour créer l'étanchéité des documents. Une fois que le commerce a commencé, la monnaie allemande a circulé au sein du groupe. Il n'y a pas d'information sur cet échange entre Germains et Slaves au IXe siècle.
Pendant cette période, il est connu que les Slaves se sont croisés avec les Danois, conduisant à une série d'événements fatidiques. Les Slaves de la Baltique s'étaient engagés dans des activités de piraterie, tandis que les Danois ont estimé que le commerce et le piratage allaient de pair, ce qui rend intéressante la tentative de relations commerciales. Les Slaves de la Baltique s'intéressent très tôt au développement commercial. Ils tentent de prendre des rivières au Danemark en vue de contrôler le commerce. Les Danois ne l'entendaient pas ainsi ; il y eut des guerres entre ces peuples.
En Europe orientale, c'est vers l'est que les Slaves s'étendent, rencontrant au nord-est des populations finnoises établies autour des lacs et dans la forêt boréale, et au sud-est des populations turcophones nomadisant dans la steppe eurasienne, entre les bouches du Danube et l'Altaï. Combats, avancées, reculs, assimilations, traités alternent. Le premier grand État attesté se constitue au IXe siècle : c'est la Rus' de Kiev, traduite dans les sources historiques par Ruthénie, Russynie ou Roussénie (puis plus tard par « Russie de Kiev » par anachronisme en français). Au XIe siècle, c'était le plus grand État d'Europe en superficie. Fondée à l'origine par les Varègues, la Rus' tire son nom du scandinave rodslagen (« le pays du gouvernail »),.
Initialement dirigée par une dynastie d'origine scandinave, les Riourikides, rapidement slavisés, la Rus' s'étend de la mer Baltique à la Volga. Au IXe siècle, sa capitale est Kiev, une cité slave qui, jusqu'au début du IXe siècle, rend hommage aux Khazars, mais qui est prise par les Varègues en 864. La population de la Rus' est alors culturellement et ethniquement diversifiée, comprenant des Slaves, des populations finnoises et des Baltes : cette population est christianisée au IXe siècle, et, lors du schisme de 1054, reste fidèle à la foi orthodoxe, alors que les Slaves occidentaux suivent l'obédience de Rome (quant aux Slaves méridionaux, les Slovènes et les Croates suivent l'obédience de Rome, les autres restent dans celle de Constantinople). Les règnes de Vladimir le Grand (980–1015) et de son fils Iaroslav le Sage (1019–1054) constituent l'âge d'or de la Rus', qui voit promulguer les premiers codes juridiques slaves, telle la Rousskaïa Pravda (« Vérité ruthène »). La Rus' est la plus ancienne entité politique commune à l'histoire des trois nations slaves orientales modernes : les Biélorusses, les Russes et les Ukrainiens, différenciés à partir du XIIe siècle.
À partir du XIIe siècle, la Rus' se divise en différentes principautés qui, après 1223, subissent le joug des Mongols : pour s'en dégager, certaines (la Galicie-Volhynie ukrainienne) intègrent le royaume de Pologne, d'autres (celles de l'actuelle Biélorussie) intégreront le grand-duché de Lituanie (qui, en 1412, s'étend de la Baltique à la mer Noire), et les plus orientales (celles de la haute-Volga) sont ultérieurement réunies autour de la Moscovie, pour former l'Empire russe dont le souverain porte, dès lors, le titre de tsar de toutes les Russies. La Moscovie vainc les Mongols en 1380 puis ne cesse de s'étendre, atteignant la Sibérie au XVIe siècle.

### Les royaumes slaves du Moyen Âge

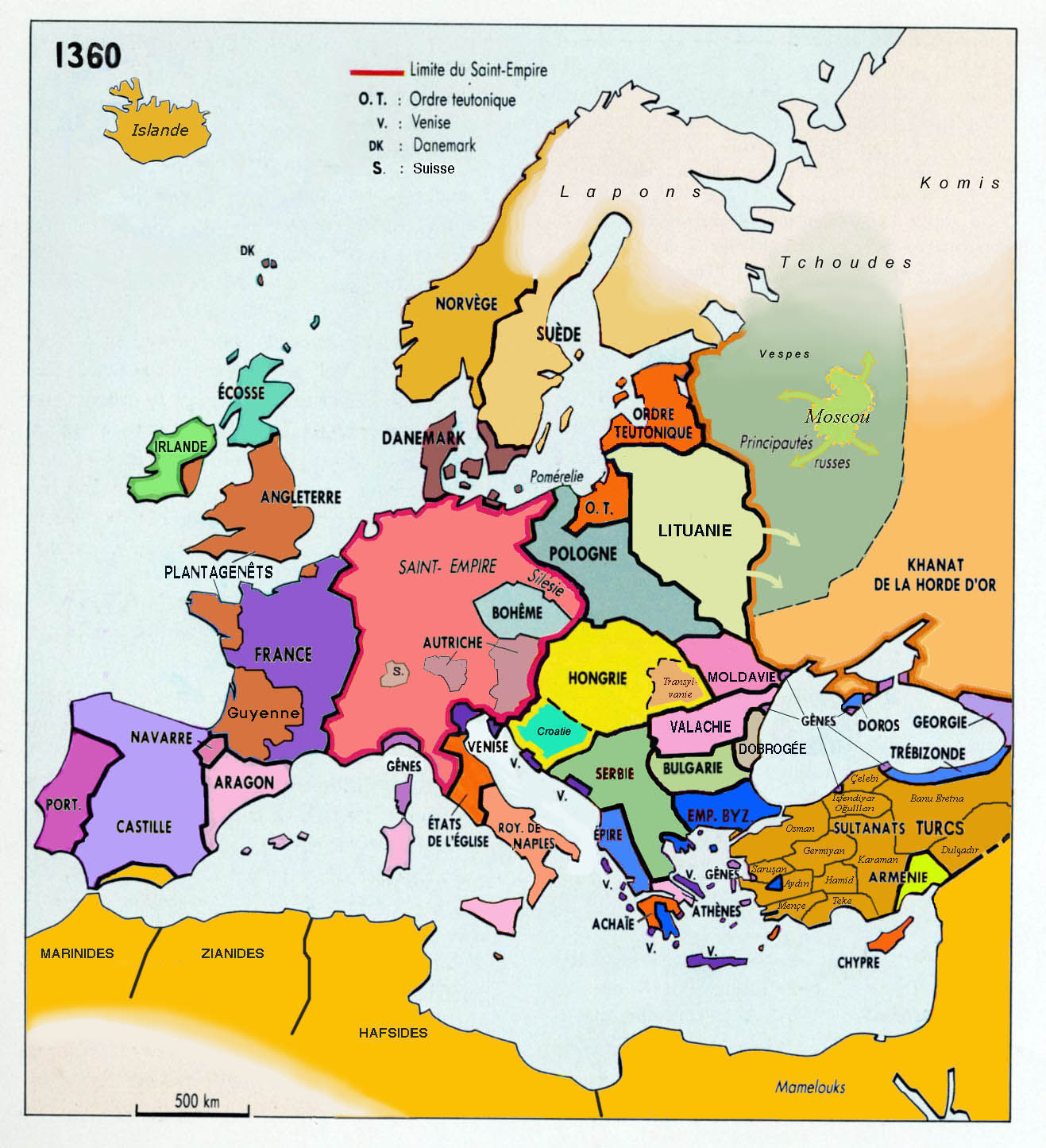
Carte de l'Europe en 1360, avec la Pologne restaurée par, l'Empire serbe d'Étienne Dušan, et les États tchèques, bulgares, et russes.

#### La Pologne
Entre 1050 et 1400, la Pologne passe d’un duché morcelé à un royaume unifié et centralisé. Après le règne tumultueux de Mieszko II Lambert et la crise qui suit son décès (1034), le pays connaît une restauration sous Casimir Ier le Restaurateur (r. 1034-1058). La dynastie des Piast s’efforce ensuite de renforcer le pouvoir royal, mais les divisions successorales persistent.
Au XIIe siècle, la fragmentation féodale atteint son apogée avec la Bulle de Gniezno de 1138, divisant le royaume entre les fils de Boleslas III Bouche-Torse. Le morcellement dure jusqu’au règne de Ladislas Ier (r. 1320-1333), qui réussit à réunifier la Pologne et obtient la reconnaissance papale comme roi. Son fils, Casimir III le Grand (r. 1333-1370), modernise l’administration, renforce les fortifications, et fonde l’université de Cracovie en 1364.

La Pologne sous le règne de Casimir III, 1333-1370.

En 1385, le grand-duché de Lituanie et le royaume de Pologne unissent leurs forces par l'union de Krewo en 1385, donnant naissance à une entité politique influente : la république des Deux Nations (à partir de 1569). Dès la fin du XVe siècle, cette union polono-lituanienne devient l’un des plus vastes États d’Europe, s’étendant de la mer Baltique à la mer Noire. Elle résiste aux pressions extérieures des chevaliers Teutoniques, des Tatars de Crimée et de la Moscovie. Son système politique, fondé sur la noblesse élue et le parlementarisme, marque une singularité parmi les monarchies européennes.

#### La Bohême
Le Royaume de Bohême, centré sur la région de Prague, est dirigé dès 1085 par la dynastie Přemyslides, qui obtient le titre royal de façon héréditaire en 1198 avec Ottokar Ier de Bohême. La Bohême devient une puissance régionale sous Ottokar II de Bohême (r. 1253-1278), qui étend son autorité jusqu’à l’Adriatique.
Au XIVe siècle, sous la Maison de Luxembourg à partir du XIVe siècle, la Bohême joue un rôle central dans le Saint-Empire romain germanique. Sous le règne de Charles IV (1346–1378), Prague devient un centre politique et culturel de premier plan, abritant la première université d'Europe centrale en 1348. Le royaume connaît également des tensions religieuses et sociales croissantes, qui débouchent sur les guerres hussites (1419–1434), un mouvement religieux proto-réformateur d’origine tchèque.

#### La Serbie et la Croatie
Le royaume de Serbie émerge comme puissance indépendante au XIIe siècle sous les Nemanjić, notamment le roi Stefan Nemanja (r. 1166–1196). Son fils, saint Sava, fonde l’Église orthodoxe serbe autocéphale en 1219.
Sous Stefan Dušan (r. 1331–1355), le royaume devient un empire serbe qui s’étend sur la majeure partie des Balkans. Dušan adopte le titre de « tsar des Serbes et des Grecs » en 1346 et promulgue le Code de Dušan en 1349. Toutefois, après sa mort, l’empire se fragmente rapidement, ce qui facilite l’expansion ottomane. L’adoption du droit byzantin dans le Code de Dušan témoigne d’une volonté d’unifier juridiquement et religieusement les populations slaves orthodoxes. Après la mort de Dušan, l’État serbe se fragmente et finit par être soumis à l’expansion ottomane à partir de la seconde moitié du XVe siècle. Le Second Empire bulgare, fondé en 1185 après la révolte contre les Byzantins, connaît un déclin rapide à partir du XIVe siècle. Affaibli par des luttes internes et la pression ottomane, il est conquis définitivement par les Ottomans en 1396.
La Croatie, quant à elle, avait été un royaume indépendant jusqu’en 1102, date de son union personnelle avec la Hongrie sous la couronne d’un seul roi. Malgré cette union, la noblesse croate conserve des privilèges et institutions propres. À la fin du Moyen Âge, la Croatie est de plus en plus exposée aux raids ottomans, en particulier après la bataille de Mohács (1526), ce qui entraînera la fragmentation du royaume et l’intervention croissante des Habsbourg dans les affaires croates.

#### La Bulgarie

Carte du Second Empire bulgare.

Le Second Empire bulgare est fondé en 1185 à la suite d’un soulèvement contre la domination byzantine, sous la conduite des frères Asen et Pierre. La nouvelle capitale est Tarnovo. Sous Ivan Asen II (r. 1218–1241), la Bulgarie connaît une renaissance politique et culturelle.
À la fin du XIIIe siècle, le royaume s’affaiblit face aux attaques mongoles, aux conflits internes et à la pression des Byzantins et des Serbes. Le pouvoir est en déclin progressif, jusqu’à ce que la Bulgarie tombe sous domination ottomane après la bataille de Nicopolis en 1396.

#### Les Slaves orientaux

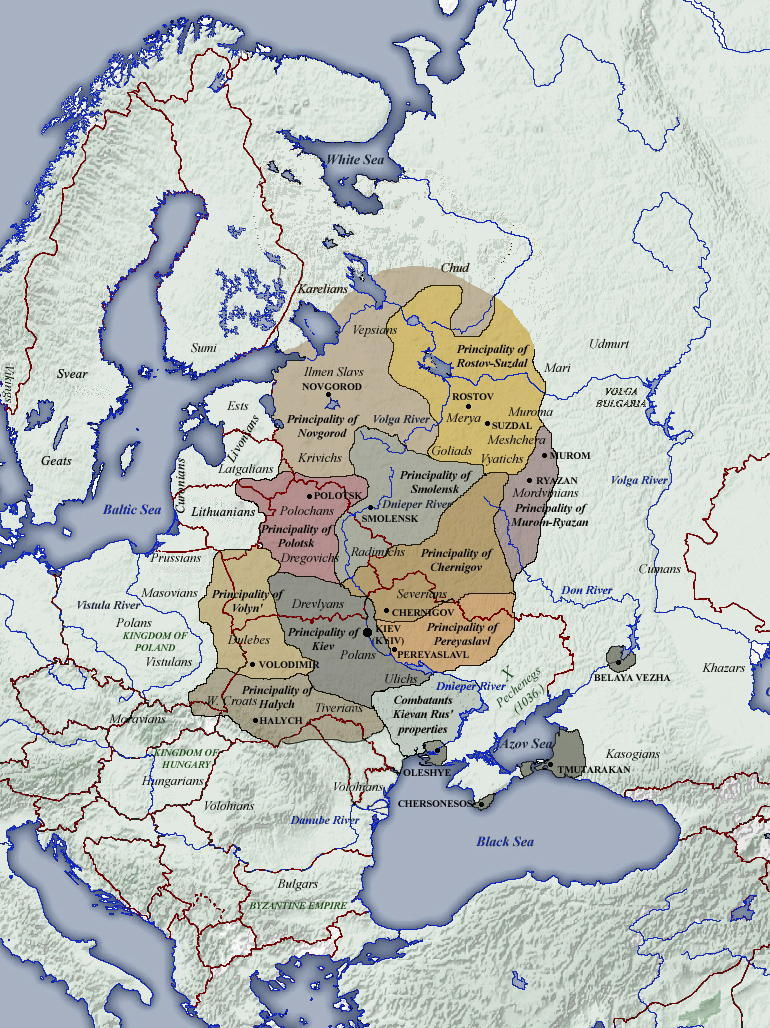
Les principautés slaves de l'Est vers 1050.

Les États russes médiévaux sont issus de la fragmentation de la Rus' de Kiev, affaiblie par les rivalités princières et les invasions nomades. Kiev perd son rôle central au profit de nouvelles puissances régionales telles que Novgorod, Vladimir-Souzdal et, plus tard, Moscou.
L’invasion mongole de la Russie de 1237–1240 par les armées de Batu Khan, petit-fils de Gengis Khan, entraîne la vassalisation des principautés russes sous la domination de la Horde d'or. Toutefois, Moscou s’impose progressivement comme puissance montante. Le prince Dmitri Donskoï remporte en 1380 la bataille de Koulikovo contre les Tatars, un événement symbolique dans le processus d’émancipation.

### Les Slaves à la fin du Moyen Âge et à l'époque moderne

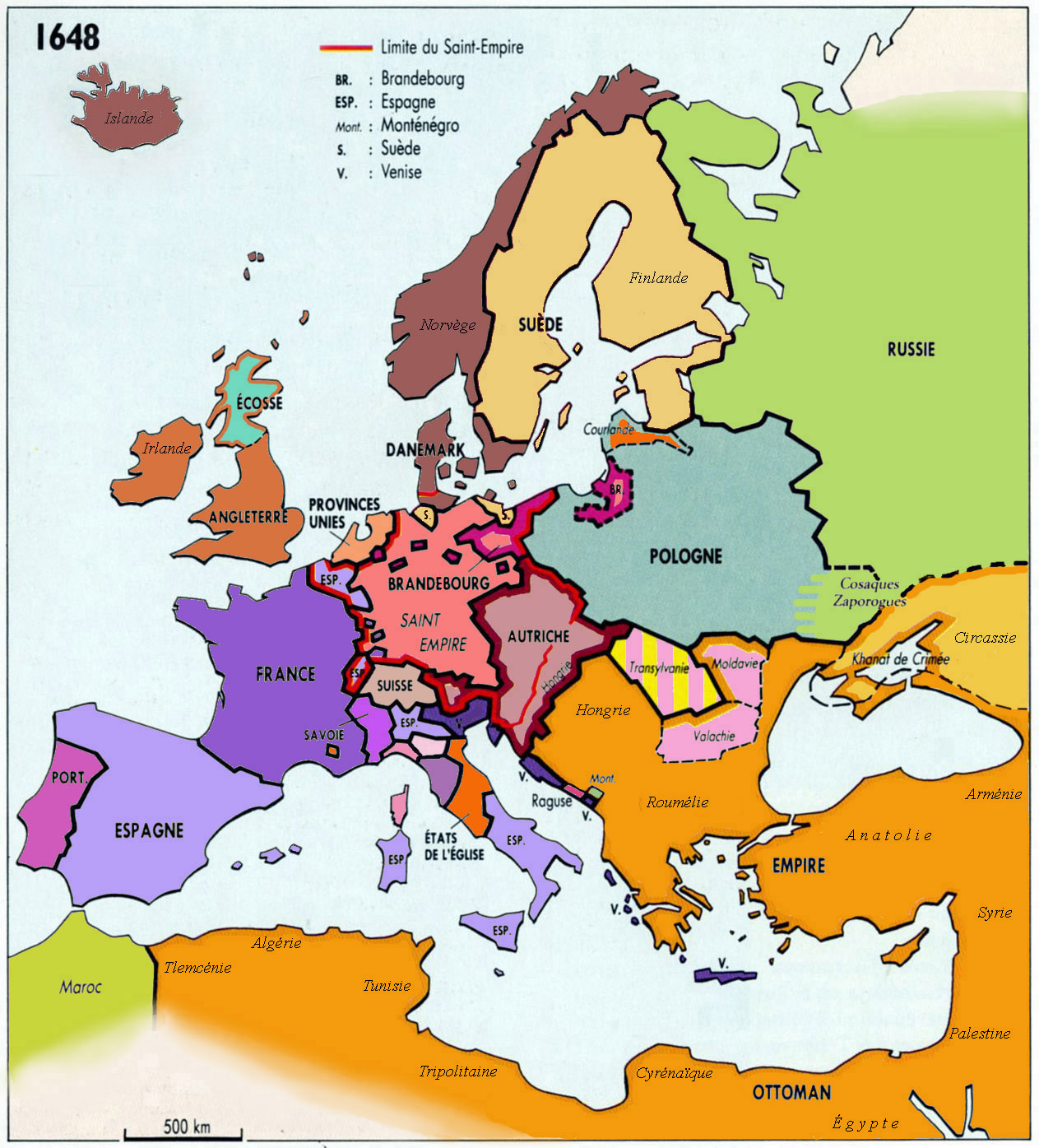
L'Europe en 1648 : la Pologne-Lituanie est à sa plus grande extension et la puissance de la Russie commence à augmenter. Les autres peuples slaves sont soumis à la domination étrangère.

Entre le milieu du XIVe siècle et le début du XIXe siècle, les peuples slaves ont connu des transformations profondes sous l’effet de l’essor des empires voisins, des conflits dynastiques, des invasions ottomanes et des bouleversements socio-économiques liés à la modernité naissante.

#### Fragmentation et domination étrangère
À partir de la seconde moitié du XIVe siècle, de nombreuses entités politiques slaves perdent leur autonomie au profit de puissances voisines. La peste noire (1347–1351) et les guerres féodales affaiblissent durablement les royaumes slaves. La chute du Second Empire bulgare (1396) et du despotat de Serbie (1459) marque le début de plusieurs siècles de domination ottomane dans les Balkans. Cette domination, bien que brutale par moments, permet le maintien de certaines formes d’autonomie locale, notamment via le système des millets.
Dans les terres slaves occidentales, la Pologne-Lituanie forme une puissance majeure à partir de l’union de Lublin (1569), intégrant des populations slaves orientales, principalement des Ruthéniens (ancêtres des Biélorusses et Ukrainiens), au sein de la république des Deux Nations. Cette période voit un processus de polonisation et de catholicisation des élites ruthènes, en partie contesté par les communautés orthodoxes et cosaques.
La Bohême, soumise aux Habsbourg depuis 1526, perd toute son autonomie après la bataille de la Montagne Blanche (1620) ; les terres tchèques sont germanisées et la langue tchèque recule : c'est la « période des ténèbres ».

#### Émergence de puissances slaves et réformes
Le tsarat de Moscou devient à partir du XVe siècle le principal pôle de puissance slave, proclamant l’héritage byzantin après la chute de Constantinople en 1453. Sous Ivan III, puis Ivan IV le Terrible, la Russie étend son contrôle sur la Russie du Nord, la Volga et vers la Sibérie. À la fin du XVIIe siècle, les réformes de Pierre Ier modernisent l’administration, l’armée et renforcent l’absolutisme. Il fonde Saint-Pétersbourg en 1703 et vainc la Suède lors de la grande guerre du Nord (1700–1721), assurant à la Russie une place de premier plan en Europe. La Russie ne cesse alors de s'étendre, dépassant vers l'ouest et le sud-ouest la limite des peuplements est-slaves pour atteindre les mers Baltique et Noire au XVIIIe siècle, dépassant vers le sud le Caucase pour s'implanter en Géorgie en 1801, et dépassant vers l'est l'Oural et progressant à travers l'Asie pour atteindre le Pacifique au XVIIe siècle. Devenu multinational, cet empire est transformé en république fédérative en février 1917, puis en champ d'expérimentations sociales et ethniques sous le gouvernement communiste (octobre 1917–décembre 1991), qui en fait une « Union soviétique » de quinze républiques, qui se fragmente à l'issue de cette période. Par conséquent, depuis 1991, les peuples slaves orientaux vivent principalement au sein de trois États : la Russie, la Biélorussie et l'Ukraine, mais, à la suite de la colonisation de peuplement depuis le XIXe siècle, mais surtout durant la période soviétique, plusieurs millions sont dispersés à travers les autres anciennes républiques soviétiques, où, à la suite du processus de russification, le russe reste la principale langue de communication inter-ethnique (язык межнационального общения).

#### Soulèvements, partitions et reconfigurations territoriales
Dans les territoires polono-lituaniens, les tensions religieuses et sociales entraînent des révoltes, comme celles des cosaques zaporogues. Par exemple, le soulèvement de Bohdan Khmelnytsky en 1648 aboutit à la séparation de l’Ukraine centrale et orientale et à son rattachement progressif à la Russie (traité de Pereïaslav, 1654).
La fin du XVIIIe siècle est marquée par les partages de la Pologne (1772, 1793, 1795), qui suppriment l'État polonais pendant plus d’un siècle. La majorité des territoires slaves occidentaux sont alors intégrés aux empires prussien, autrichien et russe. La Russie demeurait alors le seul État slave indépendant.
Dans les Balkans, l’oppression ottomane et les tensions intercommunautaires nourrissent des mouvements proto-nationalistes, en particulier en Serbie, où se préparait le premier soulèvement serbe (1804–1813) contre les autorités ottomanes.

#### Vers le réveil national
Au tournant du XIXe siècle, les idées des Lumières, du libéralisme et du romantisme commencent à se diffuser parmi les élites slaves. L’impact des guerres napoléoniennes (1803–1815) renforce la conscience nationale, notamment avec la brève reconstitution d’un duché de Varsovie (1807–1815) sous tutelle française. Ces dynamiques préfigurent le réveil national des peuples slaves au XIXe siècle.

### Les Slaves à l'époque contemporaine (XIXeetXXesiècles)

#### La domination étrangère
Au XIXe siècle, une grande partie des peuples slaves vit sous domination étrangère, sans disposer d’un État national indépendant. Après les partages de la Pologne (1772–1795), les Polonais sont divisés entre les empires russe, autrichien et allemand, bien que plusieurs insurrections (notamment en 1830 et 1863) aient tenté de restaurer un État polonais souverain. De même, les Tchèques et les Slovaques vivent au sein de l’empire d'Autriche, sous un régime centralisé qui favorise les élites germanophones, bien que Prague conserve un certain dynamisme culturel et intellectuel à travers la renaissance nationale tchèque.
Les Ukrainiens sont divisés entre l’Empire russe, qui contrôle l’Ukraine centrale et orientale, et l’empire d'Autriche, qui administre la Galicie et la Bucovine. Tandis que l’Empire russe interdit l’usage public de la langue ukrainienne (notamment par les décrets de 1863 et 1876), la sphère autrichienne offre davantage d’espace au développement culturel ukrainien.
Dans les Balkans, les Croates, Slovènes et Bosniaques sont soumis à l’administration austro-hongroise ou ottomane. Les Bulgares et les Macédoniens slaves font encore partie de l’Empire ottoman, bien que le réveil national bulgare et les luttes d’émancipation (notamment l’Insurrection d'avril) annoncent les changements à venir. Seuls la Serbie et le Monténégro obtiennent progressivement leur indépendance formelle au cours du siècle, reconnue internationalement au congrès de Berlin (1878).

#### La renaissance des États slaves

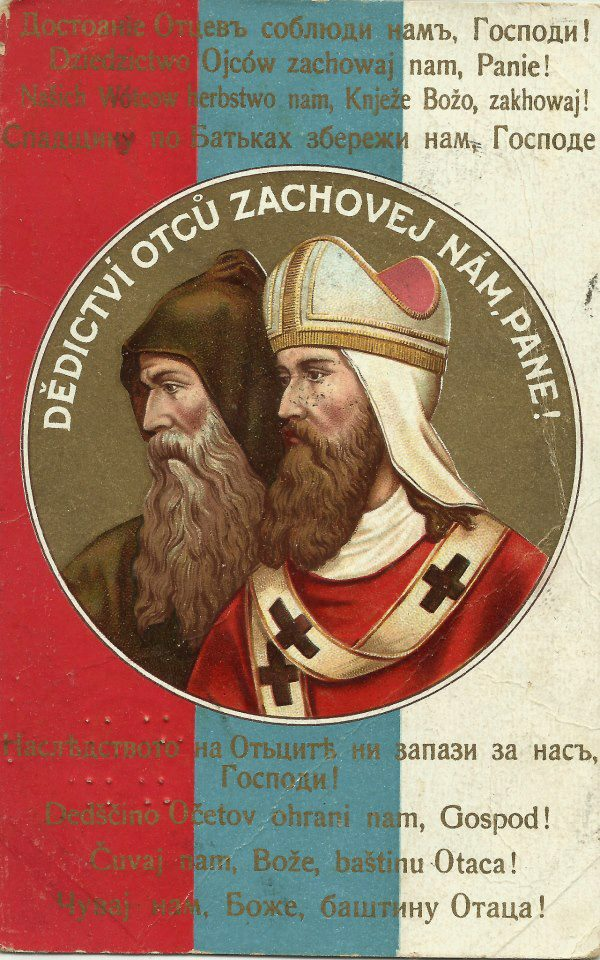
Carte postale panslave représentant Cyrille et Méthode, avec le texte « Dieu/Notre Seigneur, veille sur notre patrie/héritage » en huit langues slaves.

Le panslavisme, un mouvement qui émerge au milieu du XIXe siècle, met l'accent sur l'héritage commun et l'unité de tous les peuples slaves. Il se concentre principalement dans les Balkans, où les Slaves du Sud avaient été dominés pendant des siècles par d'autres empires : l'Empire byzantin, l'Autriche-Hongrie, l'Empire ottoman et la république de Venise. L'Autriche-Hongrie développe sa propre vision politique avec l’austroslavisme, en opposition au panslavisme mené principalement par l’Empire russe.

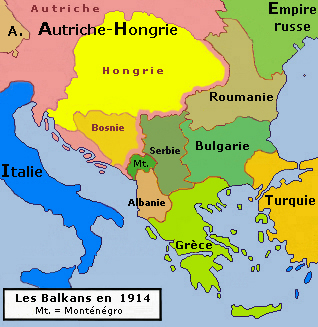
Les États slaves des Balkans en 1914.

En 1878, il n’existe que trois États majoritairement slaves dans le monde : l’Empire russe, la principauté de Serbie et la principauté du Monténégro. La Bulgarie est de facto indépendante mais reste, de jure, un vassal de l’Empire ottoman jusqu’à sa déclaration officielle d’indépendance en 1908. Les peuples slaves, pour la plupart privés de voix au sein de l’Empire austro-hongrois, réclament l’autodétermination nationale.
Pendant la Première Guerre mondiale, des représentants des Tchèques, Slovaques, Polonais, Serbes, Croates et Slovènes fondent des organisations dans les pays de l’Entente pour obtenir leur soutien et leur reconnaissance. En 1918, après la fin de la guerre, les Slaves établissent plusieurs États indépendants tels que la Tchécoslovaquie, la Pologne et le royaume des Serbes, Croates et Slovènes.

#### Les difficultés duXXesiècle
La première moitié du XXe siècle en Russie et en Union soviétique fut marquée par une succession de guerres, de famines et d’autres catastrophes, entraînant à chaque fois d’importantes pertes démographiques. Les deux grandes famines eurent lieu entre 1921 et 1922 et 1932 et 1933, causant des millions de morts, notamment dans la région de la Volga, en Ukraine et dans le Caucase du Nord,. Cette dernière résulta de la collectivisation de l’agriculture en Ukraine imposée par Joseph Staline.
Pendant la guerre, l’Allemagne nazie utilisa des centaines de milliers de personnes comme esclaves dans ses camps de concentration, la majorité étant Juifs ou Slaves. Les nazis considéraient ces groupes comme faisant partie d’une « vaste population raciale sous-humaine » qu’ils entendaient éliminer progressivement de leur nouvel empire ; leur terme pour désigner ces « sous-hommes raciaux » était Untermensch. Ainsi, l’un des objectifs d’Adolf Hitler au début de la Seconde Guerre mondiale était d’exterminer, expulser ou réduire en esclavage la majorité des Slaves d’Europe de l’Ouest et de l’Est afin de faire de la place (concept du « Lebensraum ») pour des colons allemands.
Début 1941, l’Allemagne commença à planifier le Generalplan Ost, un projet de génocide des Slaves d’Europe de l’Est qui devait débuter après une expansion des camps de concentration et la chute du régime de Staline,,. Ce plan devait être mis en œuvre progressivement sur 25 à 30 ans,. Après la mort d'environ 30 millions de Slaves morts de faim et le dépeuplement des grandes villes, l’Allemagne devait réinstaller des colons allemands en Europe de l’Est,,. En juin 1941, lorsque l’Allemagne lança l’opération Barbarossa contre l’Union soviétique, Hitler suspendit ce plan pour se concentrer sur l’extermination des Juifs. Une partie du plan fut néanmoins appliquée. Des millions de Slaves furent assassinés en Europe de l’Est, dont les victimes du Plan de la faim, stratégie allemande de famine intentionnelle dans la région, ainsi que les 3,3 millions de prisonniers soviétiques morts en captivité. Heinrich Himmler ordonna à son subordonné Ludolf-Hermann von Alvensleben de commencer la réinstallation d’Allemands de souche en Crimée, déplaçant de force des centaines de familles germaniques vers les villes et villages locaux. L’Armée rouge reprit ces territoires aux Allemands lors de l’opération Bagration en 1944. Selon Stephen J. Lee, la population russe compterait environ 90 millions de personnes de moins qu’elle n’aurait dû compter en 1945.
Les ultra-nationalistes fascistes oustachis croates ont perpétré un génocide contre les Serbes durant la guerre. Les nationalistes serbes tchetniks ont commis quant à eux des génocides contre les Croates et les Bosniaques,. L’Italie fasciste a également déporté des dizaines de milliers de Slaves dans des camps de concentration (en) en Italie continentale, en Libye italienne et dans les Balkans.
Durant la guerre froide, tous les États slaves font partie du bloc de l'Est.
En 1991, l’Union soviétique s’est effondrée, et de nombreuses anciennes républiques soviétiques sont devenues indépendantes,. Aujourd’hui, des États ex-soviétiques d’Asie centrale comme le Kazakhstan et le Kirghizistan comptent toujours d’importantes minorités slaves, principalement russes. Le Kazakhstan abrite la plus grande population minoritaire slave.

## Les Slaves aujourd'hui

### Les États slaves aujourd'hui
Voici la liste des États slaves classés par nombre d'habitants.
- Russie : 146 780 700 hab. (en 2019).
- Ukraine : 44 983 019 hab. (en 2019).
- Pologne : 38 282 325 hab. (en 2020), membre de l'Union européenne.
- Tchéquie : 10 649 800 hab. (en 2019), membre de l'Union européenne.
- Biélorussie : 9 477 918 hab. (en 2020).
- Serbie : 7 078 110 hab. (en 2018).
- Bulgarie : 6 966 899 hab. (en 2020), membre de l'Union européenne.
- Slovaquie : 5 440 602 hab. (en 2020), membre de l'Union européenne.
- Croatie : 4 105 493 hab. (en 2018), membre de l'Union européenne.
- Bosnie-Herzégovine : 3 835 586 hab. (en 2020).
- Macédoine du Nord : 2 125 971 hab. (en 2020).
- Slovénie : 2 070 050 hab. (en 2018), membre de l'Union européenne.
- Monténégro : 609 859 hab. (en 2020).

### Population slave par pays
| Ethnie | Estimations et données de recensement | Estimations et données de recensement |
| --- | --- | --- |
| Biélorusses | - c. 8,37 millions de Biélorusses en Biélorussie (recensement biélorusse de 2009) - 46 787 Biélorusses en Pologne (pl) (recensement polonais de 2011) - 20 710 « Byelorusses » (dont 5 125 uniquement Byelorusses) au Canada (recensement canadien de 2016) | - c. 8,37 millions de Biélorusses en Biélorussie (recensement biélorusse de 2009) - 46 787 Biélorusses en Pologne (pl) (recensement polonais de 2011) - 20 710 « Byelorusses » (dont 5 125 uniquement Byelorusses) au Canada (recensement canadien de 2016) |
| Bosniaques (appelés auparavant « Musulmans de Bosnie »)                                                                  | - 1 898 963 Bosniaques en Bosnie-Herzégovine (1991, selon l'annuaire statistique SRBiH 1992):43 - c. 1,9 million de Bosniaques en Bosnie-Herzégovine (estimation CIA World Factbook 2013–2022) - 153 801 Bosniaques en Serbie (recensement serbe de 2022), - 58 956 Bosniaques au Monténégro (recensement monténégrin de 2023), - 17 018 Bosniaques en Macédoine du Nord (recensement de Macédoine du Nord de 2002) - 26 740 « Bosniaques » (dont 15 610 uniquement bosniaques) au Canada (recensement canadien de 2016) | - 1 898 963 Bosniaques en Bosnie-Herzégovine (1991, selon l'annuaire statistique SRBiH 1992):43 - c. 1,9 million de Bosniaques en Bosnie-Herzégovine (estimation CIA World Factbook 2013–2022) - 153 801 Bosniaques en Serbie (recensement serbe de 2022), - 58 956 Bosniaques au Monténégro (recensement monténégrin de 2023), - 17 018 Bosniaques en Macédoine du Nord (recensement de Macédoine du Nord de 2002) - 26 740 « Bosniaques » (dont 15 610 uniquement bosniaques) au Canada (recensement canadien de 2016) |
| Bulgares | - c. 10 millions de Bulgares dans le monde (estimation Kolev, début années 2000) - c. 6,5 millions de Bulgares en Bulgarie (estimation Jeffreys et al., 2008) - c. 10 millions de locuteurs bulgares dans le monde (estimation Jeffreys et al., 2008) - c. 9 millions de Bulgares dans le monde, dont près de 7 millions en Bulgarie (estimation Cole 2011) - c. 9 millions de Bulgares dans le monde, dont environ 7,3 millions en Bulgarie (estimation Danver 2015) - 12 918 Bulgares en Serbie (recensement serbe de 2022) - 34 560 Bulgares (dont 19 965 uniquement bulgares) au Canada (recensement canadien de 2016)                                                | - c. 10 millions de Bulgares dans le monde (estimation Kolev, début années 2000) - c. 6,5 millions de Bulgares en Bulgarie (estimation Jeffreys et al., 2008) - c. 10 millions de locuteurs bulgares dans le monde (estimation Jeffreys et al., 2008) - c. 9 millions de Bulgares dans le monde, dont près de 7 millions en Bulgarie (estimation Cole 2011) - c. 9 millions de Bulgares dans le monde, dont environ 7,3 millions en Bulgarie (estimation Danver 2015) - 12 918 Bulgares en Serbie (recensement serbe de 2022) - 34 560 Bulgares (dont 19 965 uniquement bulgares) au Canada (recensement canadien de 2016)                                                |
| Bunjevci | - 11 104 Bunjevci en Serbie (recensement serbe de 2022) | - 11 104 Bunjevci en Serbie (recensement serbe de 2022) |
| Cachoubes | - c. 331 000 Cachoubes et c. 184 000 « demi-Cachoubes » (ne parlant pas le cachoube) dans la région de Gdańsk (Latoszek, années 1980) - 52 665 habitants en Pologne parlant le cachoube à la maison (49 855 d'entre eux parlent aussi le polonais à la maison) (recensement polonais 2002) - 566 737 « Cachoubes et personnes d’ascendance partielle cachoube » en Poméranie (Mordawski 2005) - 232 547 Cachoubes en Pologne (recensement polonais 2011) | - c. 331 000 Cachoubes et c. 184 000 « demi-Cachoubes » (ne parlant pas le cachoube) dans la région de Gdańsk (Latoszek, années 1980) - 52 665 habitants en Pologne parlant le cachoube à la maison (49 855 d'entre eux parlent aussi le polonais à la maison) (recensement polonais 2002) - 566 737 « Cachoubes et personnes d’ascendance partielle cachoube » en Poméranie (Mordawski 2005) - 232 547 Cachoubes en Pologne (recensement polonais 2011) |
| Croates | - c. 4,5 millions de Croates en Croatie et environ 4 millions de Croates à l'étranger (estimation de 1993 par Palermo & Sabanadze 2011) - 759 906 Croates en Bosnie-Herzégovine (1991, selon l'annuaire statistique SRBiH 1992):43 - c. 4,5 millions de Croates hors de Croatie (estimation Winland 2004) - c. 4,5 millions de Croates et personnes d'origine croate hors de la république de Croatie et de Bosnie-Herzégovine (estimation HWC 2003) - 39 107 Croates en Serbie (recensement serbe de 2022), - 5 150 Croates au Monténégro (recensement monténégrin de 2023), - 133 965 Croates (dont 55 595 uniquement croates) au Canada (recensement canadien de 2016) | - c. 4,5 millions de Croates en Croatie et environ 4 millions de Croates à l'étranger (estimation de 1993 par Palermo & Sabanadze 2011) - 759 906 Croates en Bosnie-Herzégovine (1991, selon l'annuaire statistique SRBiH 1992):43 - c. 4,5 millions de Croates hors de Croatie (estimation Winland 2004) - c. 4,5 millions de Croates et personnes d'origine croate hors de la république de Croatie et de Bosnie-Herzégovine (estimation HWC 2003) - 39 107 Croates en Serbie (recensement serbe de 2022), - 5 150 Croates au Monténégro (recensement monténégrin de 2023), - 133 965 Croates (dont 55 595 uniquement croates) au Canada (recensement canadien de 2016) |
| Gorans | - c. 60 000 Gorani dans le monde (estimation 2009 par le parti politique Građanska inicijativa Goranaca) - 7 700 Gorani en Serbie (recensement serbe de 2022) | - c. 60 000 Gorani dans le monde (estimation 2009 par le parti politique Građanska inicijativa Goranaca) - 7 700 Gorani en Serbie (recensement serbe de 2022) |
| Macédoniens | - 1 297 981 Macédoniens en Macédoine du Nord (recensement 2002) - c. 580 000 émigrants macédoniens (estimation 1964) - 14 767 Macédoniens en Serbie (recensement serbe 2022) - 43 110 Macédoniens (dont 18 405 uniquement macédoniens) au Canada (recensement canadien 2016) | - 1 297 981 Macédoniens en Macédoine du Nord (recensement 2002) - c. 580 000 émigrants macédoniens (estimation 1964) - 14 767 Macédoniens en Serbie (recensement serbe 2022) - 43 110 Macédoniens (dont 18 405 uniquement macédoniens) au Canada (recensement canadien 2016) |
| Monténégrins | - 256 436 Monténégrins au Monténégro (recensement monténégrin 2023), - c. 500 000 Monténégrins hors du Monténégro (estimation 2014 du ministère des Affaires étrangères monténégrin) - 20 238 Monténégrins en Serbie (recensement serbe 2022), - 4 165 Monténégrins (915 uniquement monténégrins) au Canada (recensement canadien 2016) | - 256 436 Monténégrins au Monténégro (recensement monténégrin 2023), - c. 500 000 Monténégrins hors du Monténégro (estimation 2014 du ministère des Affaires étrangères monténégrin) - 20 238 Monténégrins en Serbie (recensement serbe 2022), - 4 165 Monténégrins (915 uniquement monténégrins) au Canada (recensement canadien 2016) |
| Moraves | - 522 474 Moraves en Tchéquie (recensement tchèque 2011) - 1 098 Moraves en Slovaquie (recensement slovaque 2021) | - 522 474 Moraves en Tchéquie (recensement tchèque 2011) - 1 098 Moraves en Slovaquie (recensement slovaque 2021) |
| Musulmans (catégorie supra-ethnique regroupant les Bosniaques, les Gorans, et les Torbèches)                             | - 13 011 Musulmans en Serbie (recensement serbe 2022), - 10 162 Musulmans au Monténégro (recensement monténégrin 2023), - 12 121 Musulmans en Bosnie-Herzégovine (recensement BiH 2013):27 | - 13 011 Musulmans en Serbie (recensement serbe 2022), - 10 162 Musulmans au Monténégro (recensement monténégrin 2023), - 12 121 Musulmans en Bosnie-Herzégovine (recensement BiH 2013):27 |
| Polonais | - 37 393 651 habitants de la Pologne ayant déclaré une appartenance ethnique polonaise (recensement polonais de 2011), - Plus de 20 000 000 de Polonais de la diaspora (estimation 2015 par wspolnotapolska.org.pl) - 1 106 585 Polonais (264 415 Polonais uniquement) au Canada (recensement canadien de 2016) | - 37 393 651 habitants de la Pologne ayant déclaré une appartenance ethnique polonaise (recensement polonais de 2011), - Plus de 20 000 000 de Polonais de la diaspora (estimation 2015 par wspolnotapolska.org.pl) - 1 106 585 Polonais (264 415 Polonais uniquement) au Canada (recensement canadien de 2016) |
| Russes | - Environ 118 millions de Russes en Fédération de Russie (estimation Winkler Prins 2002) - 622 445 Russes (120 165 Russes uniquement) au Canada (recensement canadien de 2016) | - Environ 118 millions de Russes en Fédération de Russie (estimation Winkler Prins 2002) - 622 445 Russes (120 165 Russes uniquement) au Canada (recensement canadien de 2016) |
| Ruthènes (incl. Boykos, Lemkos, Houtsoules)                                                                              | - Environ 1,2 million de Ruthènes dans le monde (estimation Magocsi 1995) - 23 746 Ruthènes en Slovaquie (recensement slovaque 2021) - 11 483 Ruthènes en Serbie (recensement serbe 2022) - 10 531 Lemkos en Pologne (recensement polonais 2011) | - Environ 1,2 million de Ruthènes dans le monde (estimation Magocsi 1995) - 23 746 Ruthènes en Slovaquie (recensement slovaque 2021) - 11 483 Ruthènes en Serbie (recensement serbe 2022) - 10 531 Lemkos en Pologne (recensement polonais 2011) |
| Serbes | - 5 360 239 Serbes en Serbie (recensement serbe 2022) - Environ 2,3 millions de Serbes de la diaspora (estimation Banque mondiale 2008) - Environ 3,2–3,8 millions de diaspora serbe (estimation MARRI 2006) - Environ 3,9–4,2 millions de diaspora serbe au sens large (estimation ministère serbe de la Diaspora 2008) - 1 365 093 Serbes en Bosnie-Herzégovine (1991, selon Annuaire statistique de la RSBiH 1992):43 - 205 370 Serbes au Monténégro (recensement monténégrin 2023), - 35 939 Serbes en Macédoine du Nord (recensement de Macédoine du Nord 2002) - 96 535 Serbes (52 730 Serbes uniquement) au Canada (recensement canadien 2016)                     | - 5 360 239 Serbes en Serbie (recensement serbe 2022) - Environ 2,3 millions de Serbes de la diaspora (estimation Banque mondiale 2008) - Environ 3,2–3,8 millions de diaspora serbe (estimation MARRI 2006) - Environ 3,9–4,2 millions de diaspora serbe au sens large (estimation ministère serbe de la Diaspora 2008) - 1 365 093 Serbes en Bosnie-Herzégovine (1991, selon Annuaire statistique de la RSBiH 1992):43 - 205 370 Serbes au Monténégro (recensement monténégrin 2023), - 35 939 Serbes en Macédoine du Nord (recensement de Macédoine du Nord 2002) - 96 535 Serbes (52 730 Serbes uniquement) au Canada (recensement canadien 2016)                     |
| Silésiens | - 435 750 Silésiens en Pologne (recensement polonais 2011) - 12 231 Silésiens en Tchéquie (recensement tchèque 2011) - Environ 2 millions de Silésiens en Pologne (estimation Grabowska 2002):6 | - 435 750 Silésiens en Pologne (recensement polonais 2011) - 12 231 Silésiens en Tchéquie (recensement tchèque 2011) - Environ 2 millions de Silésiens en Pologne (estimation Grabowska 2002):6 |
| Slaves (aux États-Unis et au Canada)                                                                                     | - c. 137 000 personnes d'ascendance « slave » aux États-Unis (recensement américain de 2010) - 4 870 « Slaves, sans autre précision » (1 470 uniquement slaves) au Canada (recensement canadien de 2016) | - c. 137 000 personnes d'ascendance « slave » aux États-Unis (recensement américain de 2010) - 4 870 « Slaves, sans autre précision » (1 470 uniquement slaves) au Canada (recensement canadien de 2016) |
| Slaves de Grèce (en) | - c. 200 000 locuteurs du « macédonien » en Grèce (Friedman 1985) - c. 150 000 à 350 000 « Macédoniens en Macédoine grecque » (estimations diverses vers 1995) - c. 20 000 à 50 000 locuteurs slaves dans le nord de la Grèce (estimations du Département d’État américain, 1990) - c. 5 000 à 10 000 s'identifient comme « Macédoniens » (USDoS 1990) - c. 10 000 à 50 000 Slaves en Grèce (USDoS, 2002) | - c. 200 000 locuteurs du « macédonien » en Grèce (Friedman 1985) - c. 150 000 à 350 000 « Macédoniens en Macédoine grecque » (estimations diverses vers 1995) - c. 20 000 à 50 000 locuteurs slaves dans le nord de la Grèce (estimations du Département d’État américain, 1990) - c. 5 000 à 10 000 s'identifient comme « Macédoniens » (USDoS 1990) - c. 10 000 à 50 000 Slaves en Grèce (USDoS, 2002) |
| Slovaques | - 4 353 775 Slovaques en Slovaquie (recensement slovaque de 2011):10 - 4 567 547 Slovaques en Slovaquie (recensement slovaque de 2021) - 149 140 Slovaques en Tchéquie (recensement tchèque de 2011) - 41 730 Slovaques en Serbie (recensement serbe de 2022) - c. 762 000 personnes d'origine slovaque aux États-Unis (American Community Survey 2010) - 2 294 Slovaques en Pologne (recensement polonais de 2011) - 72 290 Slovaques (20 475 uniquement slovaques) au Canada (recensement canadien de 2016) | - 4 353 775 Slovaques en Slovaquie (recensement slovaque de 2011):10 - 4 567 547 Slovaques en Slovaquie (recensement slovaque de 2021) - 149 140 Slovaques en Tchéquie (recensement tchèque de 2011) - 41 730 Slovaques en Serbie (recensement serbe de 2022) - c. 762 000 personnes d'origine slovaque aux États-Unis (American Community Survey 2010) - 2 294 Slovaques en Pologne (recensement polonais de 2011) - 72 290 Slovaques (20 475 uniquement slovaques) au Canada (recensement canadien de 2016) |
| Slovènes | - c. 1 632 000 Slovènes en Slovénie (recensement slovène de 2002) - c. 2,5 millions de Slovènes dans le monde (estimation Zupančič 2004) - c. 1,8 million en Slovénie - c. 700 000 dans la diaspora slovène (en) - 2 829 Slovènes en Serbie (recensement serbe de 2022) | - c. 1 632 000 Slovènes en Slovénie (recensement slovène de 2002) - c. 2,5 millions de Slovènes dans le monde (estimation Zupančič 2004) - c. 1,8 million en Slovénie - c. 700 000 dans la diaspora slovène (en) - 2 829 Slovènes en Serbie (recensement serbe de 2022) |
| Sorabes | - c. 60 000 Sorabes en Allemagne, dont environ 20 000 parlant encore le sorabe (estimation Reuters 2007) | - c. 60 000 Sorabes en Allemagne, dont environ 20 000 parlant encore le sorabe (estimation Reuters 2007) |
| Tchécoslovaques (catégorie supra-ethnique de Tchèques et Slovaques)                                                      | - c. 304 000 personnes d'ascendance tchécoslovaque aux États-Unis (enquête américaine 2010) - 40 715 « Tchécoslovaques, sans autre précision » (dont 5 075 uniquement tchécoslovaques) au Canada (recensement canadien de 2016) | - c. 304 000 personnes d'ascendance tchécoslovaque aux États-Unis (enquête américaine 2010) - 40 715 « Tchécoslovaques, sans autre précision » (dont 5 075 uniquement tchécoslovaques) au Canada (recensement canadien de 2016) |
| Tchèques | - c. 6,1 millions de Tchèques en République tchèque (estimation CIA World Factbook 2021–22) - 6 732 104 Tchèques en République tchèque (recensement tchèque de 2011) - 28 996 Tchèques en Slovaquie (recensement slovaque de 2021) - 3 447 Tchèques en Pologne (recensement polonais de 2011) - 104 585 Tchèques (dont 23 250 uniquement tchèques) au Canada (recensement canadien de 2016) | - c. 6,1 millions de Tchèques en République tchèque (estimation CIA World Factbook 2021–22) - 6 732 104 Tchèques en République tchèque (recensement tchèque de 2011) - 28 996 Tchèques en Slovaquie (recensement slovaque de 2021) - 3 447 Tchèques en Pologne (recensement polonais de 2011) - 104 585 Tchèques (dont 23 250 uniquement tchèques) au Canada (recensement canadien de 2016) |
| Ukrainiens | - c. 46,7 à 51,8 millions d'Ukrainiens dans le monde (recensement ukrainien de 2001 + estimations diaspora) - c. 58 693 854 Ukrainiens dans le monde (estimation Pawliczko 1994) - c. 37 419 000 en Ukraine - c. 21 274 854 dans la diaspora ukrainienne - 1 359 655 Ukrainiens (273 810 uniquement ukrainiens) au Canada (recensement canadien de 2016) - 51 001 Ukrainiens en Pologne en 2011 (recensement polonais de 2011) ; jusqu'à 5 400 000 en 2022. | - c. 46,7 à 51,8 millions d'Ukrainiens dans le monde (recensement ukrainien de 2001 + estimations diaspora) - c. 58 693 854 Ukrainiens dans le monde (estimation Pawliczko 1994) - c. 37 419 000 en Ukraine - c. 21 274 854 dans la diaspora ukrainienne - 1 359 655 Ukrainiens (273 810 uniquement ukrainiens) au Canada (recensement canadien de 2016) - 51 001 Ukrainiens en Pologne en 2011 (recensement polonais de 2011) ; jusqu'à 5 400 000 en 2022. |
| Yougoslaves (catégorie supra-ethnique regroupant les Bosniaques, Croates, Macédoniens, Monténégrins, Serbes et Slovènes) | - 210 395 Américains d'origine yougoslave (en) (Enquête communautaire américaine de 2021) - 38 480 personnes se déclarant « Yougoslaves, sans autre précision » (8 570 yougoslaves uniquement (en) au Canada (recensement canadien de 2016) - 27 143 Yougoslaves en Serbie (en) (recensement serbe de 2022), - 26 883 Yougoslaves en Australie (recensement australien de 2011) - 2 570 Yougoslaves en Bosnie-Herzégovine (recensement bosnien de 2013) - 1 632 Yougoslaves au Monténégro (recensement monténégrin de 2023) | - 210 395 Américains d'origine yougoslave (en) (Enquête communautaire américaine de 2021) - 38 480 personnes se déclarant « Yougoslaves, sans autre précision » (8 570 yougoslaves uniquement (en) au Canada (recensement canadien de 2016) - 27 143 Yougoslaves en Serbie (en) (recensement serbe de 2022), - 26 883 Yougoslaves en Australie (recensement australien de 2011) - 2 570 Yougoslaves en Bosnie-Herzégovine (recensement bosnien de 2013) - 1 632 Yougoslaves au Monténégro (recensement monténégrin de 2023) |

## Identité slave commune et panslavisme
Le panslavisme est une doctrine politique, culturelle et sociale qui valorise l'identité commune que partagent les différents peuples slaves et qui préconise leur union politique sur la base de cette identité.
Le mouvement atteint son essor avec le congrès panslave de Prague en 1848. C'est à cette même époque que le drapeau panslave est créé (il va être réutilisé par la suite lors de la création de la fédération des États slaves du Sud, autre nom de la Yougoslavie) ainsi qu'un hymne intitulé Hé, les Slaves consacré aux peuples slaves durant la domination austro-hongroise. À la fin du XIXe siècle, le rêve de la chute de Constantinople pour en faire la capitale d'un État panslave est formulé par Fiodor Dostoïevski et Nikolaï Danilevski.
Cette doctrine sert de base idéologique aux interventions militaires de l'Empire russe dans les Balkans au XIXe siècle, à la formation de la Yougoslavie fédérale, puis est habilement utilisée par l'Union soviétique avant et après la Seconde Guerre mondiale.

### Identité slave hors du contexte religieux
En 1440, le souverain polonais Ladislas Warneńczyk (Ladislas III Jagellon) fut couronné roi de Hongrie et, à cette occasion, il reçut la délégation du roi bosniaque Tvrtko II à Buda. Ils ont discuté des possibilités de coopération contre les Turcs, mais ils ont également souligné l'origine ethnique commune des Bosniaques et des Polonais.
L'historien croate Vjekoslav Klaic (Poviest Bosne, 1882) a écrit ces lignes sur l'événement : « le roi Stephen Tvrtko II et le despote George Brankovic espère que les meilleurs moments viendront et ont été ravis que la Couronne hongroise a été prise par un souverain slave de sorte qu'ils ont envoyé leurs délégués à Buda pour saluer le nouveau roi et lui demander de l'aide. »
Le biographe du roi Vladislav a écrit ceci au sujet de la délégation bosniaque : « le roi bosniaque a également envoyé une délégation composée de grands hommes. »  Avec des histoires sur les origines de leur tribu, ils ont souligné que les Bosniaques avaient les mêmes ancêtres que les Polonais et qu'ils ont la même langue parlée. Ils ont également déclaré que le roi bosniaque est satisfait du fait que le roi Ladislav a réussi dans ses campagnes militaires et ont mentionné le langage commun et origine commune.
Cet événement est également décrit le livre polonais appelé Dzieje Rzeczypospolitej Polskiej de Jędrzej Moraczewski.
Le roi Ladislas est mort pendant la bataille de Varna en 1444 où il a également commandé un groupe de chevaliers bosniaques envoyés par le roi bosniaque pour lutter contre les Turcs.

### L'union de tous les Slaves du Sud

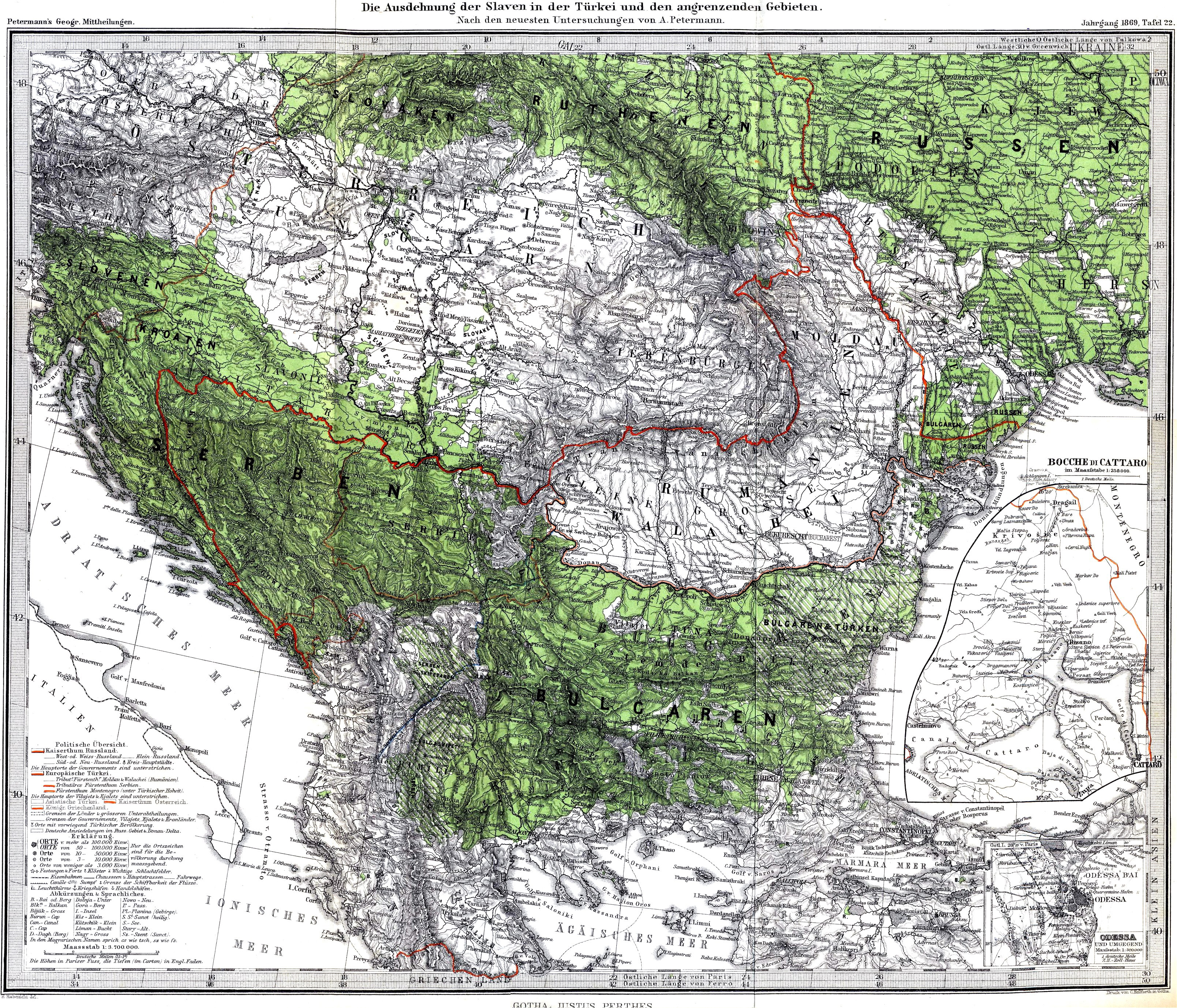
Les Slaves méridionaux ou « Yougo-Slaves » au sens large en 1869.

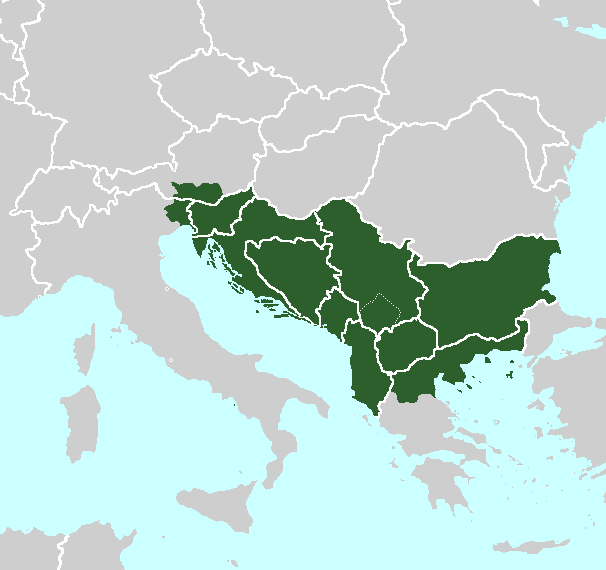
La Grande Yougoslavie telle que proposée par ses défenseurs.

Après la Seconde Guerre mondiale des tentatives de négociations ont vu le jour pour favoriser une union de tous les Slaves des Balkans dans une grande Yougoslavie, comprenant la Bosnie-Herzégovine, la Croatie, le Monténégro, la Serbie, y compris le territoire contesté du Kosovo, de la Slovénie et de la Macédoine du Nord, y compris la Bulgarie, la Thrace occidentale et la Macédoine grecque, l'Albanie et dans certaines propositions d'autres territoires. Au moins une partie de la Carinthie autrichienne ou tout cela, et pour un temps débutant en novembre 1943 avait revendiqué toute la région italienne du Frioul-Vénétie Julienne. Le gouvernement yougoslave a demandé l'union de la Bulgarie avec la Yougoslavie.
D'autres unions d'États slaves ont également été proposées, à l'instar de la Confédération polono-tchécoslovaque.

### Hymnes et drapeaux slaves

Drapeau aux couleurs panslaves.

Hej Sloveni (Hé, les Slaves) est un hymne consacré aux Slaves. Ses paroles originales ont été écrites en 1834 sous le titre Hej, Slováci (Hé, les Slovaques) par Samo Tomášik. Il sert depuis comme hymne du panslavisme, du mouvement Sokol, ainsi que de la RFS Yougoslavie, de la république fédérale de Yougoslavie et de l'État fédéré de Serbie-et-Monténégro. La chanson est également considérée comme le second hymne officieux des Slovaques. Sa mélodie est basée sur le Mazurek Dąbrowskiego, l'hymne de la Pologne depuis 1926, mais elle est beaucoup plus lente et plus accentuée.
Il est appelé Hej, Slaveni en croate et bosniaque, Хеј Словени/Hej, Sloveni en serbe, Hej, Slováci en slovaque, Hej, Slované en tchèque, Еј, Словени en macédonien, Hej, Slovani en slovène, Hej Słowianie en polonais, Хей, Славяни en bulgare, Гей, Славяне en russe.
Il existe également, depuis cette même époque, un drapeau pan-slave aux couleurs russes, dans un ordre différent.

### Unité linguistique
Plusieurs tentatives ont été effectuées pour créer une langue slave unifiée qui permettrait de faciliter la communication de tous les Slaves, à l'instar du slovio ou de l'interslave.

## Galerie

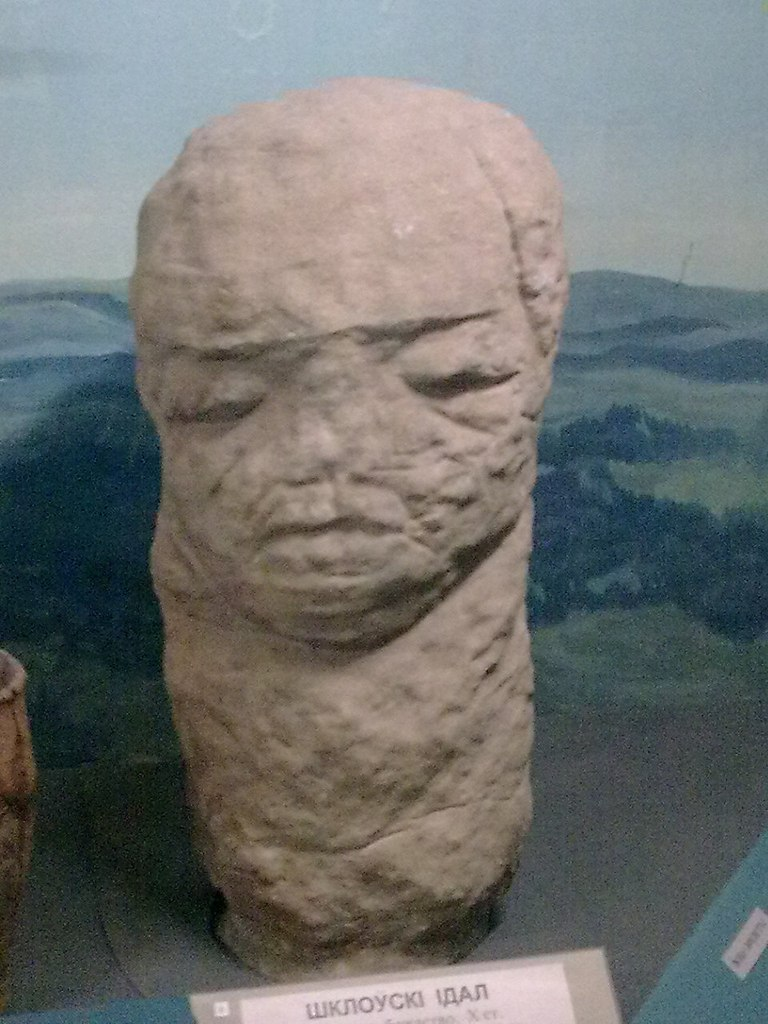
Idole de Chklow.
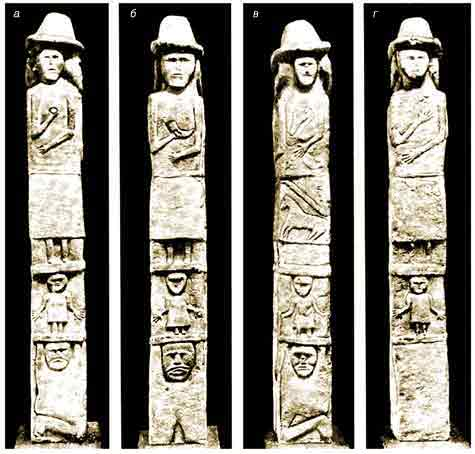
Idole du Zbroutch (800-900).
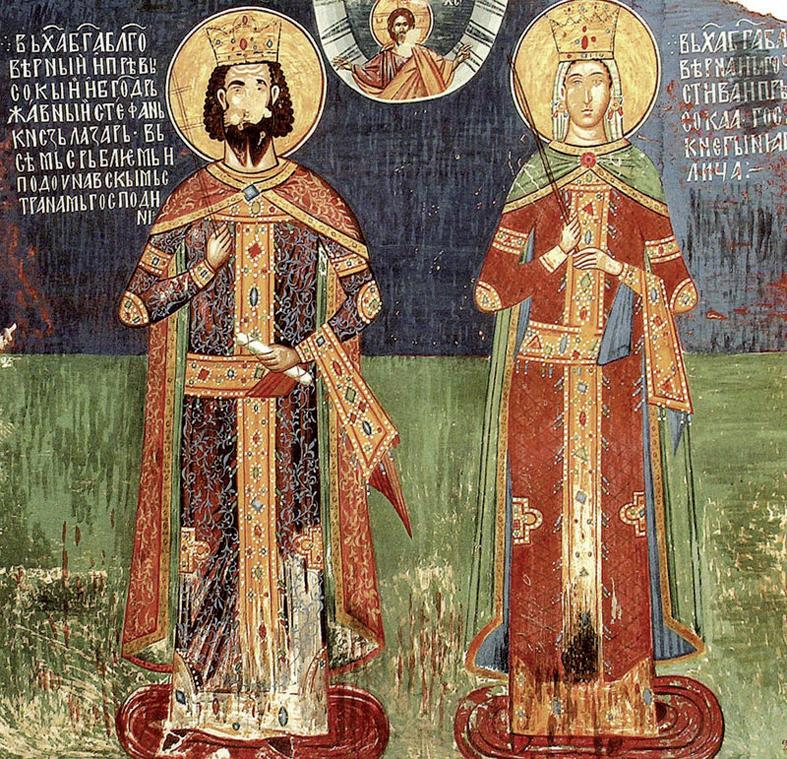
Fresque du monastère de Ljubostinja, en Serbie, vers 1405, représentant le prince Lazar Hrebeljanović et son épouse, la princesse Milica Nemanjić[165].
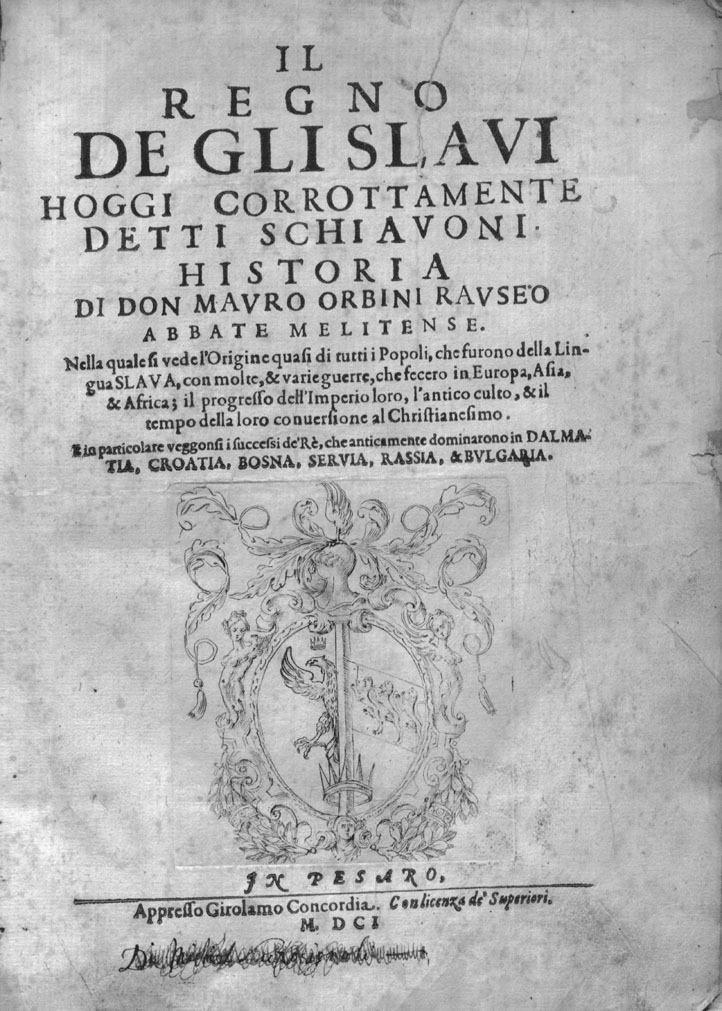
Mauro Orbini, Il Regno de gli Slavi (1601).
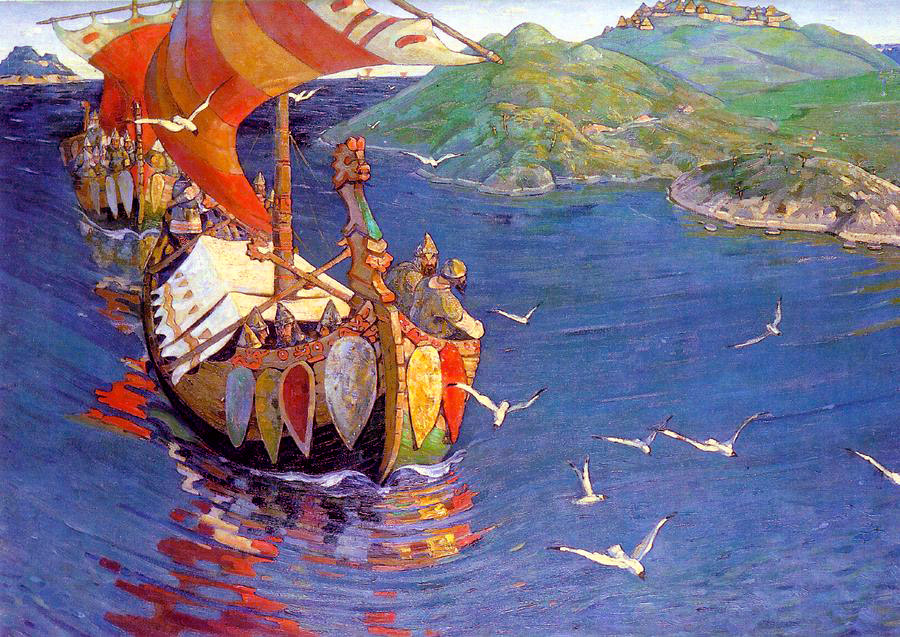
Nicolas Roerich, Des visiteurs venus d'outre-mer (1901).
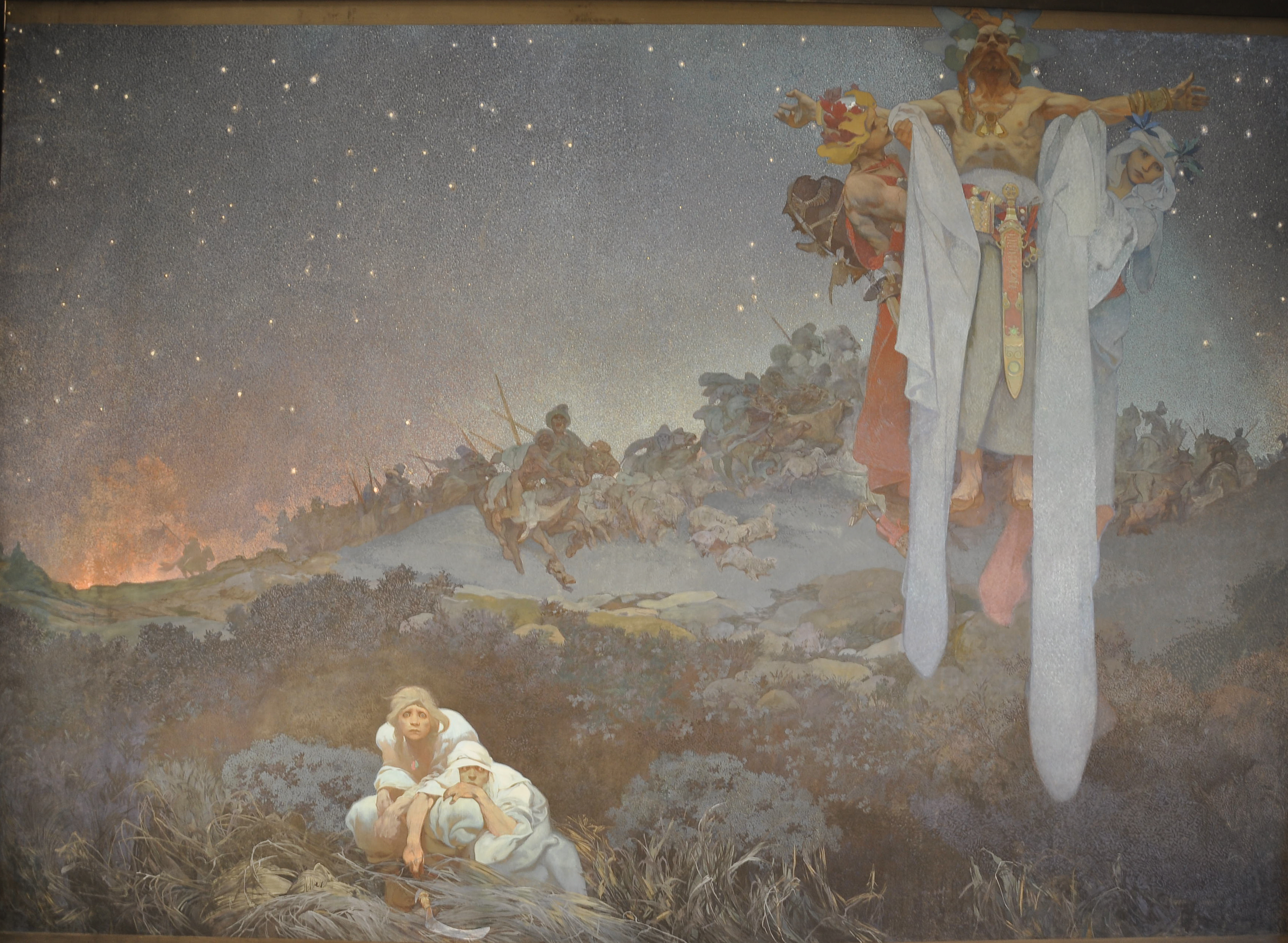
L'Épopée slave (Alfons Mucha, 1910-1928) : Les Slaves dans leur site préhistorique (1912).
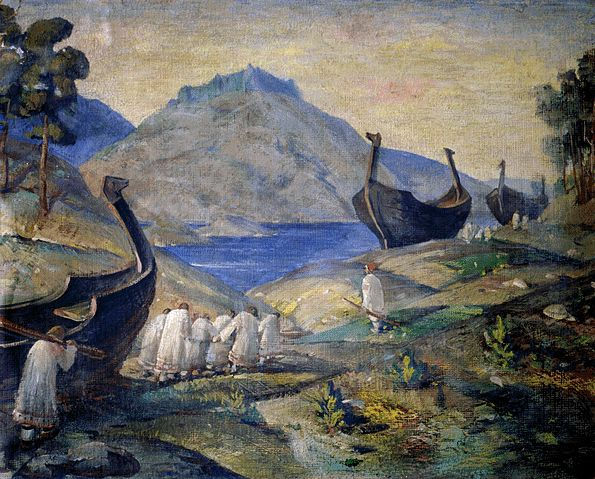
Nicolas Roerich, Volok (1915, portage).
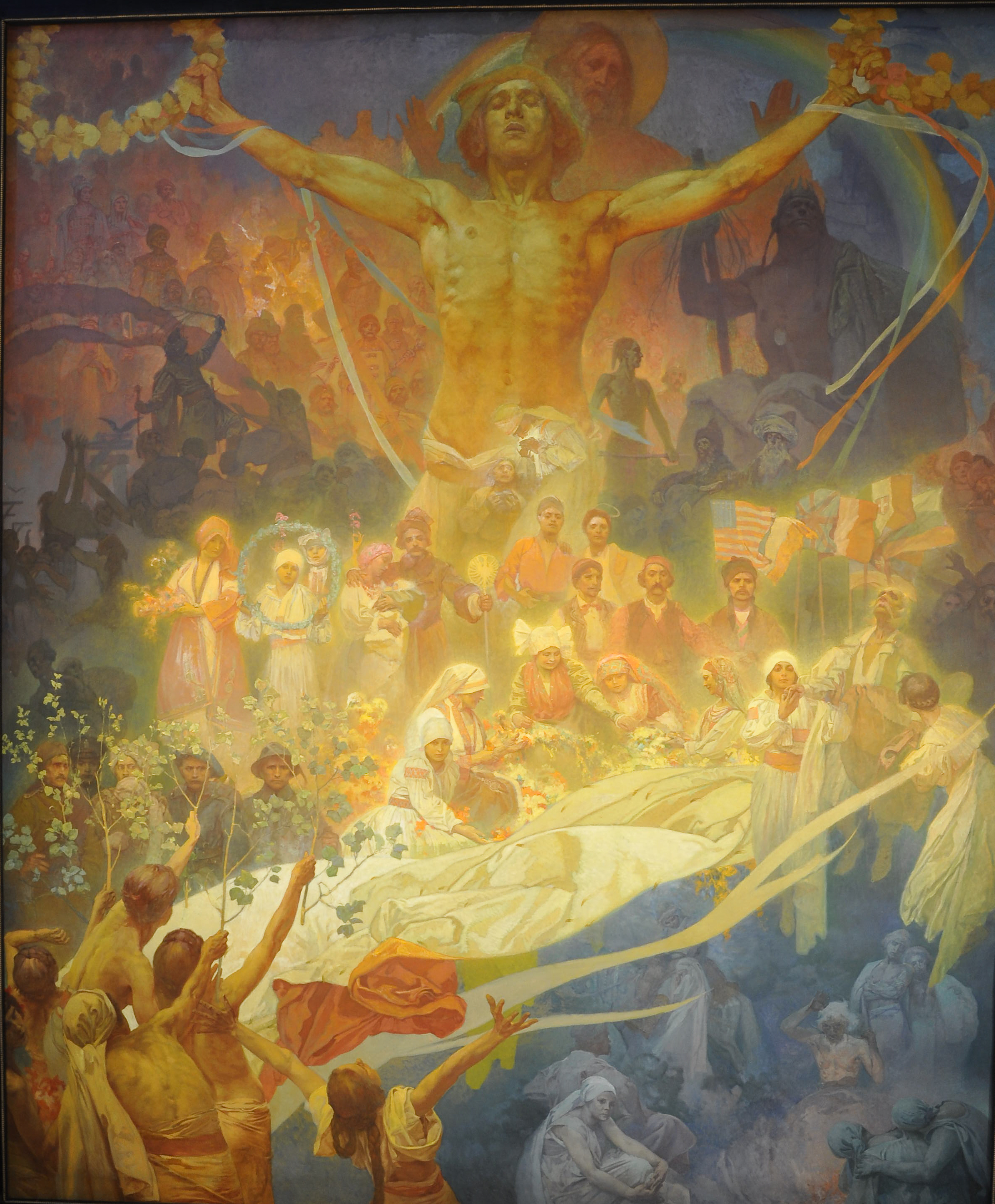
L'apothéose des Slaves (Alfons Mucha, 1926).
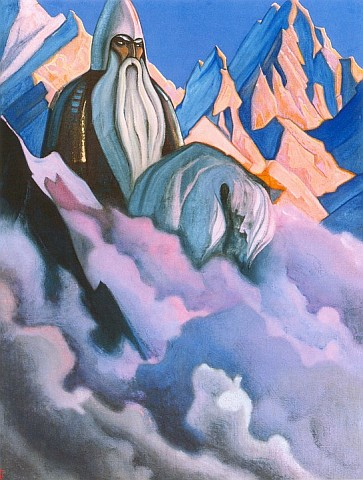
Nicolas Roerich, Sviatogor (1942);
Monument des 1300 ans de la Bulgarie (1981) à Choumen.

## Diaspora slave
Il existe une nombreuse diaspora slave dans le monde : États-Unis, Canada, Australie, France, Royaume-Uni, Allemagne, Portugal.
En outre, les colons slaves implantés aux XIXe et XXe siècles constituent une proportion importante de la population des pays issus de l'ancien Empire russe et de l'ancienne URSS tels le Turkménistan (7 %), le Kirghizistan (8 %), l'Ouzbékistan (9 %), la Lituanie (15 %), la Moldavie (16 %), le Kazakhstan (environ 26 %, numériquement la plus grosse communauté), l'Estonie (29 %), la Lettonie (environ 36 %) et davantage encore dans les républiques autoproclamées, non reconnues au niveau international, et qui de facto dépendent totalement de la logistique russe : l'Abkhazie (11 %), l'Ossétie du Sud (10 %) et la Transnistrie (environ 62 %).

### Liste de personnalités slaves ou d'ascendance slave issues de la diaspora

#### Politique
- Pierre Bérégovoy, dont le père avait fui l'Ukraine à la révolution russe.
- Michael Anthony Bilandic, ancien maire de Chicago, d'origine croate
- Rod Blagojevich, d'origine serbe, ancien gouverneur de l'Illinois.
- John Kasich, né de parents tchèque et croate immigrés, ancien gouverneur de l'Ohio.
- Juscelino Kubitschek, né d'une mère tchèque, ancien président du Brésil
- Stanisław Leszczyński et sa fille Maria Leszczyńska, tous deux d'origine polonaise. Maria qui devint reine de France.
- Angela Merkel (née Angela Dorothea Kasner, fille de Horst Kasner (né Kaźmierczak), et sa mère Herlind (née Jentzsch), à Gdańsk (alors Dantzick, aujourd'hui en Pologne)
- Maison Poniatowski, de Pologne, dont Michel Poniatowski (1922-2002), ministre de l'Intérieur de Valéry Giscard d'Estaing, Ladislas Poniatowski (né en 1946), sénateur et Axel Poniatowski (né en 1951), député
- Dilma Rousseff, de père bulgare, ancienne présidente du Brésil
- Nestor Makhno, général de la Makhnovtchina, armée anarchiste luttant contre la répression tsariste puis bolchévique en Ukraine

#### Sciences
- Albert Bandura, d'origine polono-ukrainienne, fondateur de la théorie sociale cognitive
- Marie Curie (née Maria-Salomea Skłodowska, polonaise)
- Nikola Tesla (né en Autriche-Hongrie [actuelle Croatie], d'origine serbe)
- Robert Zajonc, psychologue d'origine polonaise
- Grigori Iakovlevitch Perelman Mathématicien Russe, qui à démontré la Conjecture de Poincaré.

#### Arts et lettres
- Frédéric Chopin (né Fryderyk-Franciszek Chopin, polonais)
- Leonardo DiCaprio (dans une interview en Russie il s'est déclaré « mi-russe », deux de ses grands-parents étant russes)[167]
- Erté, né russe (Romain de Tirtoff)
- Ashton Kutcher (son père est d'origine tchèque, sa mère est née en Tchécoslovaquie)
- Andreï Makine, né en Russie
- Gabriel Matzneff, né en France d'immigrés russes blancs
- Macha Méril (Maria Magdalena Vladimirovna Gagarina, fille du prince russe Vladimir Gagarine, et d'une mère ukrainienne)
- M. Pokora (né Matthieu Tota, d'origine polonaise)
- Jean-Pierre Mocky (né Jean-Paul Mokiejewski, d'ascendance juive polonaise)
- Vladimir Nabokov, Américain d'origine russe
- La Comtesse de Ségur, née Sofia Rostoptchina, russe
- Pierre-André Taguieff, né d'un père russe et d'une mère polonaise
- Jacques Tati (né Jacques Tatischef : son grand-père était général de l'armée du Tsar)
- Roger Vadim (né Roger Vadim Plemiannikov: son père était officier russe blanc)
- Sylvie Vartan (né Silvi Zhorzh Vartan) chanteuse française d'origine bulgare.
- Marina Vlady née en France d'immigrés russes blancs (Marina Catherine de Poliakoff-Baydaroff)
- Andy Warhol (Andrew Warhola, né de parents ruthènes)

#### Sports
- Paulo Dybala (d'origine polonaise, par son grand-père paternel Bolesław né près de Kielce en Pologne)
- Mirosław Klose (footballeur allemand d'origine polonaise)
- Zlatan Ibrahimović (footballeur suédois d'origine yougoslave (bosniaque et croate)
- Wayne Gretzky (origine biélorusse)
- Raymond Kopa (né Raymond Kopaszewski, footballeur français d'origine polonaise)
- Kristina Mladenovic (d'origine serbe)
- Nikola Karabatic (d'origine serbe)
- Dirk Nowitzki (origine polonaise)